# Église Saint-Christophe de Cergy
Pour les articles homonymes, voir Église Saint-Christophe.
L'église Saint-Christophe est une église catholique paroissiale située à Cergy, en France. Son extraordinaire portail Renaissance tourné vers le village et son clocher roman qui est l'un des plus anciens du département à compter deux étages attirent les regards. Franchissant le portail, l'on pénètre dans un genre de vestibule à ciel ouvert, qui offre la vue sur des vestiges architecturaux et des arrachements de maçonnerie, et donne l'image d'une église partiellement ruinée. Ce n'est pas tout à fait le cas, car les travaux entrepris à la Renaissance n'ont jamais été achevés, mais l'ancienne nef romane des années 1130 / 1140 a effectivement été démolie en 1904. Elle était vétuste, et sa suppression a facilité les travaux de consolidation du clocher en 1905. La façade occidentale actuelle et les murs clôturant le bas-côté sud Renaissance datent de cette époque. De l'intérieur, l'église se présente comme un espace carré de trois travées de long et de trois travées de large, pratiquement homogène à l'exception de la base du clocher qui reste romane. Elle possède l'une des plus anciennes voûtes d'ogives conservées dans la région ainsi que six chapiteaux historiés des années 1130 / 1140, mais aussi une arcade orientale qui remonte à la seconde moitié du XIe siècle. À cette époque, la chapelle carolingienne au chevet plat a été agrandie par adjonction d'une abside en hémicycle. Cet état ainsi que le plan de la seconde église romane du second quart du XIIe siècle ont été révélés par des fouilles en 2002 / 2003. Le reste de l'église est gothique et date du début du XIIIe siècle. Si la hauteur sous voûtes est faible, le remplage des fenêtres inexistant et la sculpture sujette à des maladresses, l'espace intérieur séduit toutefois par son grand espace voûté à la même hauteur, à l'instar des chœurs-halle de la vallée de l'Oise et ses environs. L'église est classée monuments historiques depuis 1913. Elle renferme un nombre important d'éléments de mobilier classés, dont notamment des plaques funéraires et des plaques de fondation. Depuis l'inauguration de deux nouvelles églises paroissiales dans la ville nouvelle de Cergy, l'église Saint-Christophe n'est plus au centre de la vie de la paroisse, mais au moins deux messes par semaine y sont toujours célébrées.

## Localisation

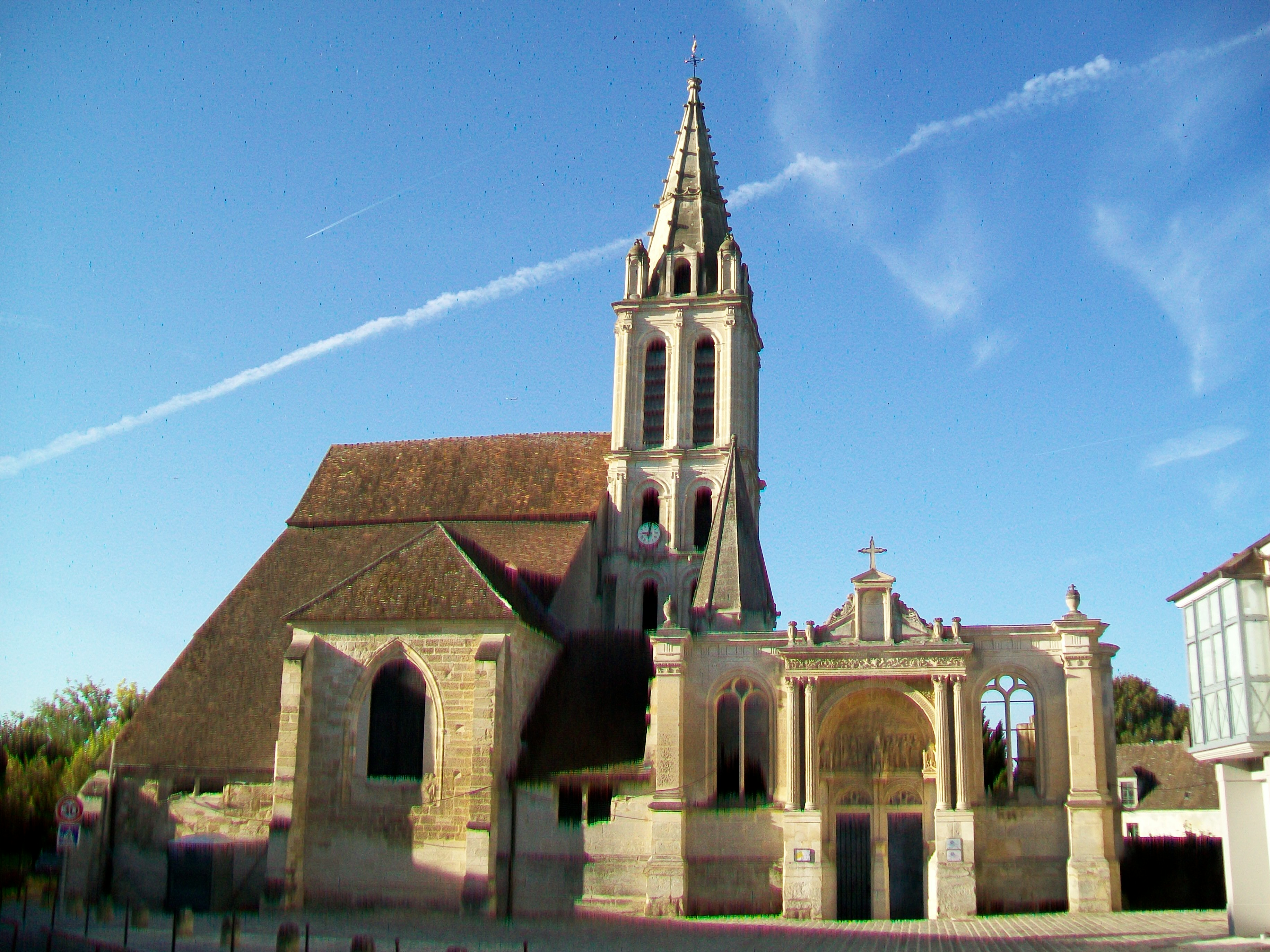
Vue d'ensemble depuis le nord.

L'église est située dans le département français du Val-d'Oise, sur la commune de Cergy, au quartier du village, rue de Neuville. Le chevet donne directement sur la rue, et une place occupée par un parking se situe plus à l'est. Au nord de l'église, la rue décrit une courbe généreuse et laisse libre un vaste parvis devant l'église : Il correspond à l'ancien cimetière. La façade occidentale Renaissance inachevée est visible depuis une courte impasse qui poursuit ce parvis vers l'ouest, au sud de l'ancienne maison du Patrimoine. Pour apercevoir la façade méridionale, il faut franchir la porte fortifiée de l'ancien prévôté de l'abbaye Saint-Denis. L'accès à l'intérieur de l'église se fait depuis la cour intérieure formée par les murs du double bas-côté nord Renaissance resté inachevé ; c'est également depuis cette cour que le clocher est le mieux visible. À gauche en regardant l'église, un portail s'ouvre dans un petit oratoire. L'entrée dans l'église se fait par le porche à droite, au fond de la cour.

## Historique

### Les origines

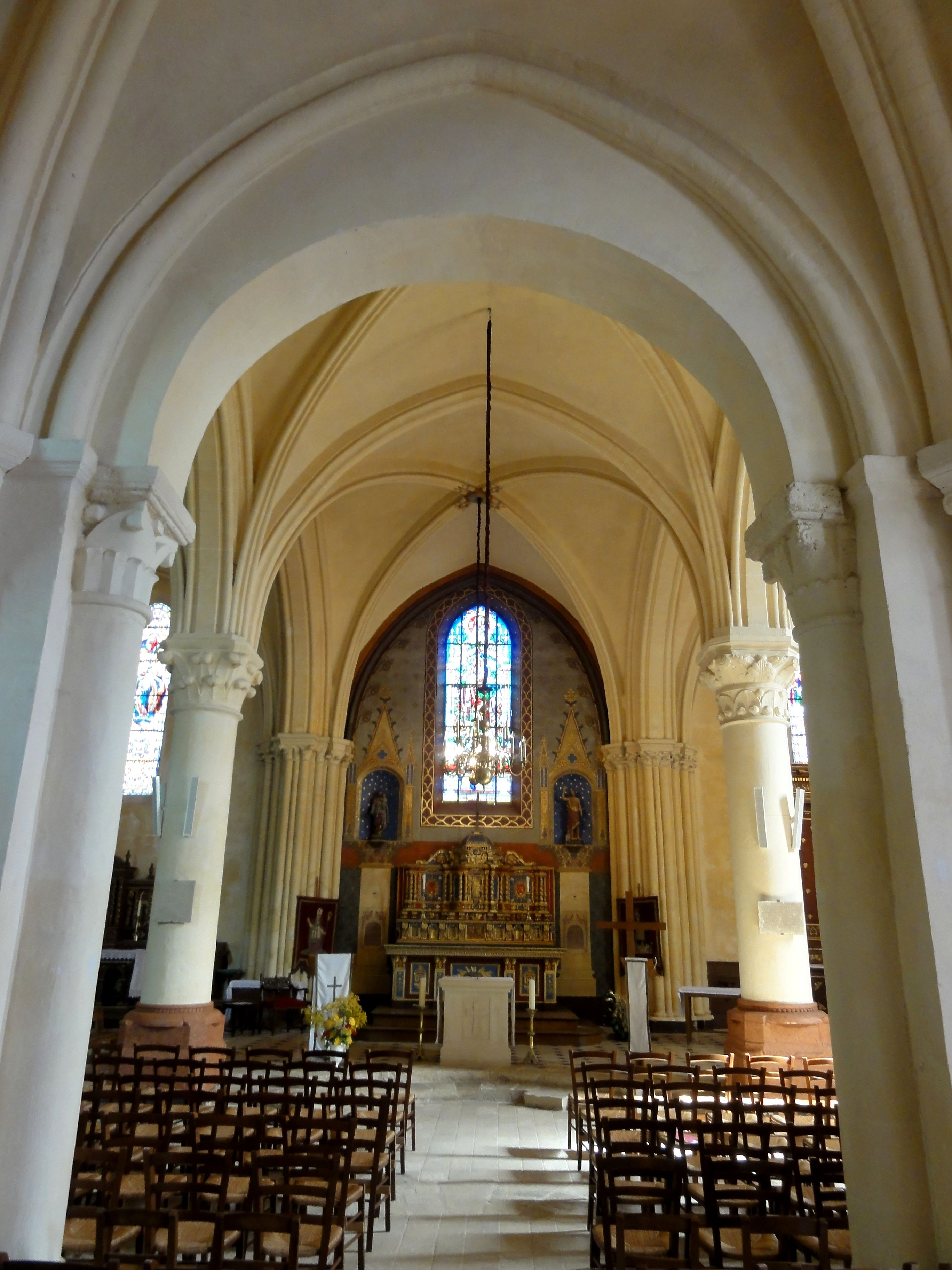
Arcade orientale de la base du clocher, de la 1ère église romane.

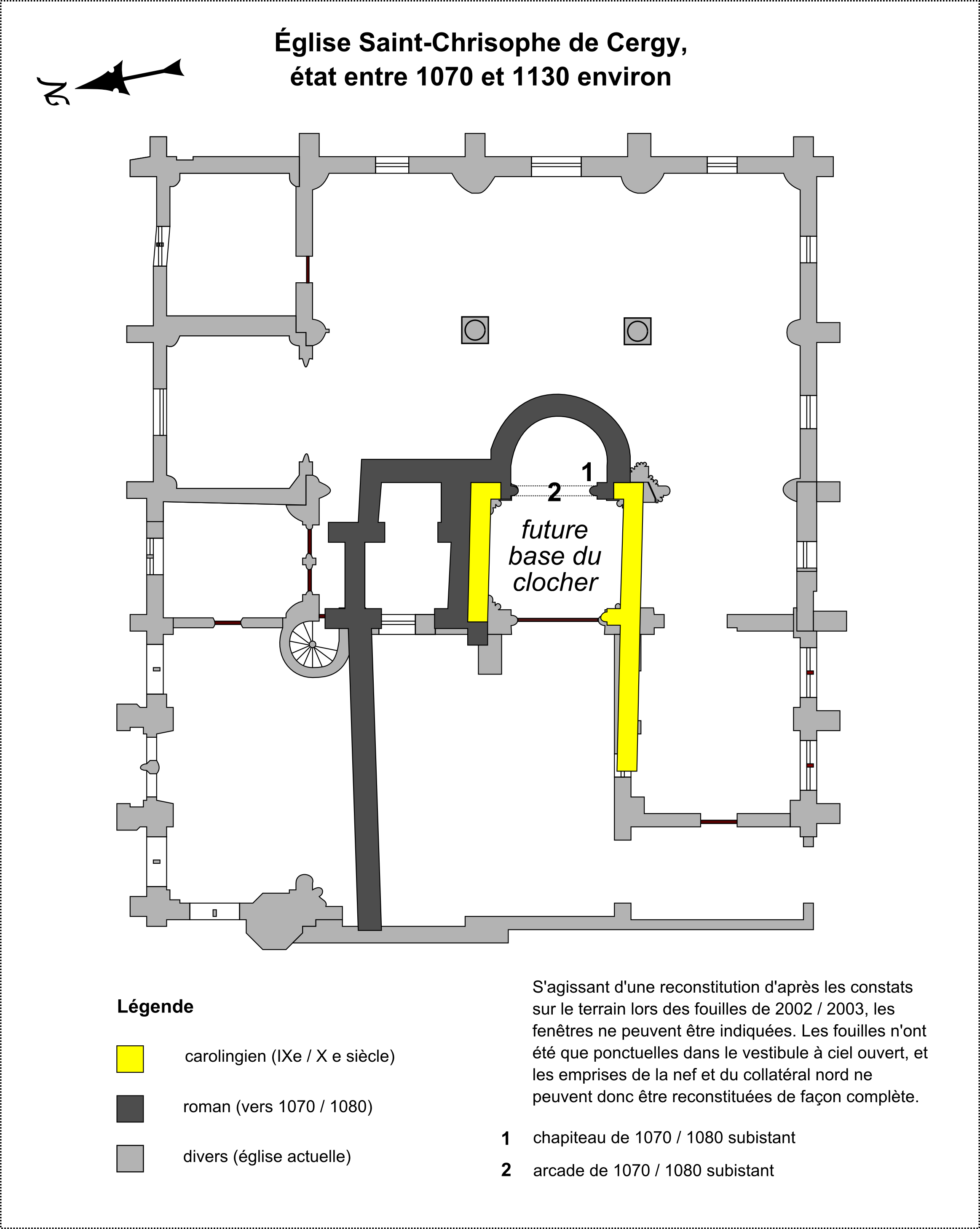
Plan de la 1ère église romane.

À l'époque mérovingienne, Cergy est un hameau ou une zone de population peu dense, dont la naissance est favorisée par une situation géographique avantageuse, à proximité de la rivière Oise et au milieu de terres fertiles. Un passage de l'Oise sous la forme d'un gué pourrait déjà exister. Les habitants de Cergy sont vraisemblablement chrétiens dès la construction des premières maisons, la christianisation du nord de l'Île-de-France remontant au tout début du Moyen Âge. Or, comme c'est le cas de nombreux autres jeunes villages, une église paroissiale n'existe pas encore sur place. En l'absence de documents sur Cergy avant le XIIe siècle, l'on ignore à quelle paroisse le village est affiliée. En effet, son existence ne peut être déduit que des fondations d'une chapelle cimetièriale découverte lors des fouilles archéologiques de l'église en 2002 et 2003. Cette chapelle était de petites dimensions, large de 4 m et au chevet plat. La longueur est inconnue car la cour devant l'église (l'emplacement de l'ancienne nef) n'a été que très partiellement fouillée, les recherches s'étant concentrées sur le transept et le chœur car motivés par le projet d'installation d'un chauffage par le sol, détruisant inévitablement la plupart du patrimoine du sous-sol. La partie orientale de la chapelle occupait la travée sous le clocher mais était un peu moins large.
Rien ne subsiste des élévations : la première chapelle est rasée entre le milieu du IXe siècle et le milieu du Xe siècle, à l'époque carolingienne. Cette chapelle est légèrement plus grande que la précédente, et son chœur, toujours au chevet plat, correspond exactement à la base du clocher. L'on suppose que cette chapelle est destinée à la célébration eucharistique régulière, et qu'elle est au centre de la vie d'une petite communauté chrétienne. Avant la campagne de fouilles de 2002 / 2003, l'existence de cette chapelle était seulement supposée, et l'on ignorait que les noyaux des deux piles orientales du clocher remontent vraisemblablement à cet édifice. Il s'est révélé que l'église romane dont subsiste le clocher actuel et dont la construction était située pendant le second quart du XIIe siècle n'a pas été construite de toutes pièces, mais par agrandissements successifs de la chapelle carolingienne.
Les débuts de la première église romane remontent à la seconde moitié du XIe siècle. Il s'agit en fait de la chapelle carolingienne agrandie par l'adjonction d'une abside en hémicycle devant l'ancien chevet plat, qui est abattu. Ce n'est donc pas une église purement romane, car seulement le petit chœur appartient en réalité à cette époque stylistique. Tout comme l'on ignorait que les noyaux des piles orientales du clocher étaient carolingiens, l'on ignorait qu'une petite partie de l'élévation du premier chœur roman demeure toujours visible dans l'église actuelle. Il s'agit de l'arcade orientale de la base du clocher, soit l'ancien arc triomphal ; des chapiteaux qui le supportent de chaque côté ; ainsi que de leurs fûts. Le caractère archaïque de ces chapiteaux avait toujours interpellé les archéologues, mais puisque les chapiteaux à l'ouest des mêmes piles ainsi que celles à l'est des piles occidentales sont d'une sculpture plus avancée, l'on s'est résolu à croire que l'ensemble date malgré tout du second quart du XIIe siècle. En effet, seul l'apparition précoce d'un type de chapiteau dans une église fournit un indice pour la datation de l'édifice, car des sculpteurs n'étant pas en contact avec des artisans travaillant sur les chantiers les plus récents peuvent produire une sculpture anachronique,.
La première église romane-carolingienne est équipée d'un collatéral au nord dès la seconde moitié du XIe siècle, soit peut-être lors de la construction de l'abside. Ce collatéral ne communique pas avec la base du clocher et l'abside, ce qui explique l'absence d'une arcade septentrionale contemporaine de l'arcade orientale de la travée sous clocher. Le collatéral se termine par un chœur carré qui occupe une grande partie de l'ancien croisillon nord et une absidiole également carrée. L'on y a retrouvé deux sépultures, d'une époque où tous les enterrements avait sinon lieu en dehors de l'église. L'accueil de ces sépultures était donc le motif de la construction des parties orientales du collatéral nord. Rien au-dessus du niveau du sol ne subsiste de ce collatéral, de son chœur et de son absidiole.

### La fondation de la paroisse

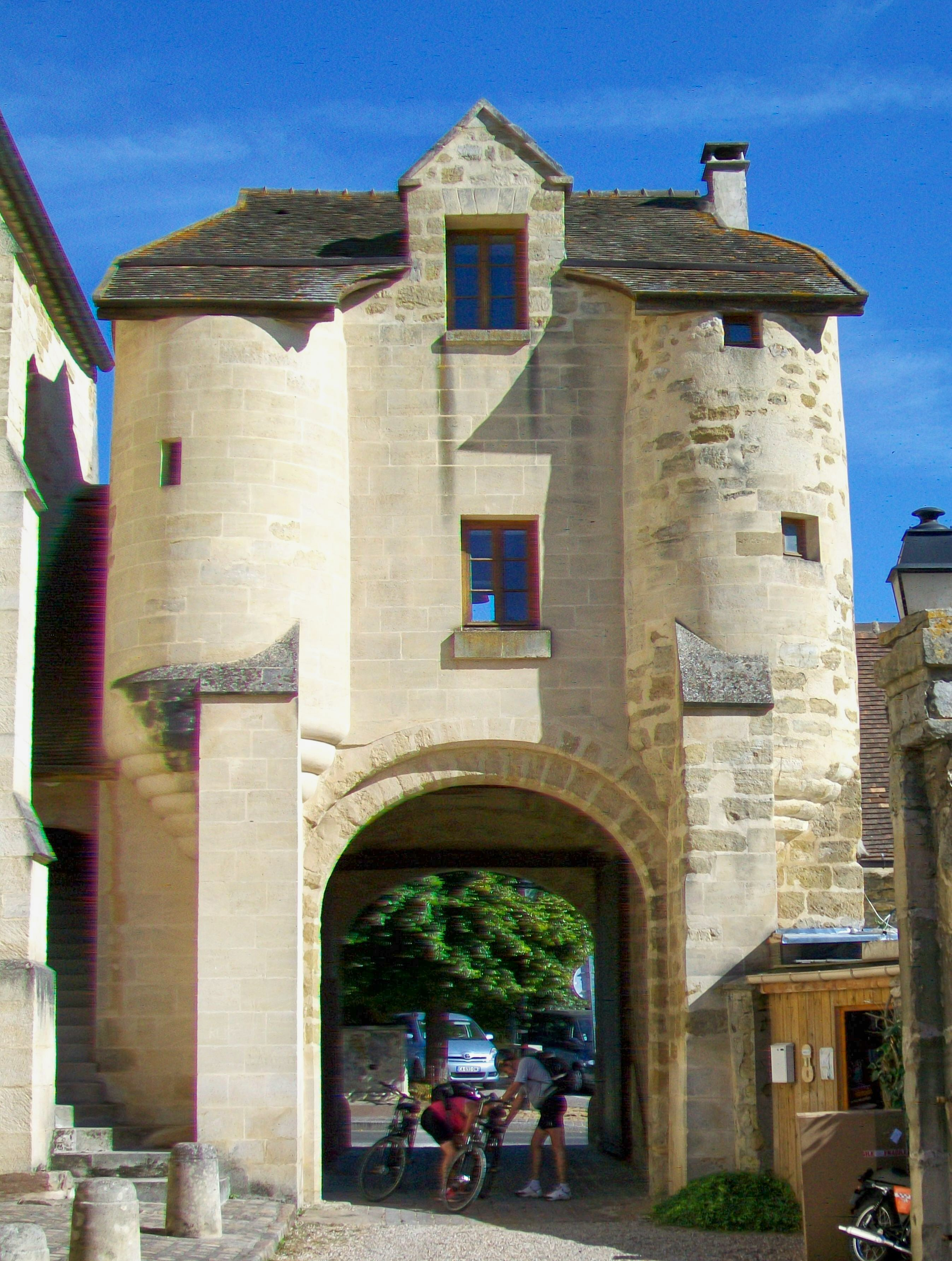
Porte fortifiée du prevôté.

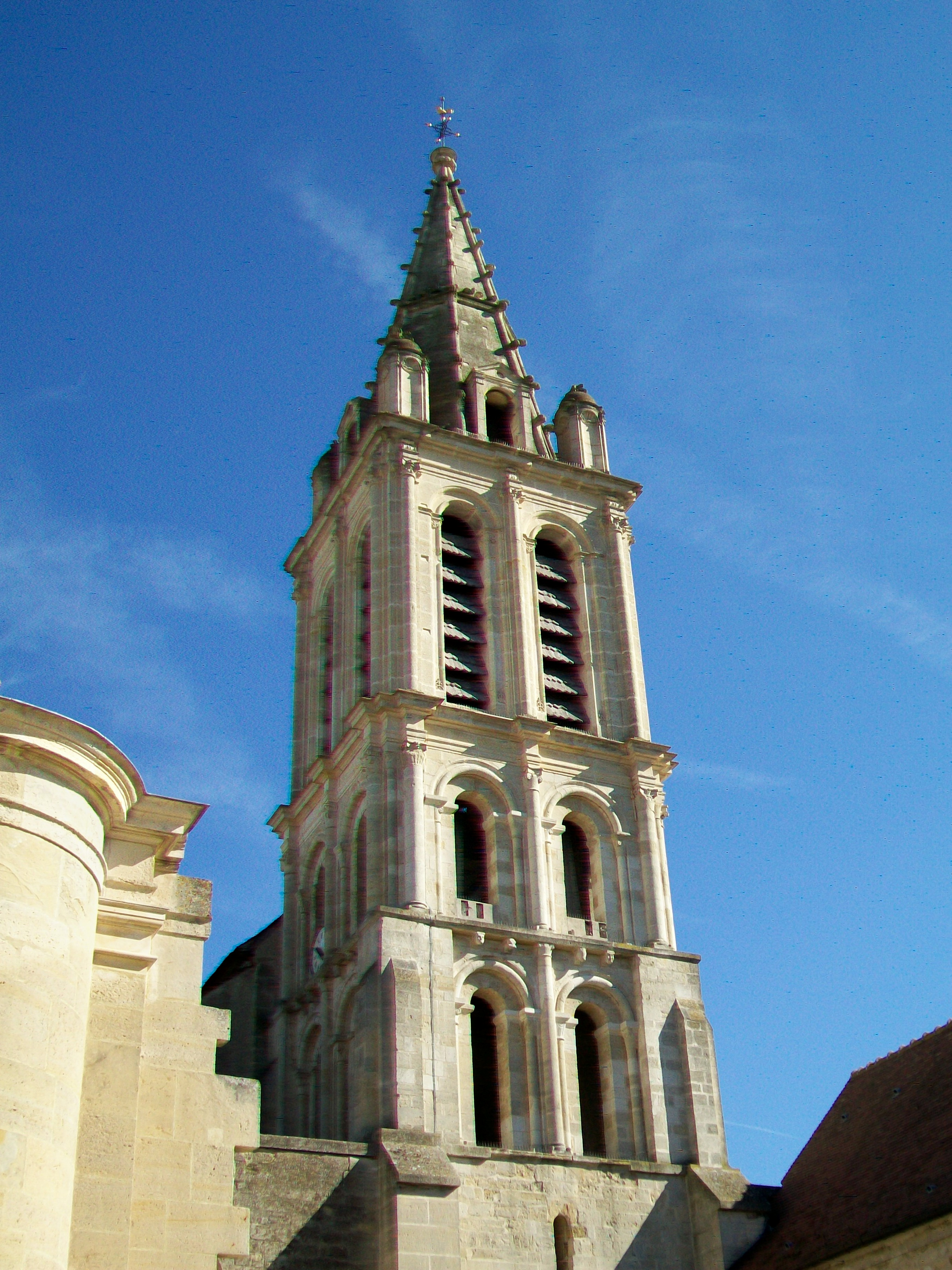
Clocher, vue depuis l'ouest.

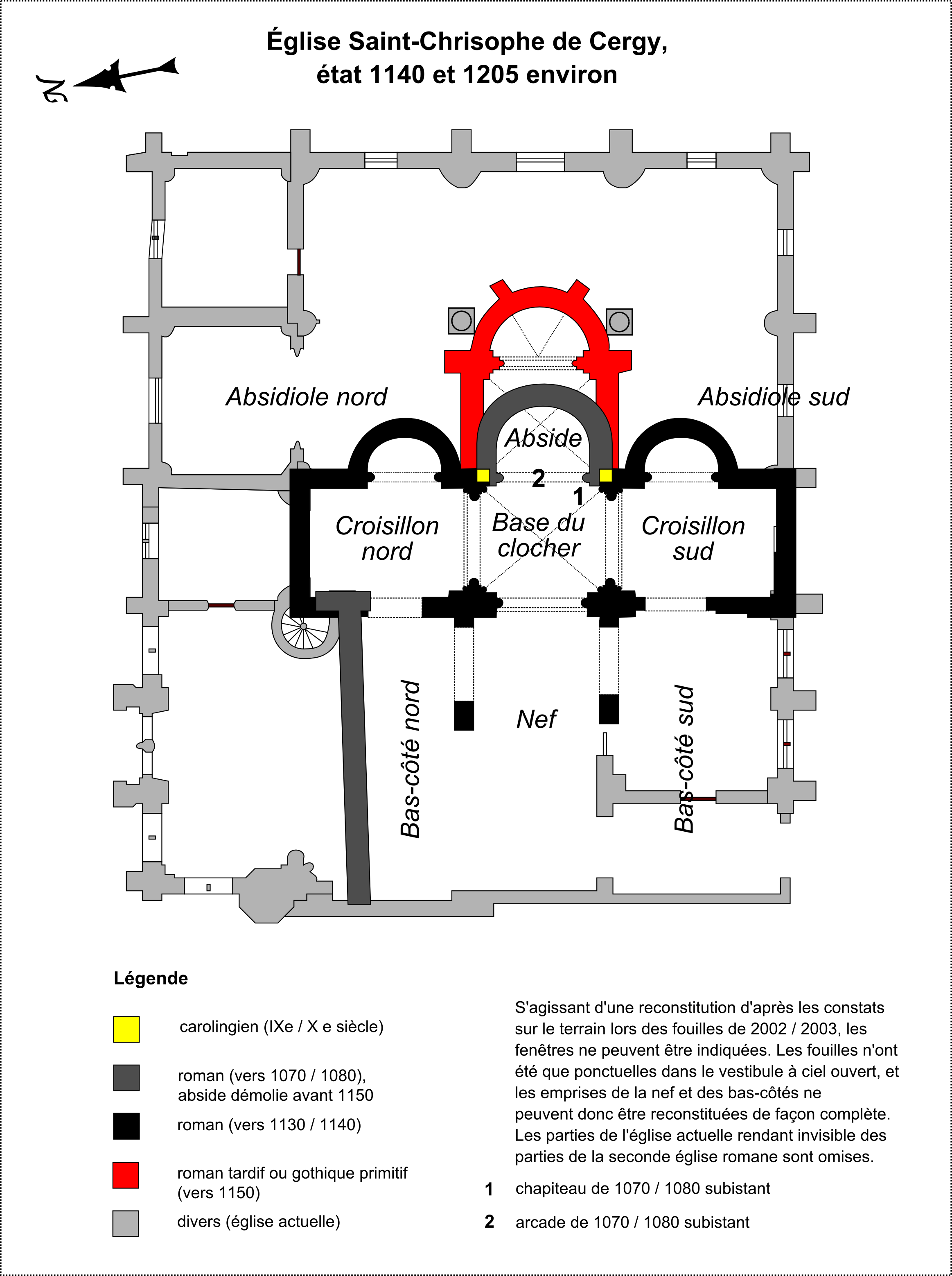
Plan de la 2e église romane.

En 1120, le roi Louis VI le Gros donne à l'abbaye de Saint-Denis la petite église romane de Cergy, les dîmes du village et certains droits seigneuriaux, dont celui de la justice seigneuriale et de la voirie. Deux ans plus tard, le nouvel abbé Suger se fait confirmer cette donation, et le pape Calixte II la confirme le 26 janvier de cette même année. Le village est en même temps érigé en paroisse, et quelques moines s'installent peut-être dans un petit prieuré près de l'église. Sous tout l'Ancien Régime, elle a toujours dépendu de l'archidiocèse de Rouen, mais il est à noter que la limite avec l'archidiocèse de Paris traversait le territoire du village, et le hameau de Ham sur l'autre rive de l'Oise faisait partie de ce dernier. Comme particularité, Ham était toutefois rattaché à la paroisse de Cergy, car appartenant également à l'abbaye Saint-Denis. Au Moyen Âge, un pont reliait déjà le bourg de Cergy à Ham. Du fait du statut spécifique de l'abbaye Saint-Denis, qui ne devait répondre à aucun évêque et était directement soumis au pape, la paroisse de Cergy jouissait de cette même exemption, et l'appartenance à tel ou tel diocèse n'avait en réalité aucun impact pour les habitants.
L'appellation de prieuré n'est utilisée dans aucun texte authentique, comme le souligne Louis Régnier. Le terme est traditionnellement employé par la population locale jusqu'à ce jour, sans doute en raison d'un raccourci qui fait un prieuré de n'importe quelle dépendance d'une abbaye. Les chartes parlent de terres, de châtellenie, de prévôté et de seigneurie. — De l'époque médiévale, subsistent aujourd'hui la porte fortifiée au sud de l'église, rue de Vauréal (inscrite monument historique par arrêté du 2 novembre 1926) ; une grange deux maisons plus loin avec pignon sur la même rue ; un mur d'enceinte au sud et au sud-ouest ; ainsi que deux tours ronds, pratiquement non visibles depuis le domaine public. Les maisons d'habitation dans le périmètre circonscrit par l'enceinte, le porche et l'église sont toutes modernes. Les dimensions de ce périmètre étant relativement modestes, Louis Régnier exclut a priori une grande exploitation agricole désignée habituellement par le terme de grange monastique, mais une petite ferme a dû exister car ce terme figure dans certains documents anciens. Sachant que l'abbaye Saint-Denis est le seigneur des lieux et détient la haute, moyenne et basse justice, le plus probable est que le complexe s'organise autour d'un prévôté comportant un hôtel pour le prévôt, une grange dîmière, une salle de justice, une prison ainsi que la ferme. Selon les époques, le prévôt était un moine ou un laïque employé par l'abbaye. Il gérait probablement les terres que l'abbaye possédait dans le Vexin français en plus de son rôle de seigneur local,,.

### La construction de la seconde église romane
À la suite de la fondation de la paroisse, la première église romane-carolingienne est agrandie selon un plan cruciforme symétrique. La travée sous clocher et son abside sont conservées, mais le collatéral nord y compris ses parties orientales est démoli, car jugé trop exigu. L'ancienne nef est aussi démolie, en laissant subsister tout au plus des portions de murs devenant les piliers des nouvelles grandes arcades vers les bas-côtés. La base du clocher est percée par des arcades au nord et au sud, et devient ainsi la croisée du transept. Les piles sont renforcées et le clocher actuel est édifié (pour l'état antérieur, l'usage du terme de base du clocher ne sous-entend pas l'existence d'un clocher, que l'on ne peut toutefois pas exclure). Des croisillons sont construits au nord et au sud, prolongés vers l'est par des absidioles en hémicycle, moins larges que les croisillons, ainsi qu'une nouvelle nef avec deux nouveaux bas-côtés. Cette nef-grange simplement plafonnée et ses bas-côtés perdurerons jusqu'au début du XXe siècle, quand ils sont abattus pour motif de vétusté. En somme, le second quart du XIIe siècle voit la naissance d'une église romane presque entièrement neuve. Elle est contemporaine de la basilique de Saint-Denis édifiée pour l'essentiel entre 1130 et 1144 (en ce qui concerne le massif occidental qui seul subsiste de cette basilique). Toutes les parties sont construites simultanément dans une même campagne de construction, car les vestiges des élévations retrouvés dans le sous-sol ne montrent aucune rupture dans l'appareil.
Comme déjà évoqué, seul le clocher subsiste de la seconde église romane, et donc à l'intérieur de l'église, les arcades au nord et au sud de la base du clocher (la croisée du transept) avec leurs chapiteaux des deux côtés. Le caractère archaïque des chapiteaux des baies du clocher ne permet pas une datation postérieure à 1140, alors que l'emploi de l'arc brisé n'autorise pas non plus une datation antérieure à 1130, ce qui est conforme à la période de construction déduit des résultats des fouilles et à la datation théorique fondée sur les chartes de l'abbaye Saint-Denis. Le clocher de Cergy est réputé pour avoir été l'un des premiers de la région à comporter deux étages. Il a pu inspirer ceux de l'église Saint-Aubin d'Ennery et de l'église de la Nativité de la Sainte-Vierge de Jouy-le-Moutier,.
Ces éléments, sa connaissance de l'ancienne nef avec ses bas-côtés et des analogies avec d'autres églises ont permis à Louis Régnier de reconstituer la seconde église romane quatre-vingt dix ans avant les fouilles. Il s'est seulement trompé sur l'arcade orientale de la croisée du transept et ses chapiteaux, et il a également développé l'hypothèse du remplacement de l'absidiole du croisillon nord par une chapelle orientée plus large, ce qui ne s'est pas non plus confirmé lors des fouilles. Finalement, Louis Régnier a situé le remplacement de l'abside de la seconde moitié du XIe siècle en même temps que l'édification de la première église romane, sachant qu'à l'époque, les exigences voulaient des chœurs plus spacieux afin de répondre au développement de la liturgie. En réalité, la première abside romane n'est remplacée qu'une dizaine d'années plus tard, soit vers 1150, par un nouveau chœur comportant une travée droite et de nouveau une abside en hémicycle, sans doute semblable à celle de l'église Saint-Étienne de Fosses ou l'église Saint-Gervais de Pontpoint. Seules les fouilles ont permis de distinguer deux campagnes de construction distinctes pour la seconde église romane et le chœur de type roman tardif ou gothique primitif. Son existence avait déjà pu être démontrée par des chapiteaux garnis de feuilles superposées et de légers crochets à l'est des piles orientales du clocher, datables de peu avant le milieu du XIIe siècle, dont deux culs-de-lampe aujourd'hui sans fonction. La disposition des chapiteaux parle en faveur d'un voûtement d'ogives,,. Vers 1150, l'église Saint-Christophe atteint ainsi son quatrième état de construction en comptant la chapelle carolingienne, ou son troisième état si l'on résume la construction de la seconde église romane et de la seconde abside, très rapprochées. Les marches devant l'autel correspondent aux contours de l'abside de 1150.

### La transformation gothique

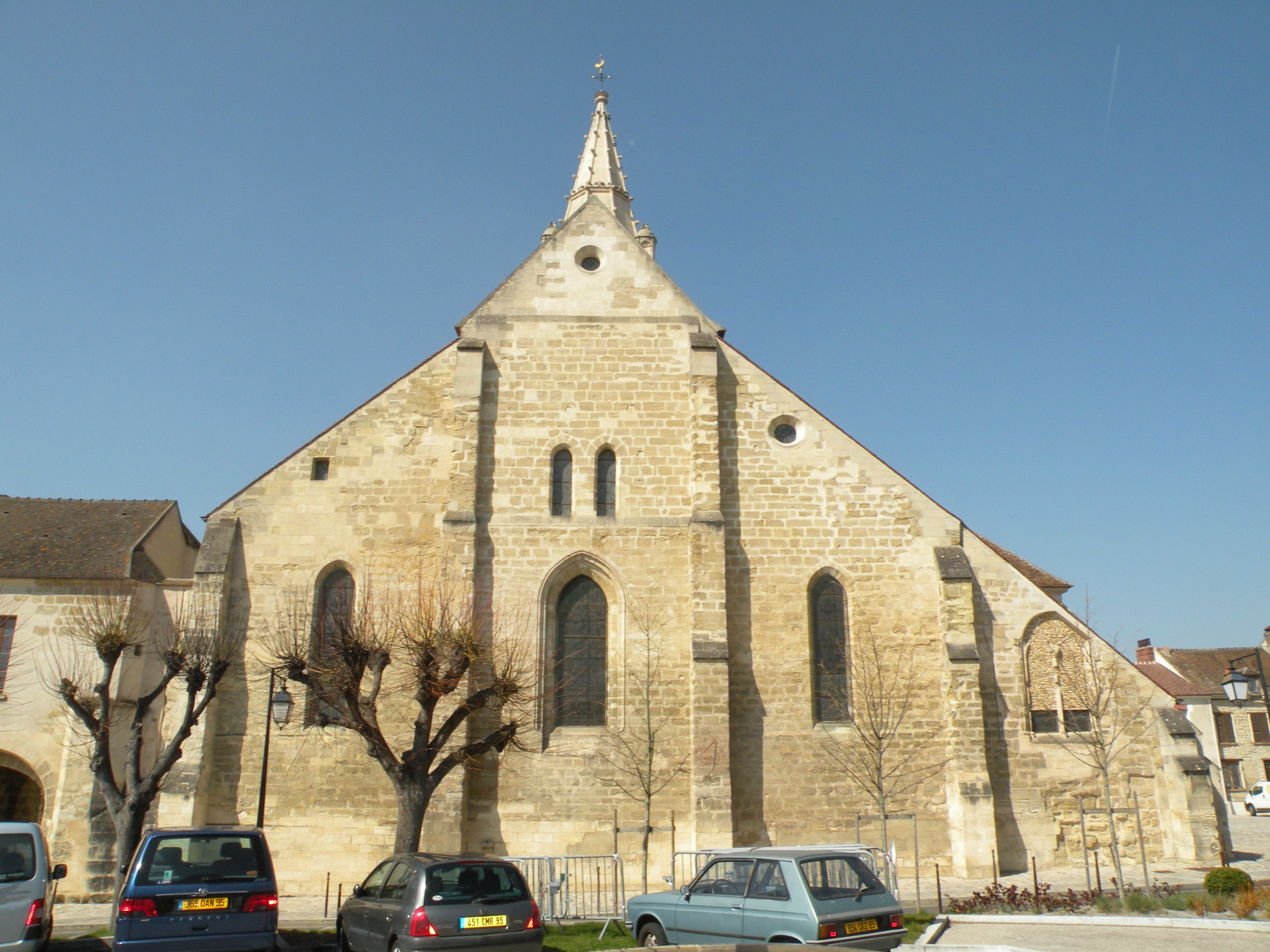
Façade orientale - chevet.

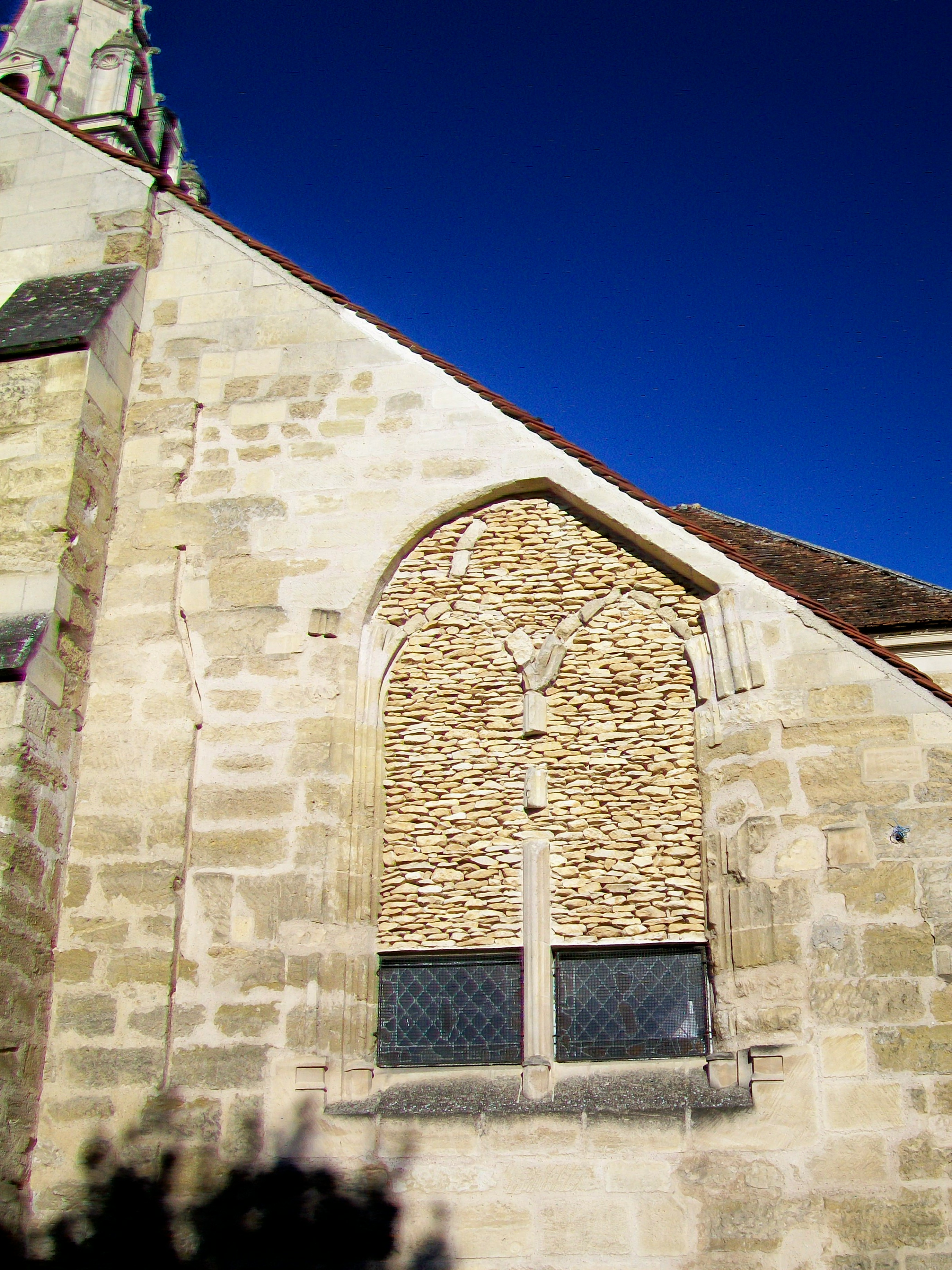
Baie gothique bouchée dans la chapelle transformée en sacristie.

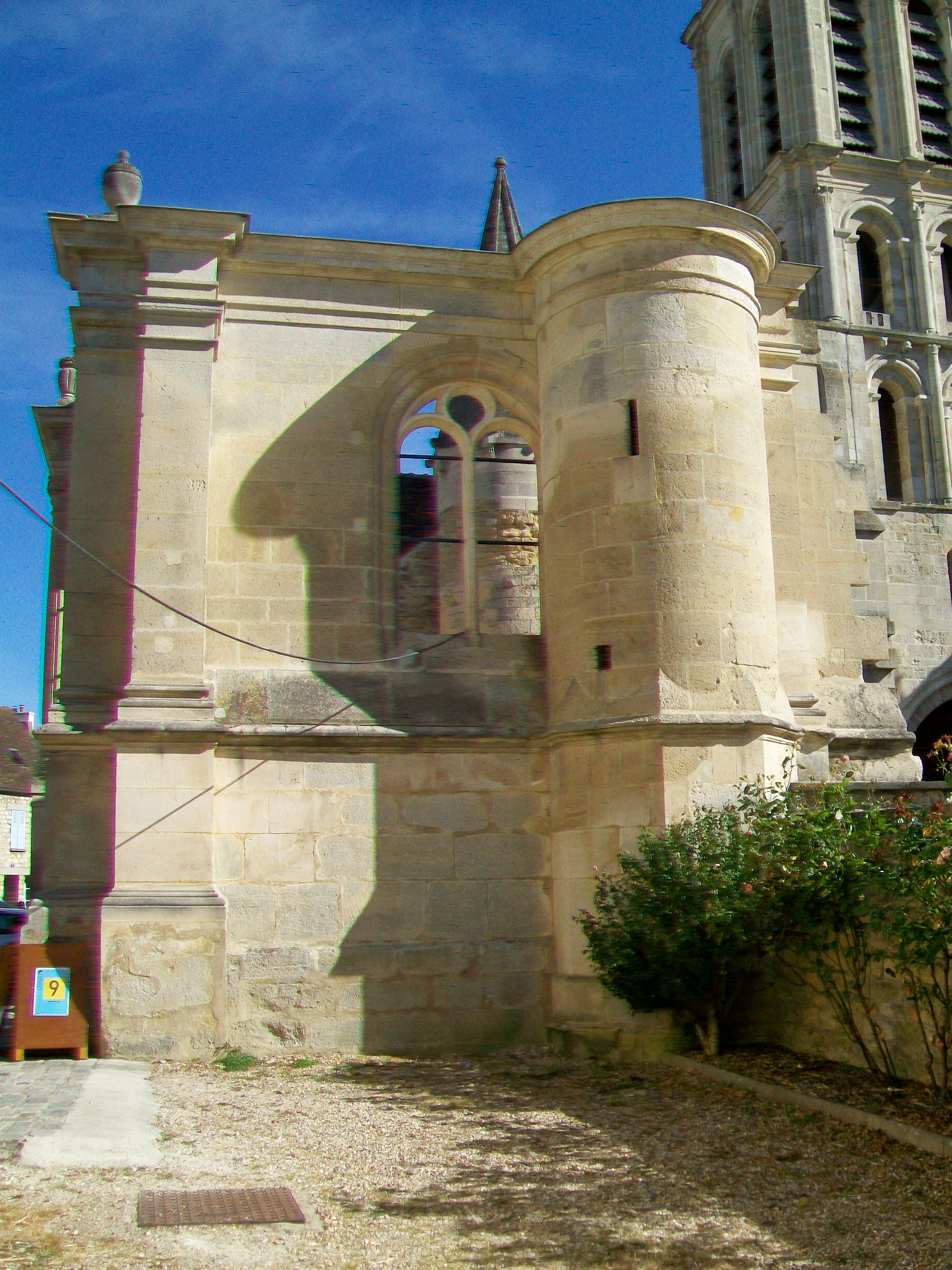
Façade occidentale du double bas-côté nord inachevé.

Dès le début du XIIIe siècle, soit seulement une cinquantaine d'années après l'achèvement de la seconde église romane et de son nouveau chœur, ce dernier est déjà démoli et remplacé par un complexe beaucoup vaste de six travées carrées, dont deux pour le chœur et deux pour chacun des collatéraux. Cette disposition est rare dans le Vexin français de l'époque et ne se rencontre ailleurs que dans l'église Saint-Quentin de Valmondois, avec toutefois des collatéraux de largeur réduite. Si les chœurs-halle ne sont pas rares, les collatéraux sont le plus souvent voûtés plus bas que le vaisseau central et le transept. Le nouveau chœur étant plus élevé que l'ancien, les voûtes des croisillons sont abattus pour les remplacer par des voûtes de même hauteur que celles du chœur et de ses collatéraux. Les chapiteaux anciens, sculptés seulement une cinquantaine d'années auparavant, ont été récupérés et placés plus haut sur les colonnes et colonnettes. Comme les murs latéraux du nouveau chœur sont alignés sur ceux des croisillons, l'on obtient un bâtiment carré de trois travées de long et de trois travées de large, d'une grande homogénéité, abstraction faite de la travée sous clocher.
Les architectes du XIIIe siècle font recouvrir cet ensemble d'une toiture unique de grande hauteur, dépassant le sommet de la seconde étage du clocher. Cette disposition rend l'église disgracieuse, et l'usage aurait voulu de recouvrir chacun des vaisseaux par un toit indépendant, comme par exemple sur l'église Sainte-Maure-et-Sainte-Brigide de Nogent-sur-Oise réputée pour avoir l'un des chœurs-halle les plus esthétiquement réussis. Si l'on examine les combles, l'on note les arcades légèrement brisées au-dessus des grandes arcades de l'église, et le vaste espace disponible au-dessus des voûtes. Le toit du vaisseau central est porté plus haut que nécessaire pour la couverture de l'église. En examinant attentivement le mur du chevet, l'on aperçoit des trous carrés destinés à recevoir des poutres, ce qui parle en faveur de plafonds intermédiaires en bois. Tous ces éléments font penser aux granges monastiques médiévales, si bien que l'explication retenue aujourd'hui est que les combles de l'église étaient conçus pour servir de grenier à l'abbaye Saint-Denis,.
Un portail latéral est aménagé dans le mur du croisillon nord après l'achèvement du chœur, mais toujours dans le cours de la première moitié du XIIIe siècle, face au village. Son trumeau porte une Vierge à l'Enfant, et le tympan porte un bas-relief historié. L'ensemble du décor de ce portail a subi de fortes mutilations à des époques indéterminés. Plus tard, pendant la première moitié du XIVe siècle, une haute chapelle latérale de deux travées est construite au nord du chœur. D'après Louis Régnier, il ne fait pas de doute que cette extension résulte d'une fondation particulière. Seule la travée occidentale, au milieu de l'élévation nord en regardant l'église depuis le parvis, subsiste aujourd'hui. L'autre travée a été partiellement détruite, sans doute sous la guerre de Cent Ans, et transformée en sacristie. Des vestiges de l'arcades faisant communiquer les deux travées de la chapelle restent visibles,.

### L'extension Renaissance
La guerre de Cent Ans apporte des destructions importantes ; en 1432 notamment, les Anglais ruinent l'église, et la flèche du clocher tombe. Les voûtes sont réparées par la suite, mais aucune restauration profonde n'est entreprise, et le clocher reste sans toit jusqu'au début du XVIe siècle. L'église est consacrée de nouveau le 15 octobre 1479 par Robert Clément, évêque d'Hippone. Si les dommages sous la guerre de Cent Ans ne font pas de doute, Louis Régnier souligne que le clocher ne porte nulle part des traces d'un incendie, même pas sur les murs cachés par les combles. Au milieu du XVIe siècle, dans une longue période de paix, l'on décide de surélever le clocher d'un troisième étage afin de le faire émerger des toitures : l'aspect disgracieux des hauts combles du chœur n'échappe pas aux contemporains, et il paraît tout naturel qu'un clocher doit dominer l'église. L'ajout d'un troisième étage est une entreprise assez courageuse, car les niveaux inférieurs ne sont pas conçus pour supporter davantage de poids, et si la base du clocher est épaulée par le chœur et les croisillons au nord, à l'est et au sud, la nef romane n'offre aucun contrebutement sérieux. L'étage supplémentaire est coiffé de nouveau par une flèche en pierre, et malgré les risques encourus, le clocher est resté solide jusqu'au XIXe siècle.
Face à l'augmentation de la population, un grand projet d'agrandissement de l'église est lancé pratiquement en même temps, vers 1560. Il est décidé de remplacer la nef romane par une nouvelle nef plus spacieuse, flanquée d'un double bas-côté au nord afin de l'aligner sur la chapelle gothique. En même temps, les terrains situés plus à l'ouest n'étant pas disponibles, l'extension doit se faire en largeur et non en longueur. Les marguillers font appel au jeune architecte Nicolas Le Mercier de Pontoise, ayant appris le métier de son père, Pierre Le Mercier. Les travaux commencent par le splendide portail Renaissance devant la future façade nord et se poursuivent par les murs de cette dernière. Or, les guerres de religion privent la paroisse de ses ressources habituelles, et occasionnent de ce fait une interruption du chantier. Il ne sera plus jamais repris. L'on se contente de clôturer l'espace entre la chapelle du XIVe siècle et l'angle nord-ouest du clocher pour obtenir ainsi un porche, et de couvrir le nouveau bas-côté sud de la nef : ses voûtes n'ont jamais été achevées. Le mur entre l'ancienne nef romane (démolie bien ultérieurement) et ce bas-côté n'a par ailleurs jamais été percé, et le bas-côté n'a toujours été qu'un annexe communiquant uniquement avec le croisillon sud. Le double bas-côté nord devient une cour depuis laquelle l'on accède au nouveau porche. Il paraît que ce porche a servi de sacristie pendant un certain temps, jusqu'à la transformation en sacristie de la travée détruite de la chapelle du XIVe siècle (l'entrée à l'église se faisant par le portail nord de la nef romane). Pour ajouter à la difformité du toit, il est prolongé au-dessus du porche et cache ainsi le clocher également depuis le nord,.

### Le destin de l'église depuis leXVIIIesiècle

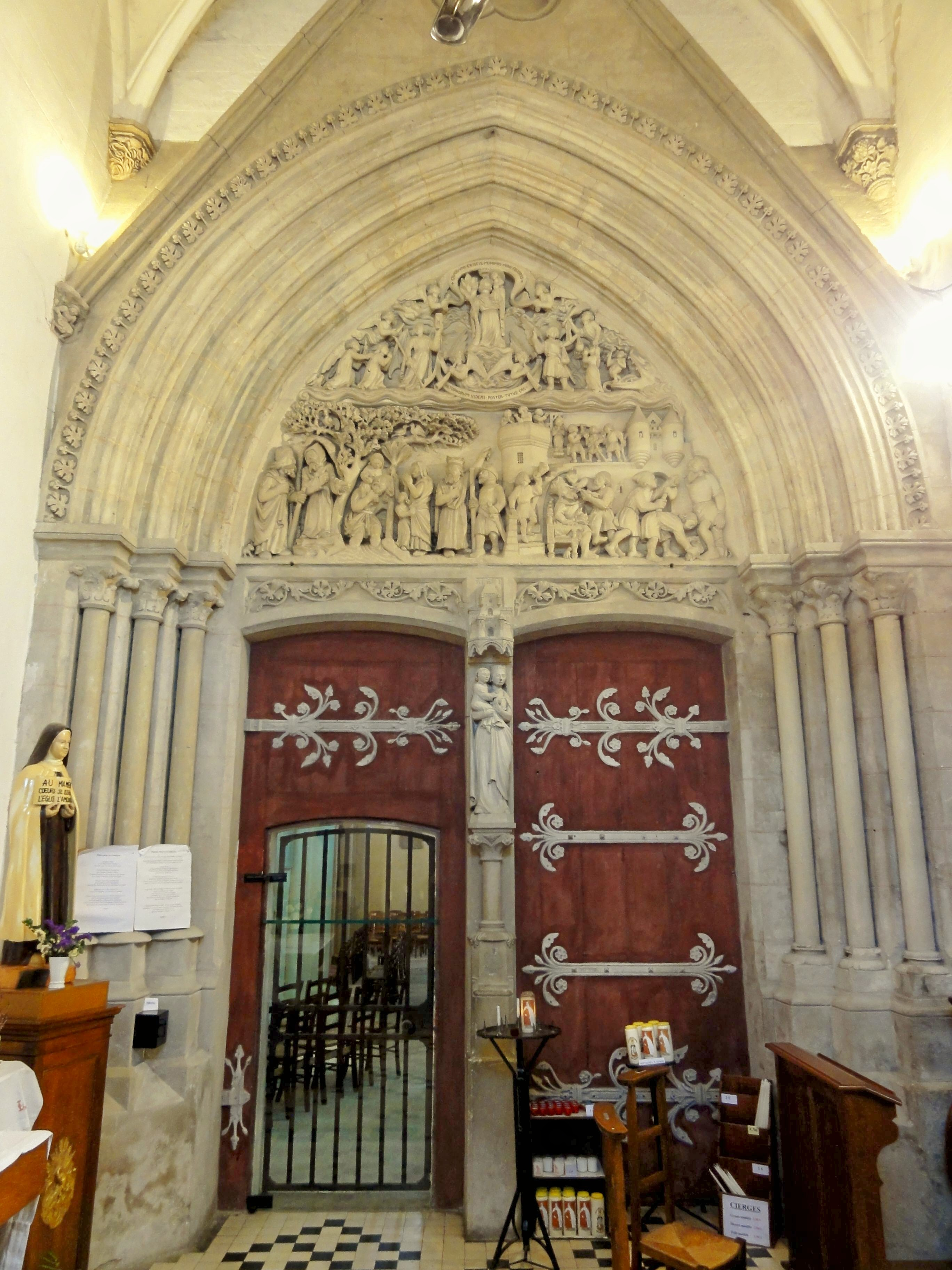
Ancien portail méridional.

En 1787, un projet pour mener à bien l'agrandissement de l'église, avorté deux siècles plus tôt, est enfin sérieusement envisagée. Il ne s'agit pas de terminer les travaux dans l'esprit de l'architecture Renaissance, mais simplement de couvrir le double-bas-côté nord, et sans doute d'ouvrir des arcades entre la nef romane et les bas-côtés. L'argent manque pour une exécution immédiate, et l'interdiction du culte en 1792 met subitement un terme à sa mise en œuvre, alors que les paroissiens étaient encore occupés à chercher une solution. Sous le Consulat, le mur nord de la nef menace ruine et est remplacé par un mur fonctionnel sans caractère. Mais au début du XXe siècle, d'importants travaux pour la consolidation du clocher s'avèrent nécessaires : il s'incline vers l'ouest du fait de l'insuffisance des fondations de ses piliers occidentaux, et sous le poids du troisième étage ajouté à la période de la Renaissance. Ce chantier nécessite la démolition de la nef, simplement plafonné et sans grand intérêt. Dès 1901 et 1902, elle avait par ailleurs été condamnée pour permettre l'étaiement du clocher. La démolition semble terminée en 1904. Bien que l'église ne soit pas encore classée aux monuments historiques, les travaux lancés en 1905 sous la direction de l'architecte parisien Albert Guilbert respectent parfaitement toutes les parties sculptées et moulurées de la construction : les piliers occidentaux et leurs fondations sont entièrement rebâtis en sous-œuvre, mais tous les éléments anciens retrouvent leur emplacement habituel sur les nouveaux piliers. Le bas-côté sud de style Renaissance est fermé par un mur vers le nord.
Alors que les travaux sont en cours, l'unique accès à l'église devient le portail du croisillon nord déjà mentionné. Cette circonstance incite le curé Bourcier d'entreprendre lui-même sa restauration et redécoration, mais il prend de telles libertés que le porche (devenu aujourd'hui oratoire) est exclu de la protection au titre des monuments historiques. Le bas-relief garnissant le tympan du portail du XIIIe siècle imite habilement le style de cette époque, mais est une création à part entière de l'abbé Bourcier, illustrant la légende de saint Christophe. Il est toutefois à noter qu'avant cette transformation, le portail n'était non seulement très dégradé, mais également marqué par des restaurations malencontreuses avec emploi de quantités de plâtre, si bien que l'œuvre du curé est à l'avantage du portail historique. C'est sur les autres parties du porche que l'authenticité du monument n'a pas été respectée,. Le classement intervient par arrêté du 10 février 1913, à l'exclusion de la façade Renaissance nord classée ultérieurement par arrêté du 14 avril 1947.

## Description

### Aperçu général

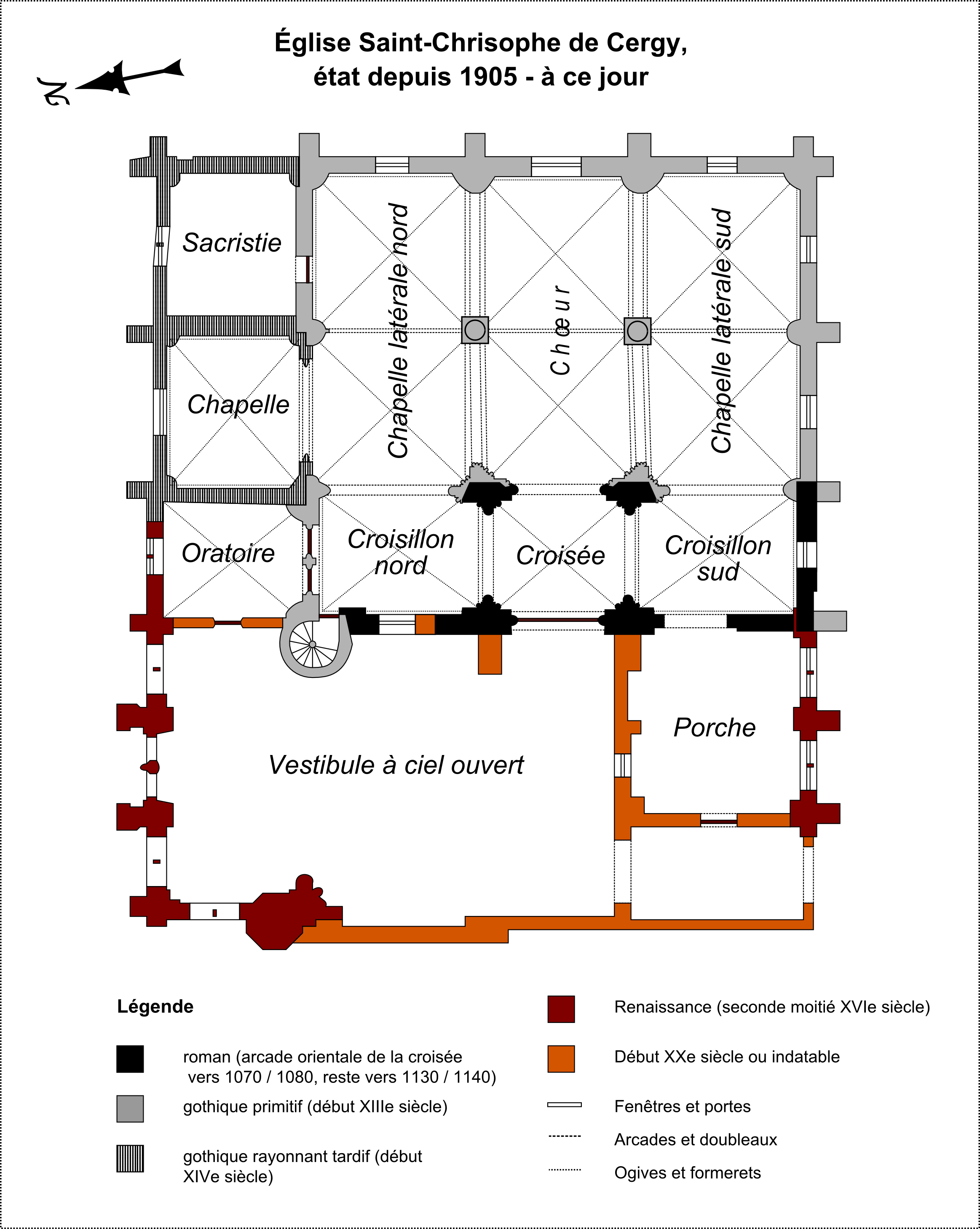
Plan de l'état actuel.

L'église actuelle est incomplète depuis la démolition de sa nef au début du XXe siècle, et ne se compose dès lors que du chœur gothique de deux travées, accompagné de deux collatéraux ; du transept roman avec le clocher se dressant au-dessus de l'ancienne croisée du transept ; d'une chapelle gothique d'une travée au centre de la façade nord ; ainsi que d'une sacristie à gauche et d'un oratoire à droite. S'y ajoutent, à l'ouest, le portail nord Renaissance qui aurait donné accès au second bas-côté nord s'il avait été construit, et dans le vestibule à ciel ouvert derrière ce portail, des éléments de ce bas-côtés inachevé, des vestiges de la nef et l'ancien bas-côté sud servant de porche, ainsi qu'une tourelle d'escalier du XIIIe siècle adossée à l'angle du croisillon nord. Elle est coiffée d'une flèche octogonale en pierre avec des arêtes très saillantes. Chœur et collatéraux sont toujours recouverts d'un haut toit commun à deux rampants, mais les croisillons et l'oratoire ont été dotés de toits en appentis afin de dégager le clocher au nord et au sud. L'église possède quatre accès : par l'oratoire habituellement séparée du reste de l'église par une grille fermée à clé ; par le portail occidental dans la base du clocher rarement utilisé ; par le porche ; et par un petit portail méridional ne donnant pas sur la voie publique mais sur le terrain de l'ancien prévôté,.

### Extérieur

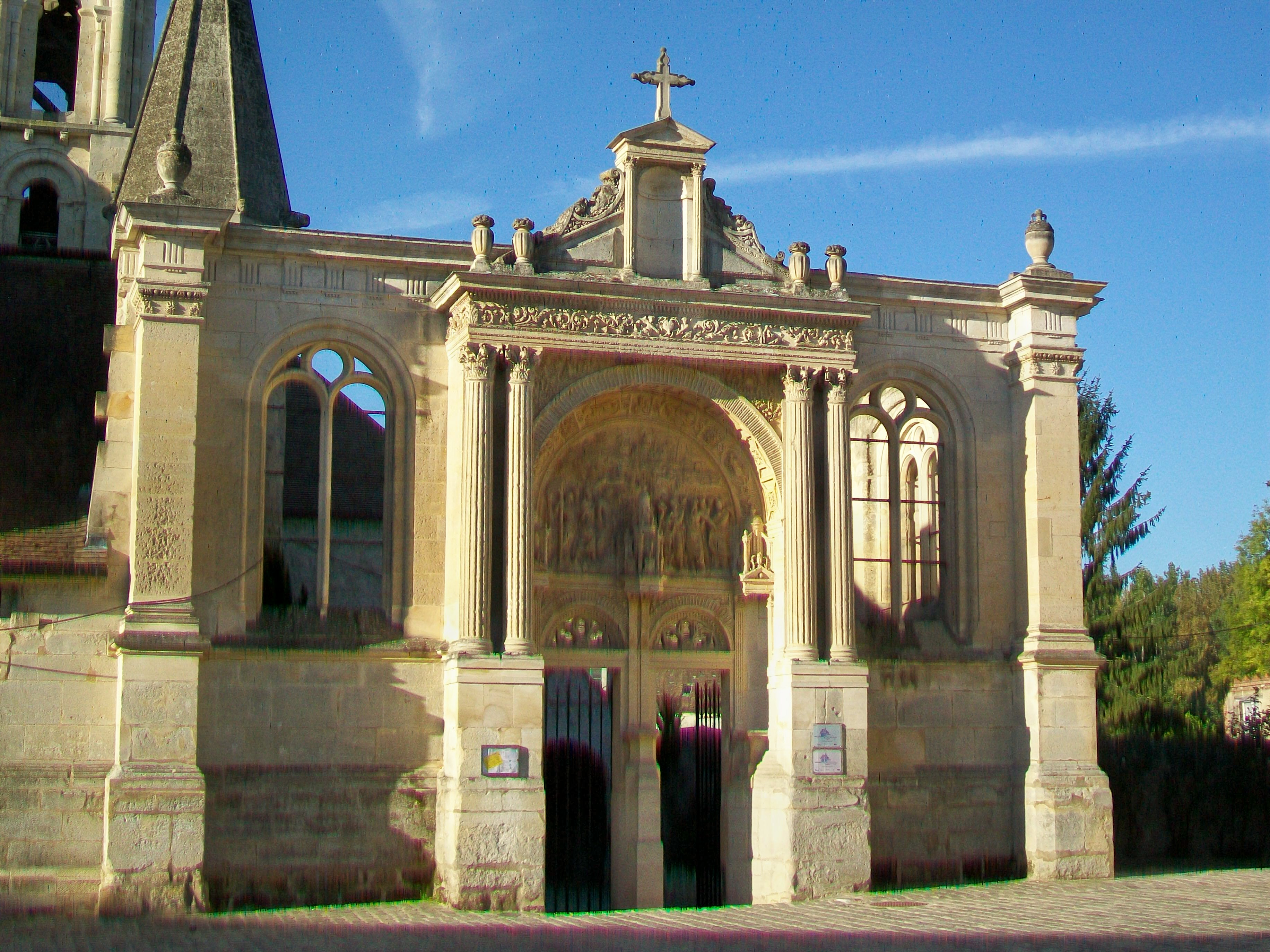
Portail Renaissance nord.

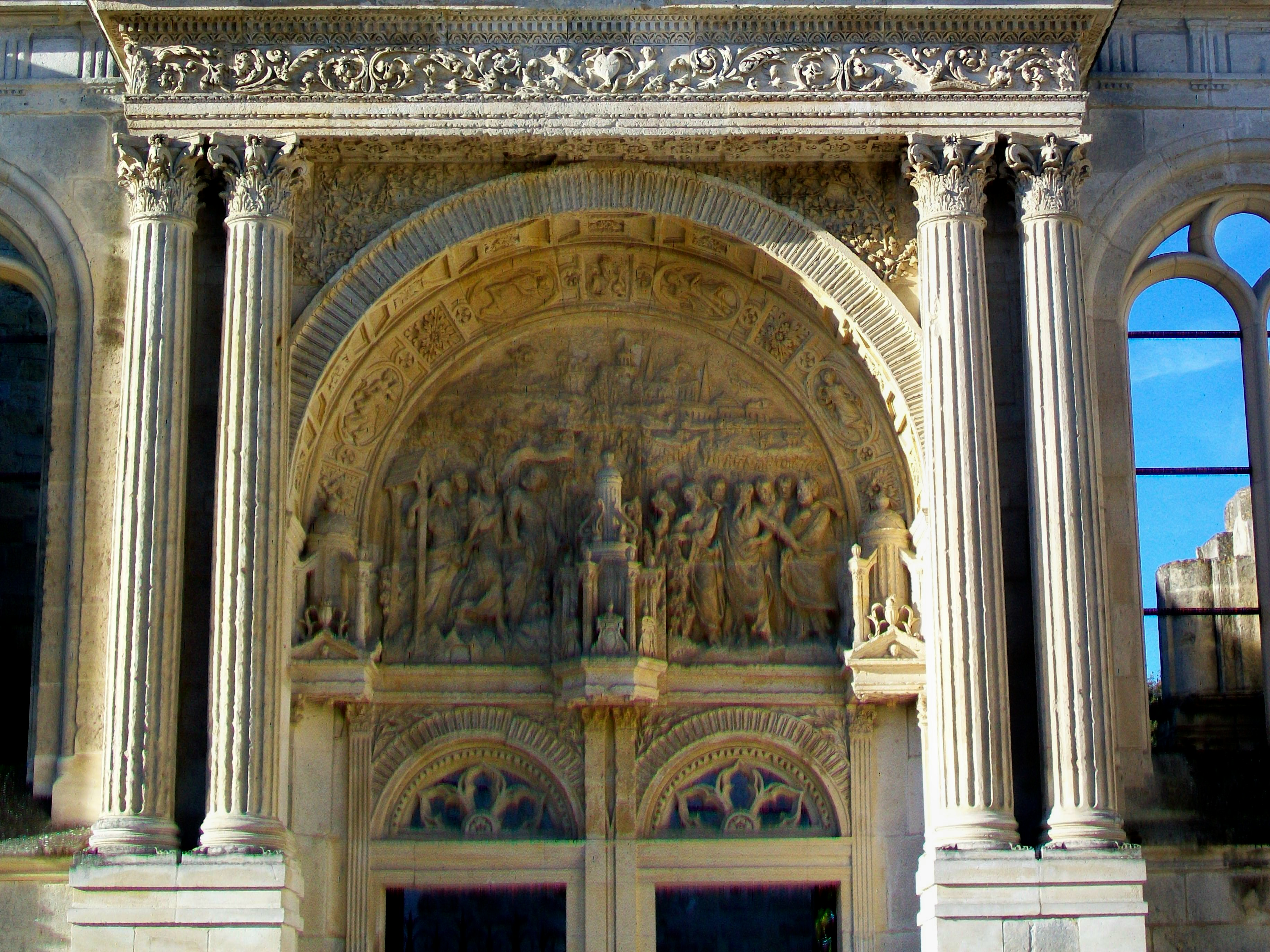
Détail du portail - bas-relief représentant l'arrivée de Jésus au jardin des Oliviers.

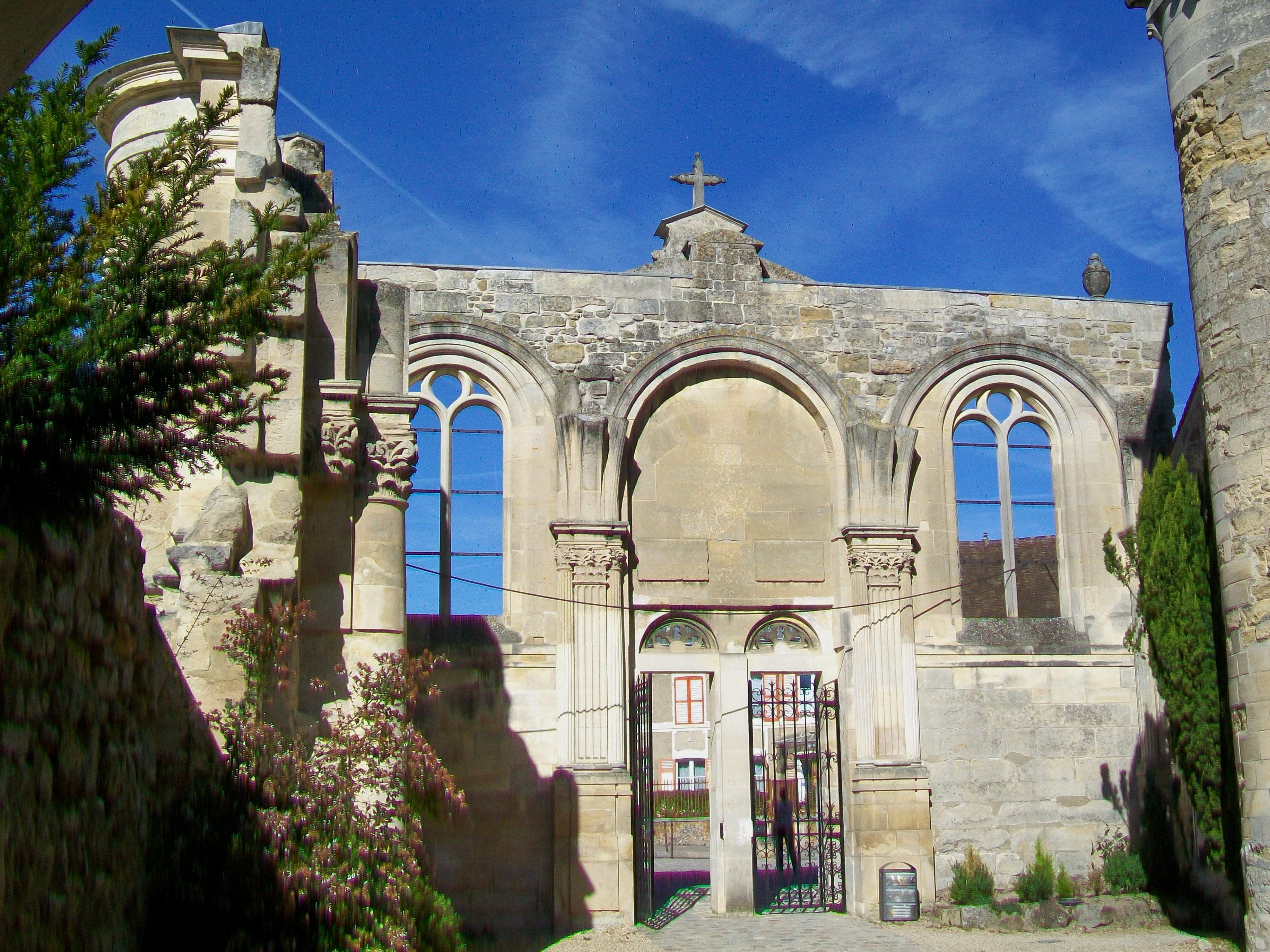
Revers du portail.

La façade principale de l'église Saint-Christophe est celle du nord, donnant sur la place de l'église et le centre du vieux village. L'aspect du chœur gothique de ce côté est peu à son avantage ; l'on n'en aperçoit que l'immense toiture qui monte plus haut que la limite du deuxième étage du clocher roman, et qui descend également très bas au niveau de la sacristie tout à gauche, à l'extrémité nord-est de l'édifice. Si par ailleurs les étages romans du clocher sont visibles aujourd'hui, c'est grâce à une suppression de la toiture du XIIIe siècle au-dessus du croisillons du transept et son remplacement par un toit faiblement incliné, dans le seul but de mettre enfin en valeur l'architecture romane du milieu du XIIe siècle. La façade de la chapelle gothique est plus que deux fois plus haute que les murs sans intérêt de la sacristie et de l'oratoire, percés seulement de petites fenêtres rectangulaires. La chapelle était initialement éclairée par une vaste baie en tiers-point, mais cette dernière a été remplacée par une baie plein cintre nettement plus petite. Les moulures encadrant l'ancienne baie demeurent toutefois intacts,.
Moins que par l'église et par son clocher placé en retrait, la vue est captée par le portail Renaissance commencé par l'architecte Nicolas Le Mercier en 1560. C'est l'unique partie achevée du projet d'extension de cette époque. Le double portail est surmonté d'un tympan garni d'un bas-relief représentant l'arrivée de Jésus au jardin des Oliviers et l'abandon par ses disciples. Deux colonnes corinthiennes de chaque côté, qui commencent seulement à deux mètres du sol, supportent l'architrave avec sa frise au rinceau de feuillages. Flanquée de vases, la niche à statue tout en haut reste vide. À gauche et à droite du portail, s'ouvrent des baies plein cintre avec un remplage constituée de deux arcades surmontées d'une mouchette. Une frise de triglyphes court en haut des murs et se poursuit sur les deux contreforts cantonnant la façade. Ces derniers sont couronnés par des pots-à-feu. Le mur occidental du second bas-côté sud a également été construit, faisant équerre avec la façade décrite. Elle présente une baie identique à celles décrites, mais l'unique contrefort à gauche est moins élaborée. Une courte tourelle d'escalier flanque le mur immédiatement à droite de la fenêtre. Comme le prouve l'existence de ce mur, les dimensions de la nouvelle nef et de ses bas-côtés devaient correspondre plus ou moins à celles du chœur, également plus large que profond. Sur les faces opposés des murs visibles depuis le vestibule ouvert, l'on peut voir de grosses colonnes maçonnées portant d'imposants chapiteaux et des colonnettes cannelées, ainsi que les départs des nervures des voûtes jamais construites. Au XIXe siècle, dans le cadre d'un abaissement du sol, le trumeau a été supprimé et remplacé par un linteau monolithe. Les deux arcades du portail ont été dotées d'un remplage de style gothique, qui détonne complètement au sein de cette œuvre de la Renaissance.
La haute flèche en pierre cumule à 40 m. Le premier étage est flanqué de gros massifs de maçonnerie aux quatre extrémités, épaulés en plus par des contreforts peu saillants. Les angles du second étage sont par contre occupés par de fines colonnettes, et des colonnes plus épaisses remplacent les contreforts. Des colonnes du même type divisent les faces du clocher en deux segments. Toutes ces colonnes ont remplacé celles d'origine vers le début du XVIe siècle. Chaque segment des faces du clocher est percé d'une baie plein cintre, s'inscrivant dans des archivoltes nettement plus larges : deux colonnettes garnies de chapiteaux sommaires se poursuivent par un gros tore de même diamètre, entourant l'arcature. Les tailloirs des chapiteaux se poursuivent à l'intérieur par des impostes, car les baies proprement dites sont dépourvues de colonnettes et de chapiteaux. Les deux étages romans sont largement identiques, mais le second est moins haut et possède en même temps des baies légèrement plus larges. Le second étage se termine par un entablement, ajout du début du XVIe siècle tout comme les colonnes. Presque quatre siècles séparent le troisième étage des étages romans, mais puisque le second et troisième étage présentent des colonnes du même type et puisque toutes les baies sont en plein cintre, l'on ne note aucune rupture stylistique brutale. La flèche octogonale en pierre est garnie de crochets et entourée de quatre clochetons pleins dans le style de la Renaissance, comportant quatre niches plein cintre cantonnées de pilastres. Entre deux clochetons, une lucarne laisse entrer le jour ; également décorées de pilastres, ces lucarnes présentent des frontons triangulaires,.
La façade orientale se démarque par son grand pignon commun au chœur, aux bas-côtés et à la sacristie. Il en résulte un ordonnancement en quatre segments, chacun étant délimité par des contreforts scandés par deux glacis fortement inclinés. Le chœur est éclairé par une grande lancette sans remplage entourée de moulures simples, et deux petits baies plein cintre se trouvent au-dessus pour éclairer les combles. À gauche et à droite de la baie centrale, des lancettes sans décoration correspondent aux collatéraux. Avant que la travée orientale de la chapelle gothique ne fut transformée en sacristie, son mur du chevet était percée d'une grande baie en tiers-point, dont le remplage subsiste en grande partie, mais un curieux appareil de cailloux remplace les vitraux au-delà des panneaux inférieurs. Tout à gauche, la porte fortifiée est celle de l'ancien prieuré. La façade sud donne sur les emprises de ce prieuré, et elle présente les mêmes lancettes non décorées. Dans la seconde travée du bas-côté sud du chœur, s'ouvre le portail latéral destiné aux moines. L'archivolte simple en tiers-point retombe sur les chapiteaux rustiques de deux fines colonnettes. Sous un tympan nu, affleurent les restes de décorations anciennes,.

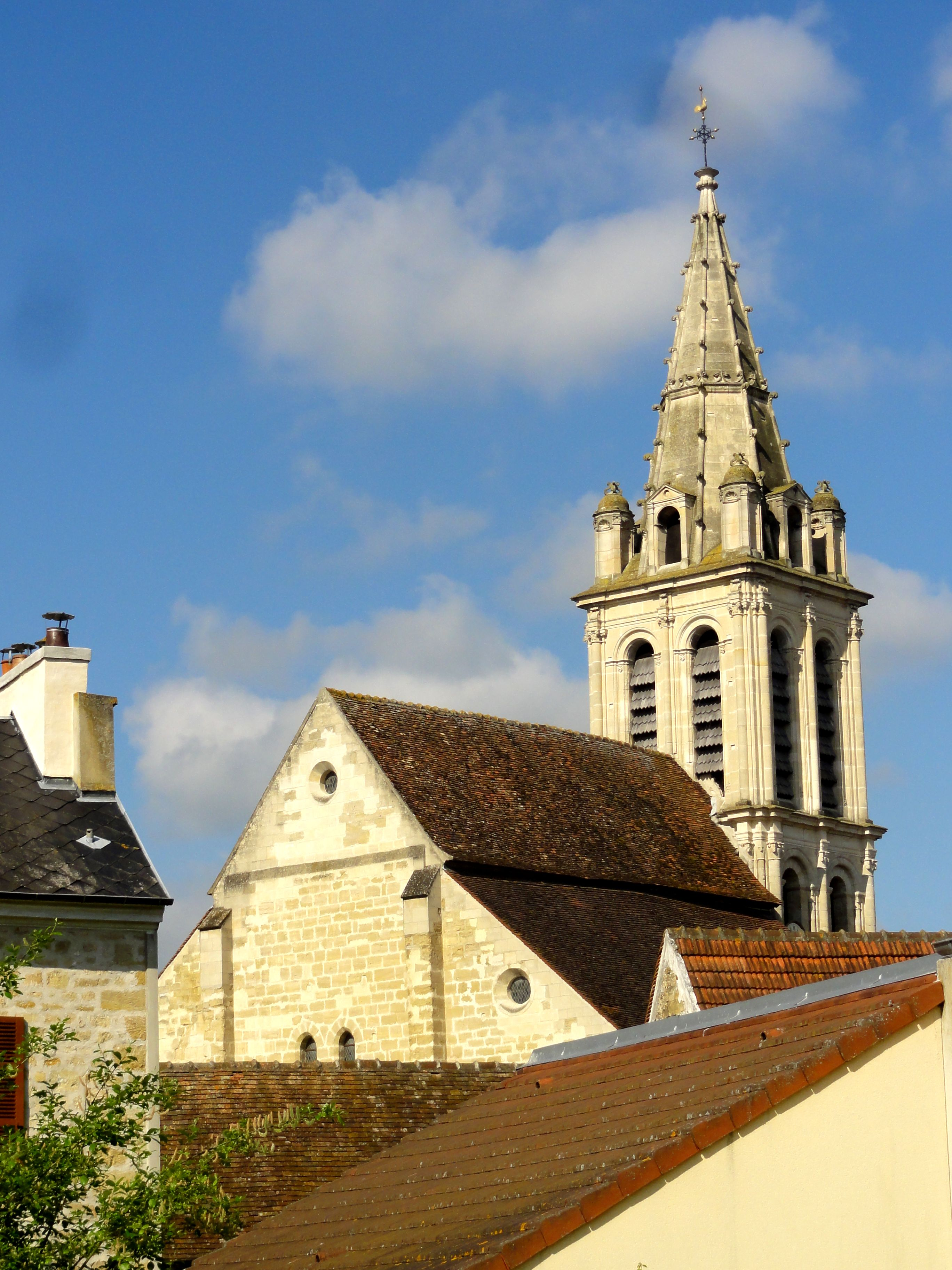
Vue depuis le nord-est.
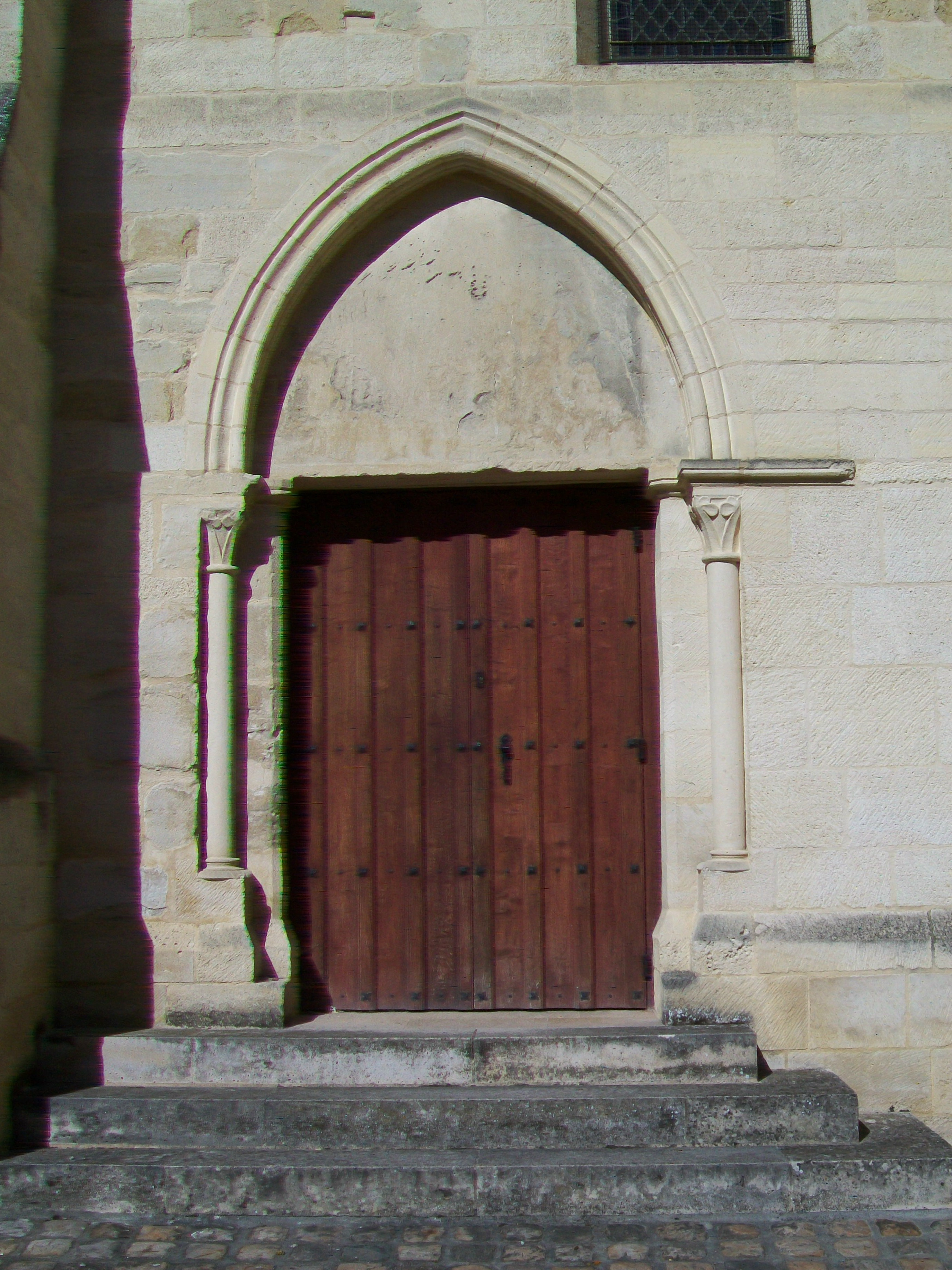
Portail latéral sud.
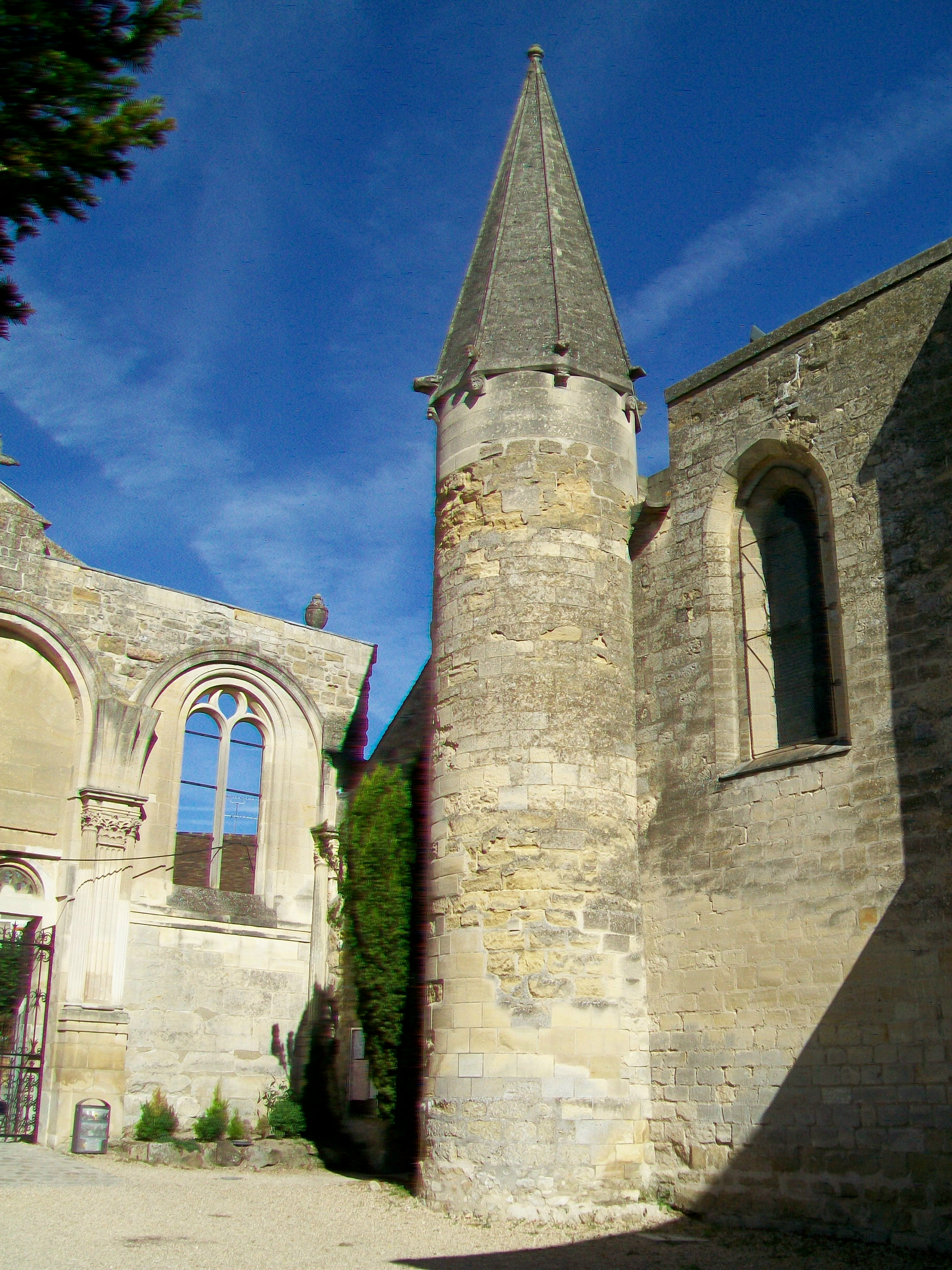
Tourelle d'escalier du XIIIe s.
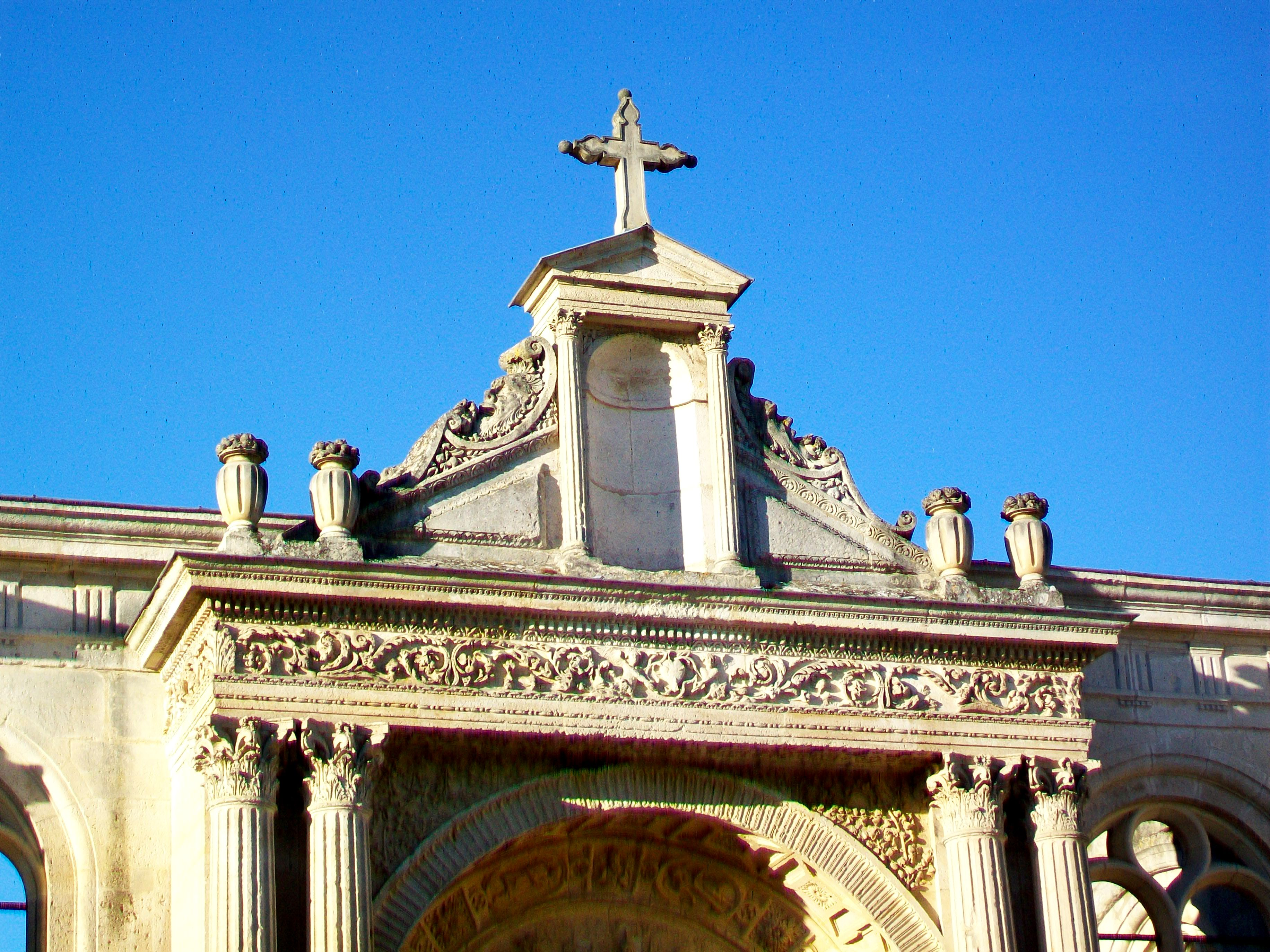
Fronton Renaissance.
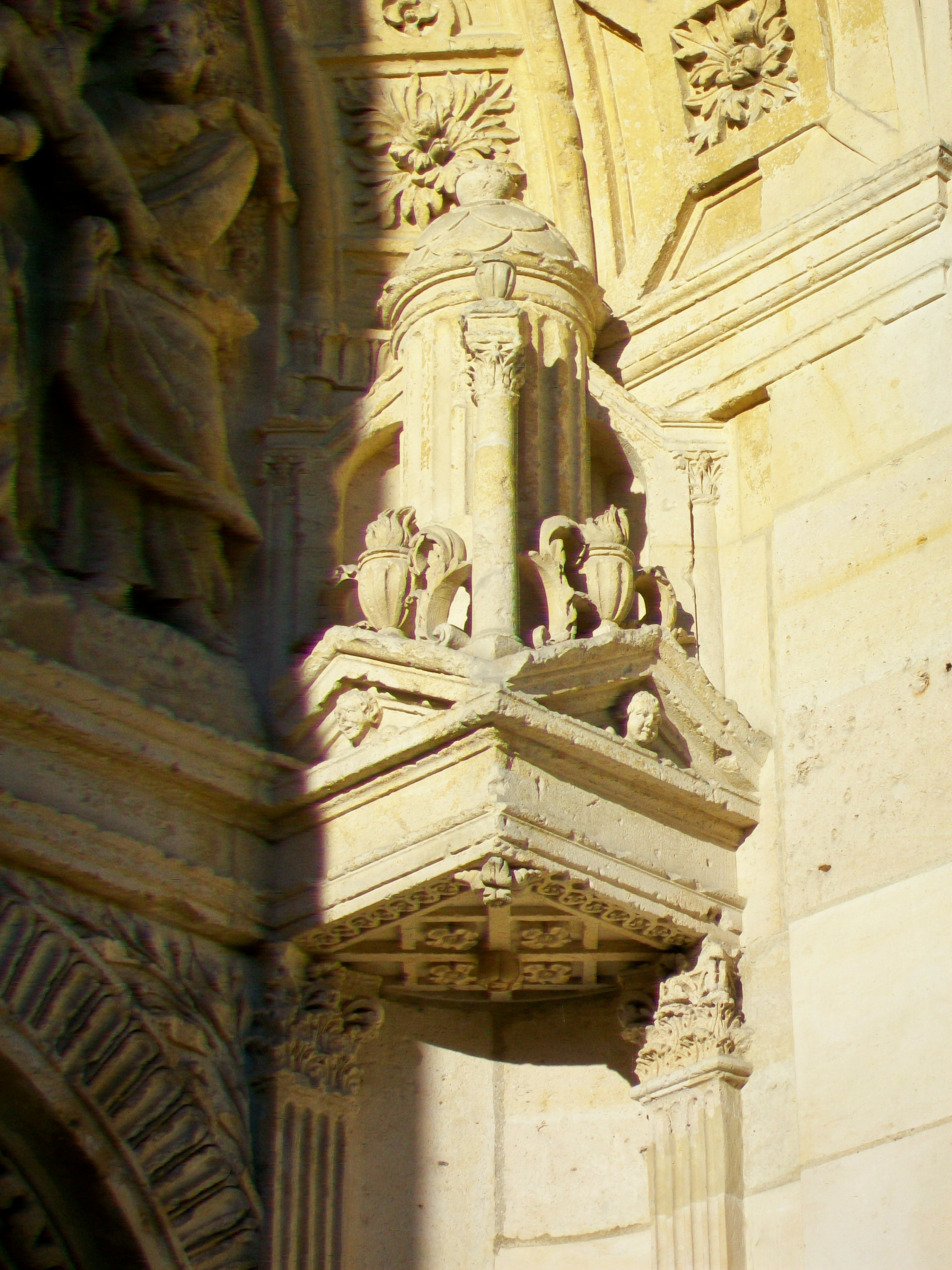
Dais du portail Renaissance.
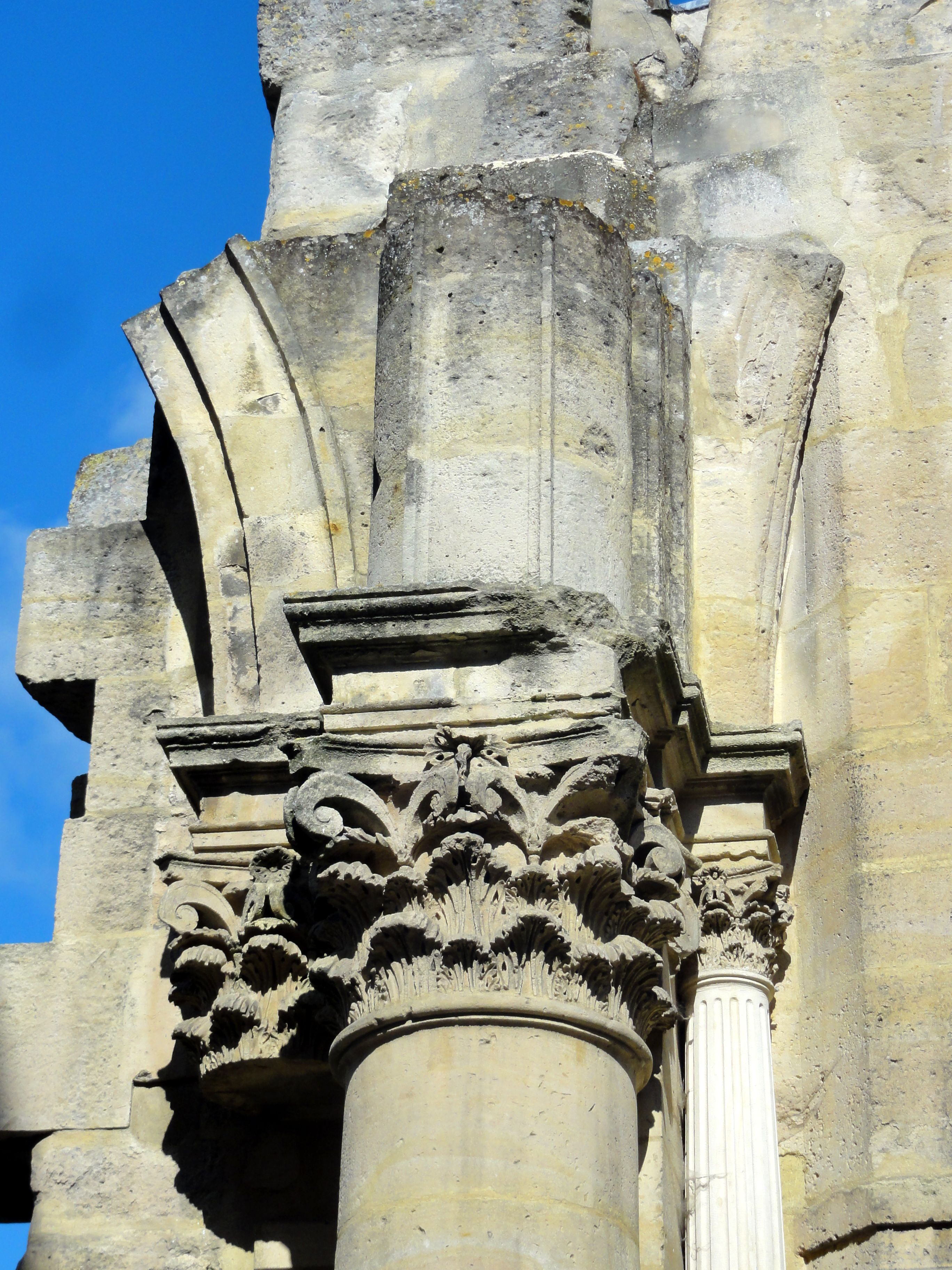
Chapiteau Renaissance.

### Intérieur

#### Base du clocher

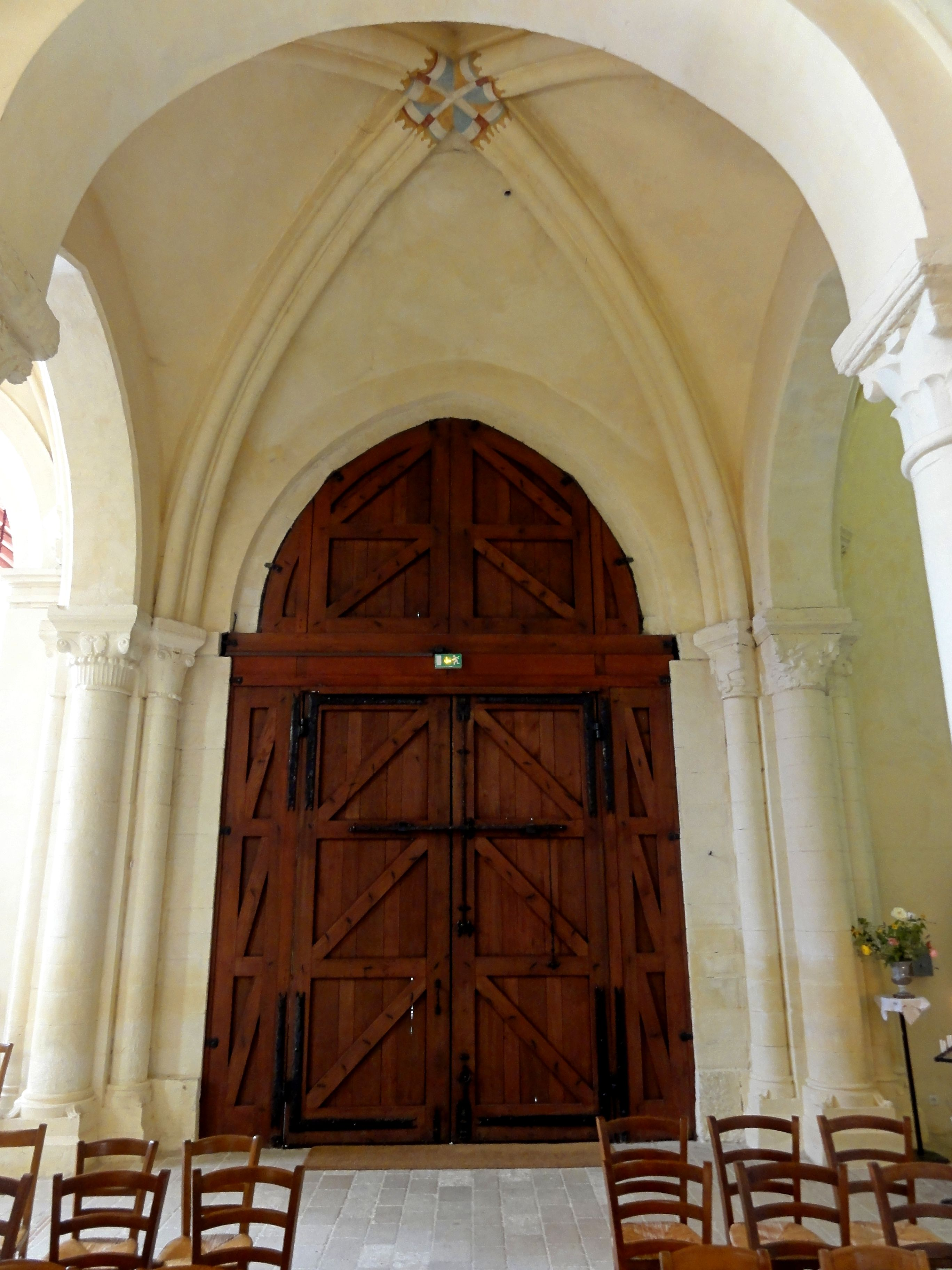
Base du clocher, vue vers l'ouest.

Les neuf travées qui forment l'essentiel de l'espace intérieur de l'église sont très homogènes. Ce n'est qu'autour de la base du clocher, ou autrement dit l'ancienne croisée du transept, que l'histoire de l'édifice reste en partie visible, et plus particulièrement sur les piles orientales du clocher où se trouvent les deux chapiteaux du XIe siècle. — La croisée du transept communique avec les anciens croisillons par des arcades en tiers-point, et une telle arcade subsiste également au-dessus du portail occidental de 1905. Seule l'arcade vers le vaisseau central du chœur est en plein cintre, ce qui a paru surprenant tant que l'on ignorait qu'elle est plus ancienne que les autres. Elle remonte en réalité à la seconde moitié du XIe siècle, et une soixantaine d'années la séparent des arcades brisées. Les quatre arcades de la croisée retombent sur les chapiteaux de demi-colonnes adossées à de larges pilastres. Elles sont secondées par des doubleaux uniquement du côté extérieur, reçus par les chapiteaux de colonnettes logés dans des ébrasements des piles du clocher. Ces colonnettes ont un diamètre de 17 cm. À l'intérieur de la croisée, les angles abritent des colonnettes de 25 cm d'épaisseur, dont les chapiteaux reçoivent les ogives de la voûte, composées de deux gros tores séparés par une arête, et atteignant un diamètre de 40 cm. Avec les voûtes de l'ancienne base du clocher de Beaumont-sur-Oise, du bas-côté nord de Saint-Clair-sur-Epte, et des bases de clocher de Courcelles-sur-Viosne, Frouville et Nesles-la-Vallée, cette voûte d'ogives subsistant de l'église romane est considérée comme l'une les plus anciennes du département. Un formeret n'existe que du côté de l'arcade plein cintre, à l'est, afin de faciliter la transition entre les deux profils d'arcature. Il retombe sur les sommets de deux ébrasements des piles, et non sur des colonnettes. Pour revenir à l'arcade plein cintre, le chapiteau sur laquelle elle retombe au sud avait déjà été identifié comme provenant du XIe siècle avant les fouilles, mais l'on avait conclu au réemploi d'un chapiteau de la chapelle (en fait église) précédente. Il montre des collerettes de simples feuilles lisses et des feuilles d'angle se terminant par des volutes, encadrant des modillons à épis ou palmettes. Des variations de ces motifs ont été utilisées plusieurs fois dans l'église. Louis Régnier écrit que le chapiteau au nord de la même arcade aurait perdu sa sculpture, ce qui n'est plus vrai : il a apparemment été remplacé par un chapiteau neuf reprenant un modèle du XIe siècle. Tous les autres chapiteaux des arcades sous la base du clocher sont des années 1130 / 1140, mais seulement ceux de l'arcade vers le croisillon nord sont historiés, soit six au total,,.

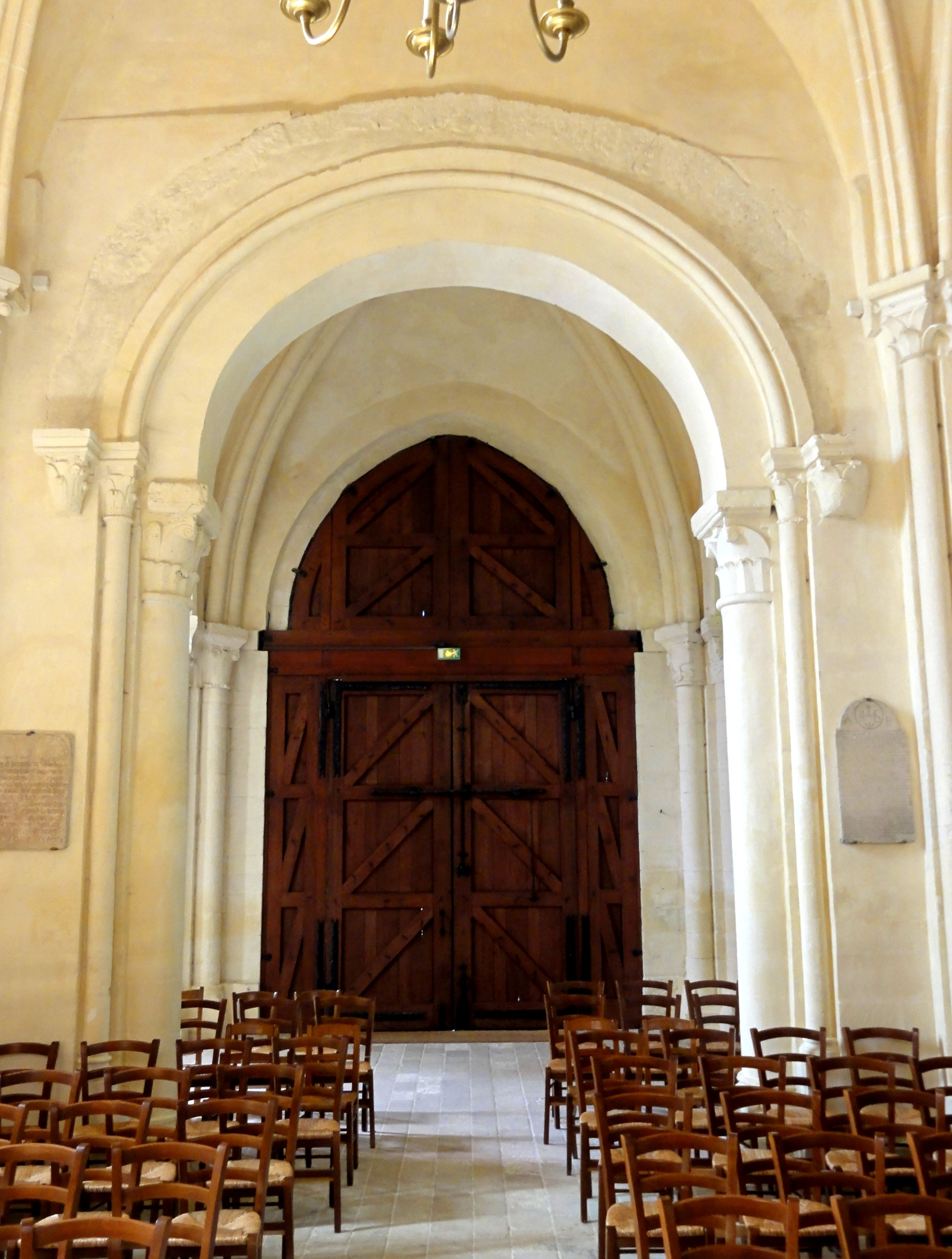
Arcade orientale la 2e moitié du XIe, vue depuis le chœur.
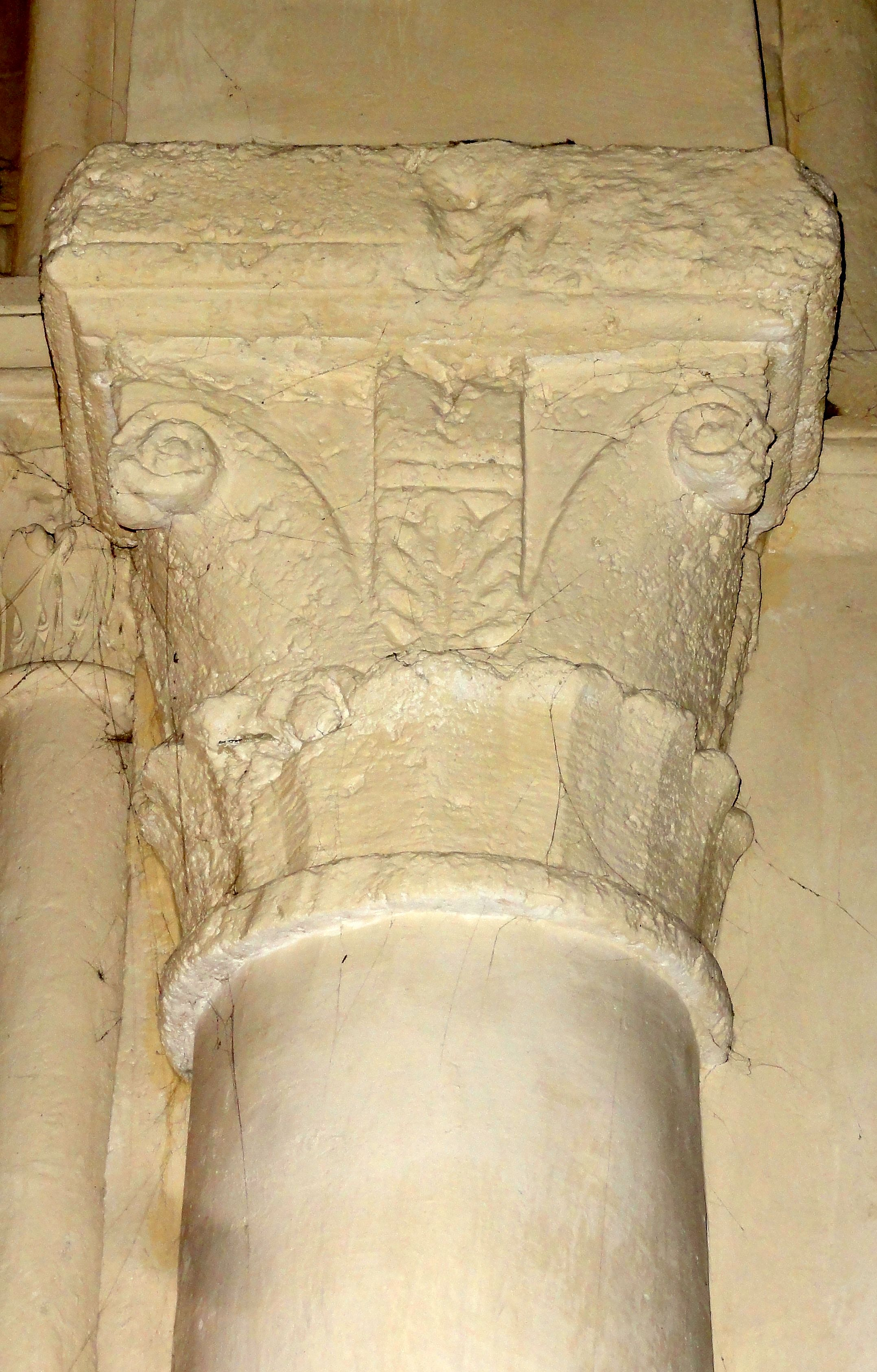
Chapiteau de la 2e moitié du XIe au sud de l'arcade orientale.
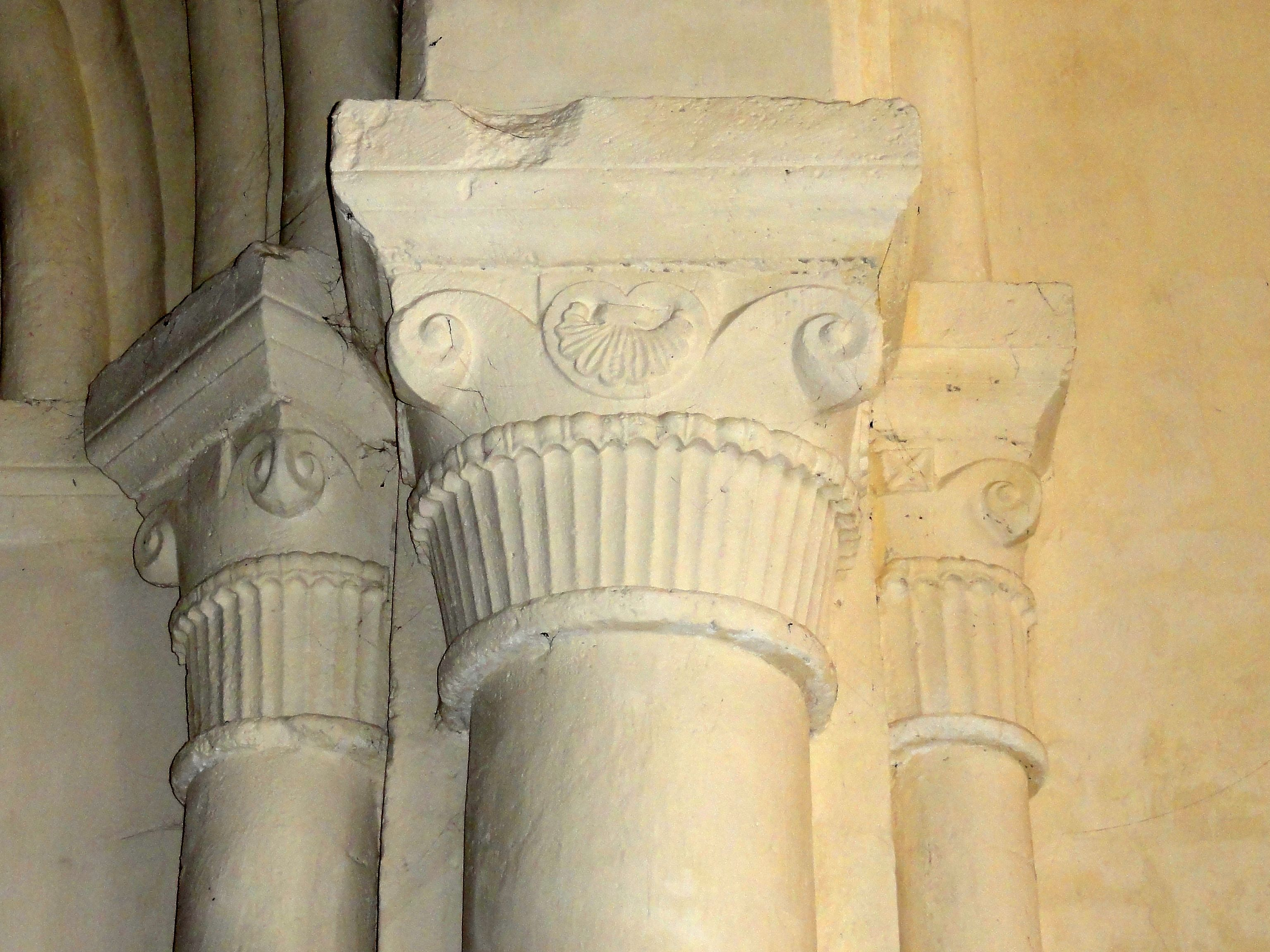
Chapiteaux de 1130 / 1140 au nord de l'arcade méridionale.
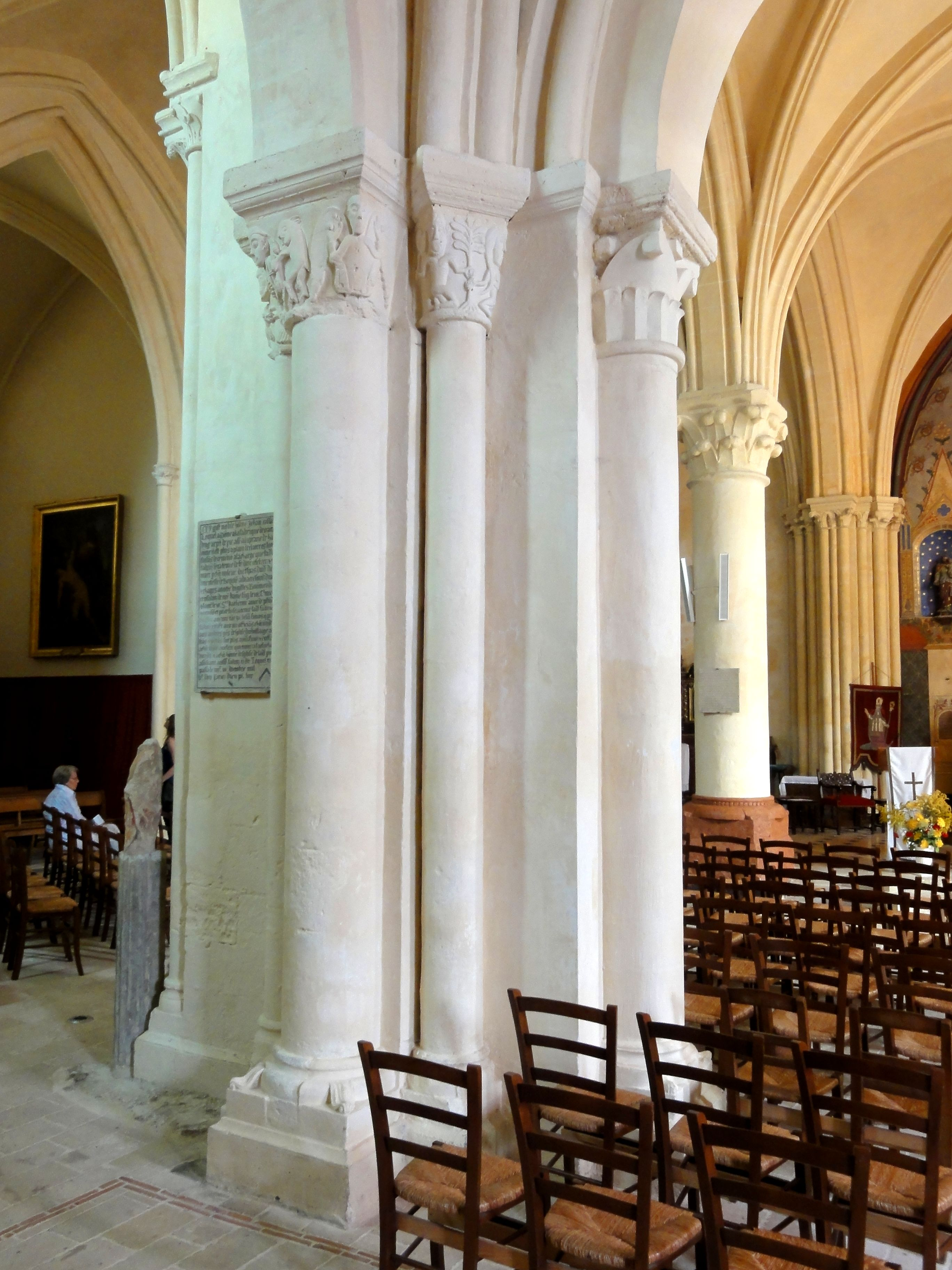
Pile nord-est du clocher, comportant trois chapiteaux historiés côté ouest.
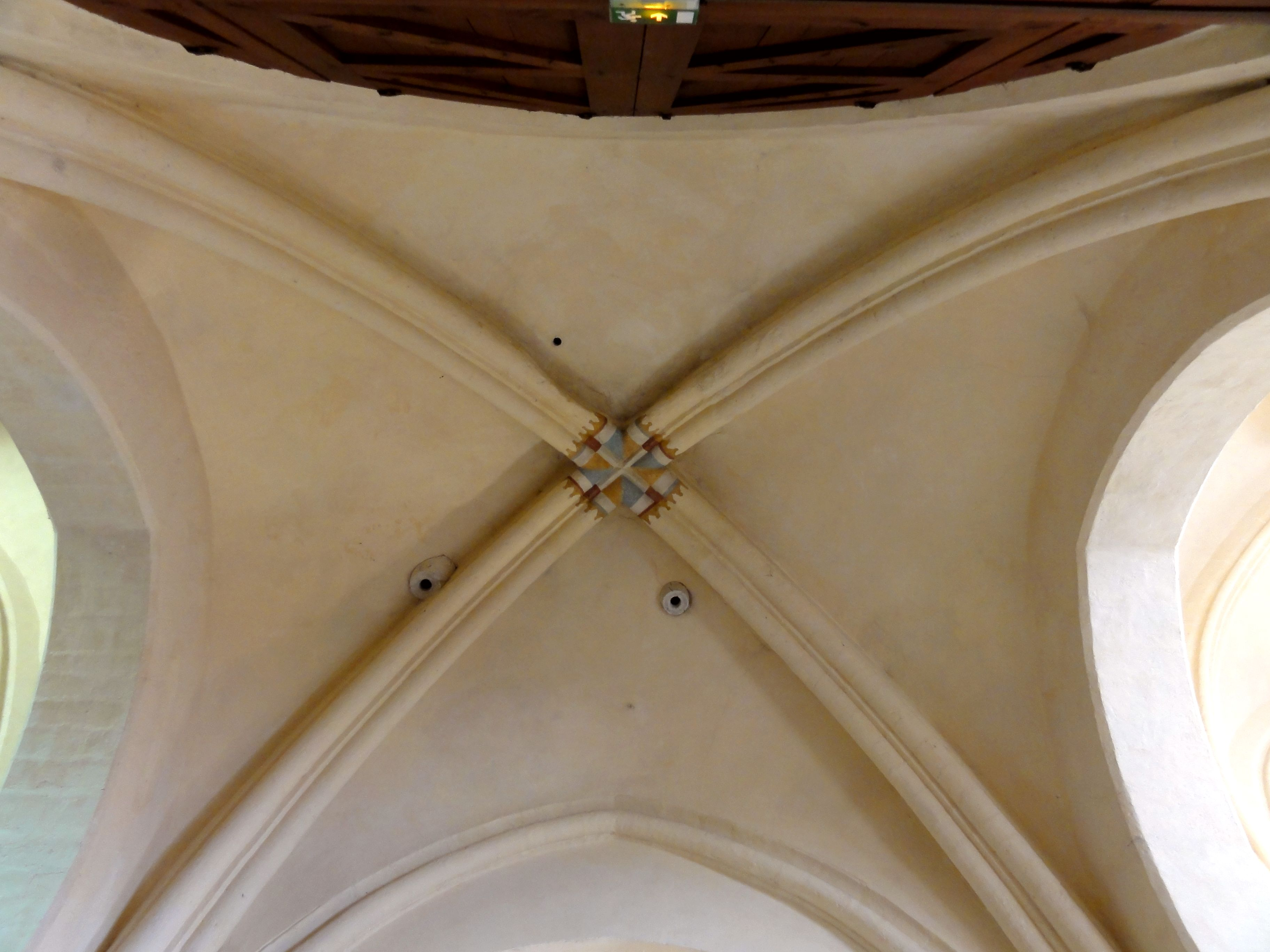
Voûte d'ogives de la seconde église romane, datant de 1130 / 1140
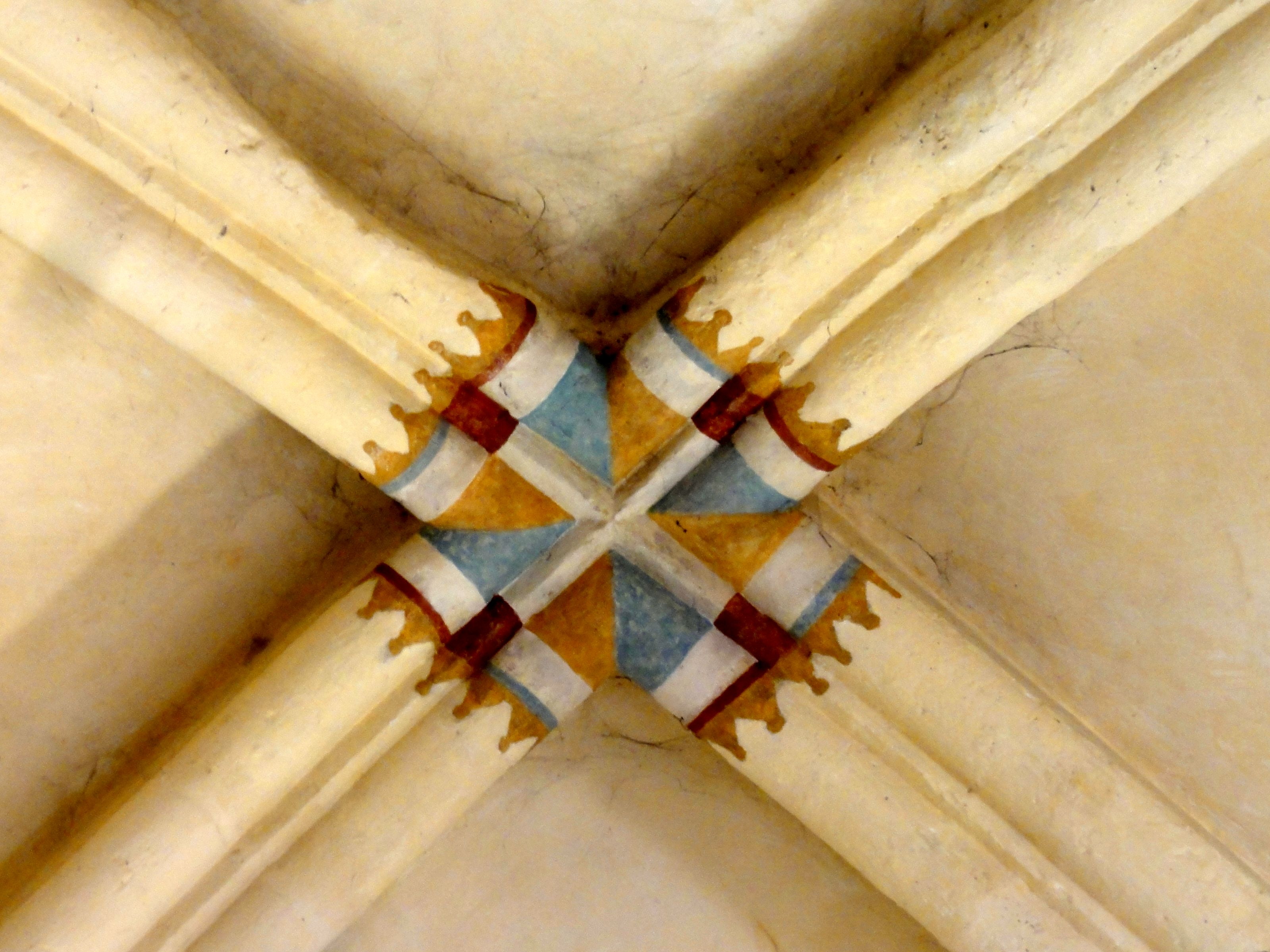
Clé de voûte non apparente, sous la voûte d'ogives de 1130 / 1140.

#### Les six chapiteaux historiés
L'on peut distinguer deux grands chapiteaux qui supportent l'arcade septentrionale de la croisée du transept, et quatre petits chapiteaux qui soutiennent ses deux doubleaux secondaires, un de chaque côté. Les grands chapiteaux sont sculptés sur trois côtés et présentent des personnages sur les deux angles, et le motif continu sur la partie centrale entre les personnages. Les petits chapiteaux à l'intérieur du clocher sont également sculptés sur trois côtés car placés en biais pour supporter les ogives de la voûte, mais les petits chapiteaux orientés vers les croisillons ne sont visibles que de deux côtés. C'est le seul angle tourné vers le spectateur qui est ici au centre du motif. Les chapiteaux de la pile nord-ouest du clocher, située au revers du mur occidental actuel, montrent les décors suivants. Celui qui porte l'ogive fait apparaître un homme tombé à la renverse et dont une main et un pied sont saisis par deux têtes de loups placées sous les angles du tailloir. Aucun auteur ne fournit une interprétation pour ce chapiteau, mais comme les suivants, il illustre certainement un vice ou un péché. Le chapiteau qui porte l'arcade montre deux têtes d'angle, à savoir un roi couronné à la barbe courte et frisée à gauche, brandissant un grand couteau et tenant un étendard avec son autre main, et une femme aux cheveux longs et sans couronne à droite. Elle se tire les cheveux, et des serpents semblent manger ses seins. La posture de la femme semble exprimer l'orgueil alors que le roi pourrait incarner la vaine gloire. Hormis le couteau, la partie centrale de la corbeille est mutilée et devenue mal lisible. Vue d'ensemble, ce chapiteau pourrait symboliser la luxure. Puis le chapiteau supportant le doubleau secondaire de l'arcade présente un oiseau aux ailes déployées, peut-être un aigle dont l'on peut imaginer qu'il tenait une personne dans ses serres.
Du côté opposé, le chapiteau supportant l'ogive met en scène Adam et Ève agenouillés de part et d'autre d'un arbre qu'ils tiennent de la main et qu'ils s'apprêtent apparemment à planter : Adam tient une bêche dans sa main droite. Sous l'arcade, l'angle droit du chapiteau est occupé par un ange aux grandes ailes déployées et levant les mains pour jurer. Il est sans doute à mettre en rapport avec Adam et Ève qu'il chasse du paradis. La moitié gauche du chapiteau pourrait illustrer le « supplice de l'avare », qui, malmené par deux diables, tire la langue, et pose une main sur la bourse devant son ventre ; ou, selon l'interprétation de Louis Régnier, l'homme a la langue déjà tirée en savourant d'avance les voluptés que lui promettent les deux démons dont il est devenu l'esclave. Finalement, le chapiteau à la retombée du doubleau secondaire représente une tête barbue ou de lion, deux oiseaux et un quadrupède fantastique évoquant un chien. Les oiseaux pincent les oreilles du barbu, alors que le quadrupède mord dans une patte de l'oiseau de droite. Cette scène pourrait symboliser le mal générique. Pour l'abbé Bourcier, il paraît comme une évidence que ces trois derniers chapiteaux historiés racontent le cycle du péché originel. Louis Régnier admet l'intérêt de cette interprétation mais n'y adhère pas, ce qui exprime sa réserve,,,.

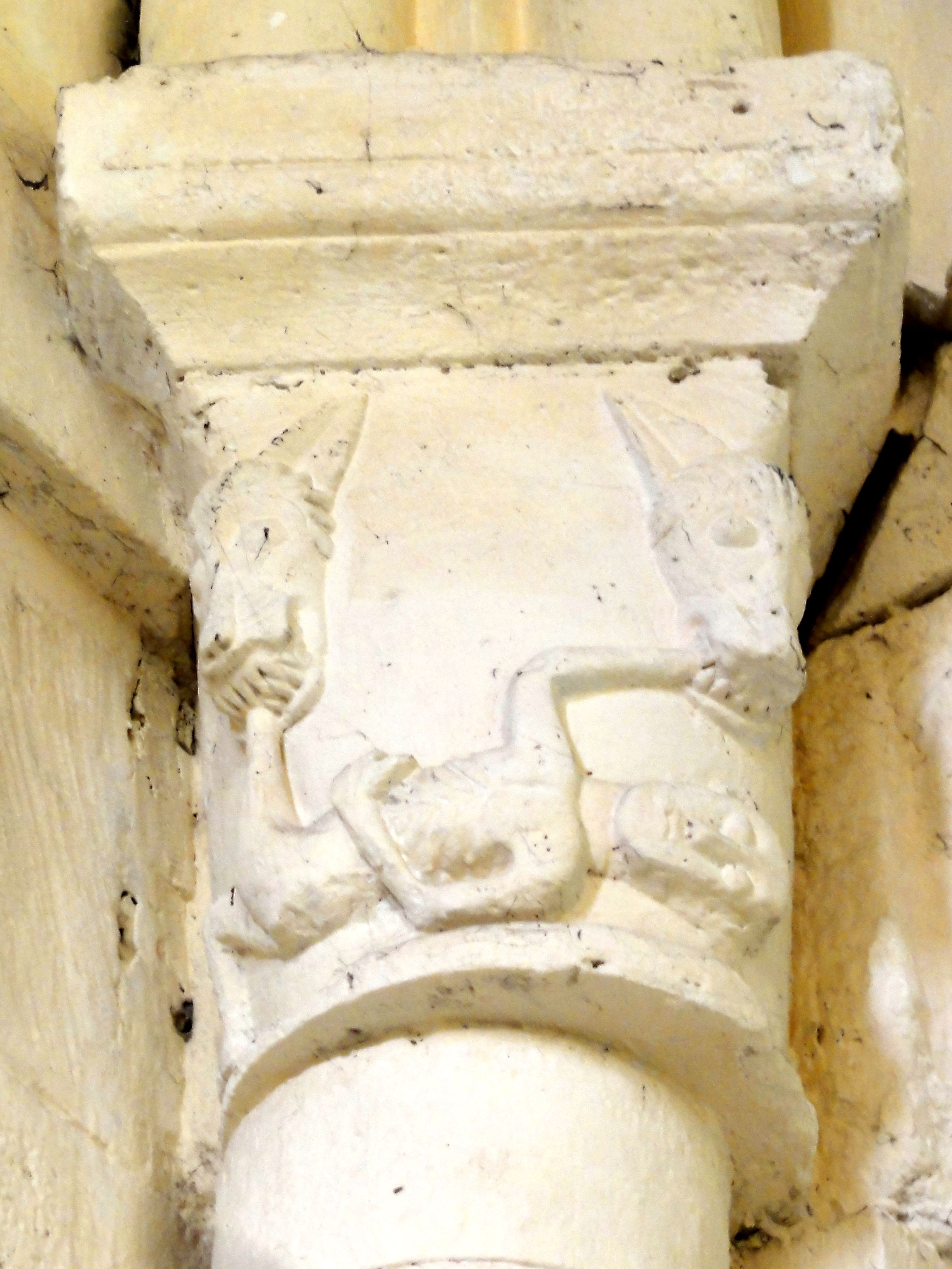
Pile nord-ouest, chapiteau vers la base du clocher.
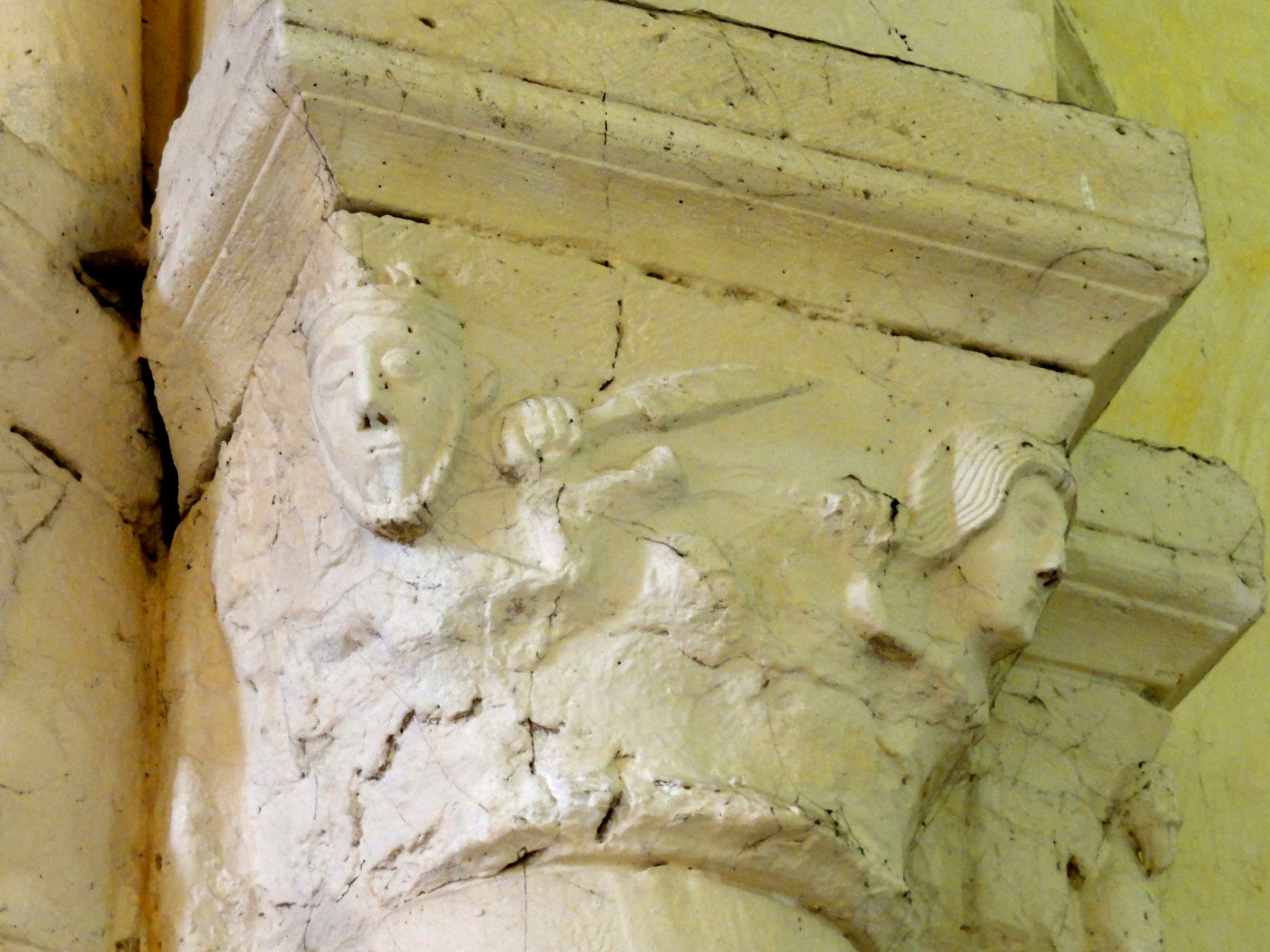
Pile nord-ouest, chapiteau de l'arcade septentrionale.
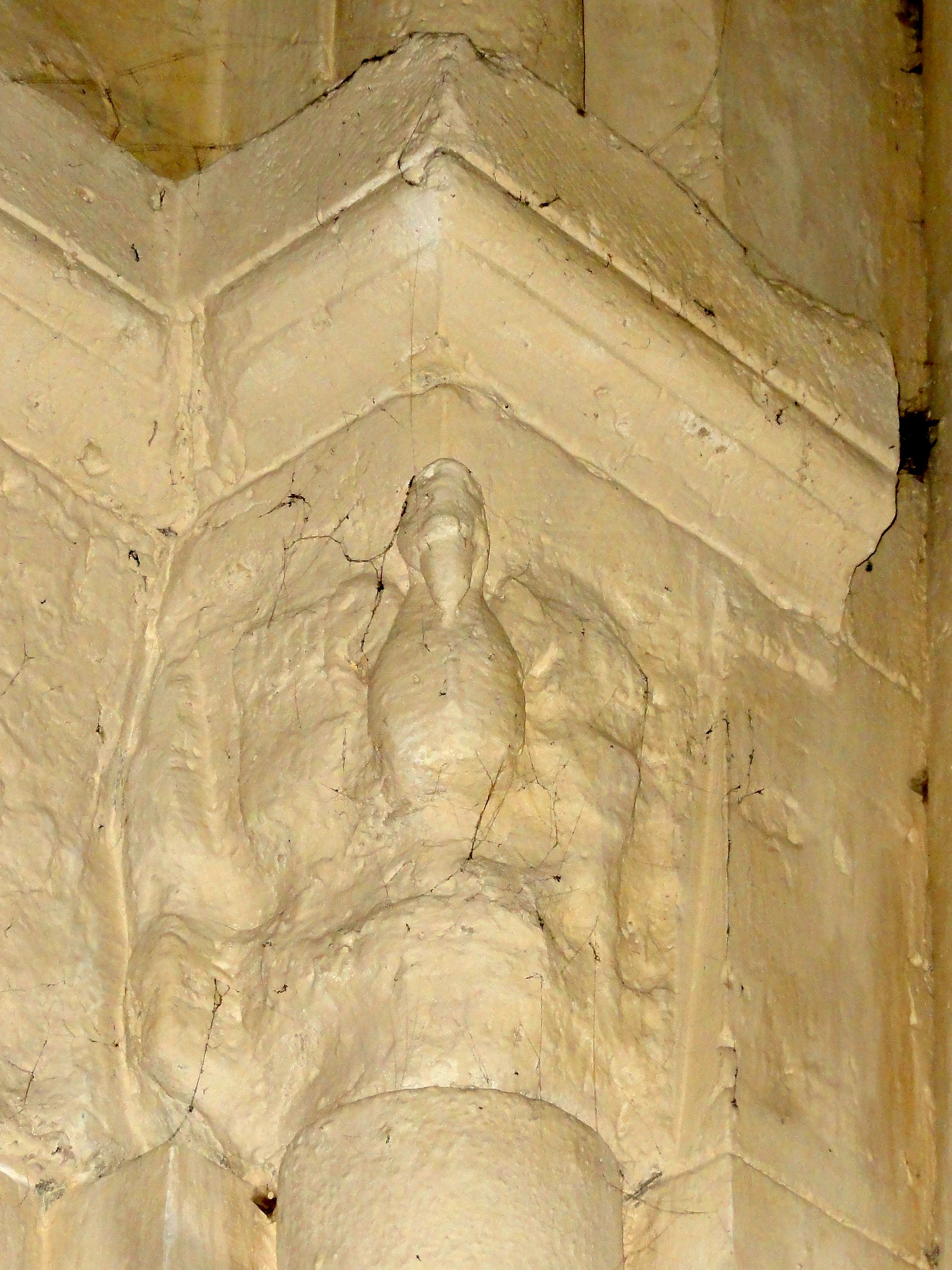
Pile nord-ouest, chapiteau vers le croisillon nord.
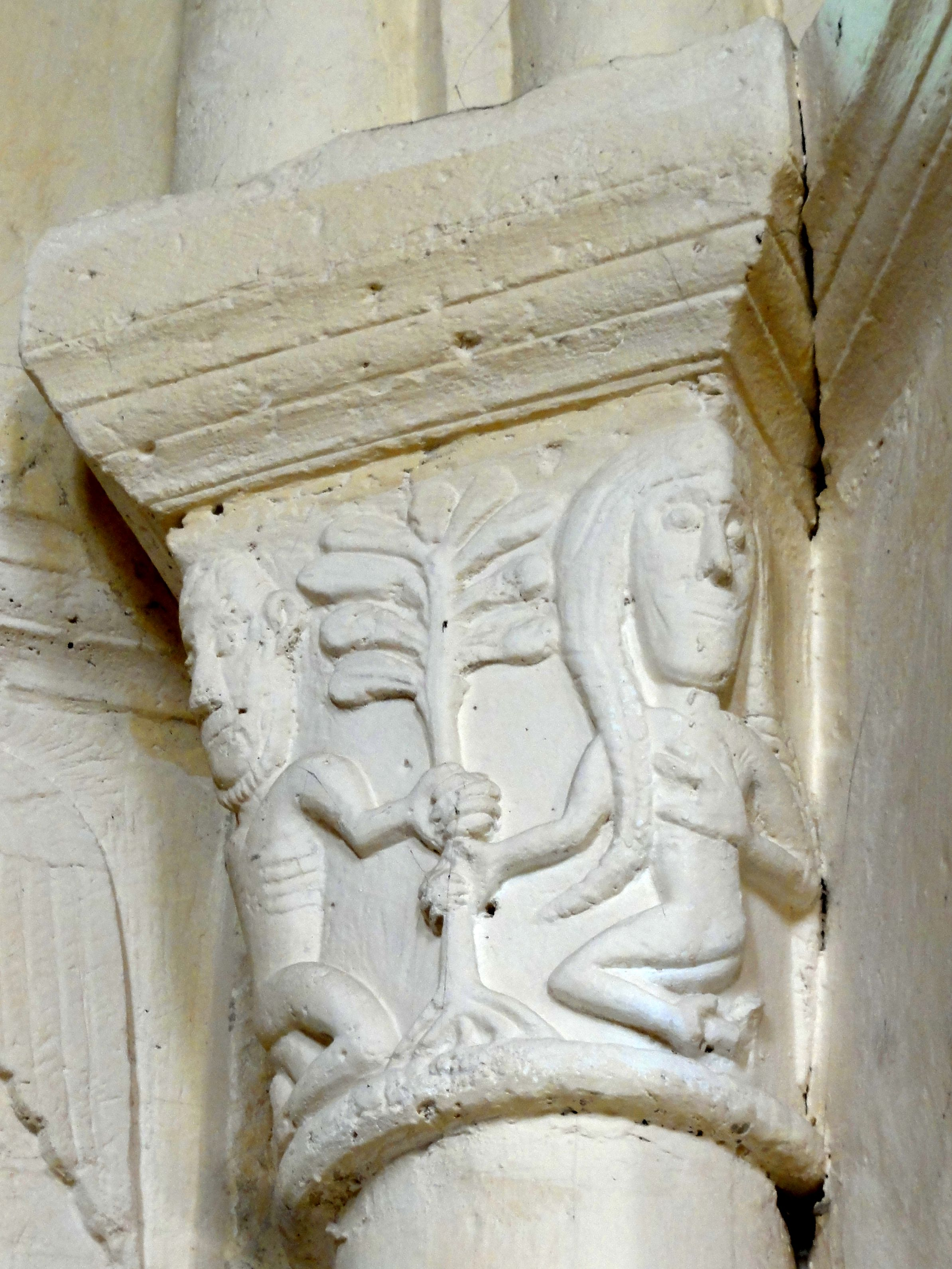
Pile nord-est, chapiteau vers la base du clocher.
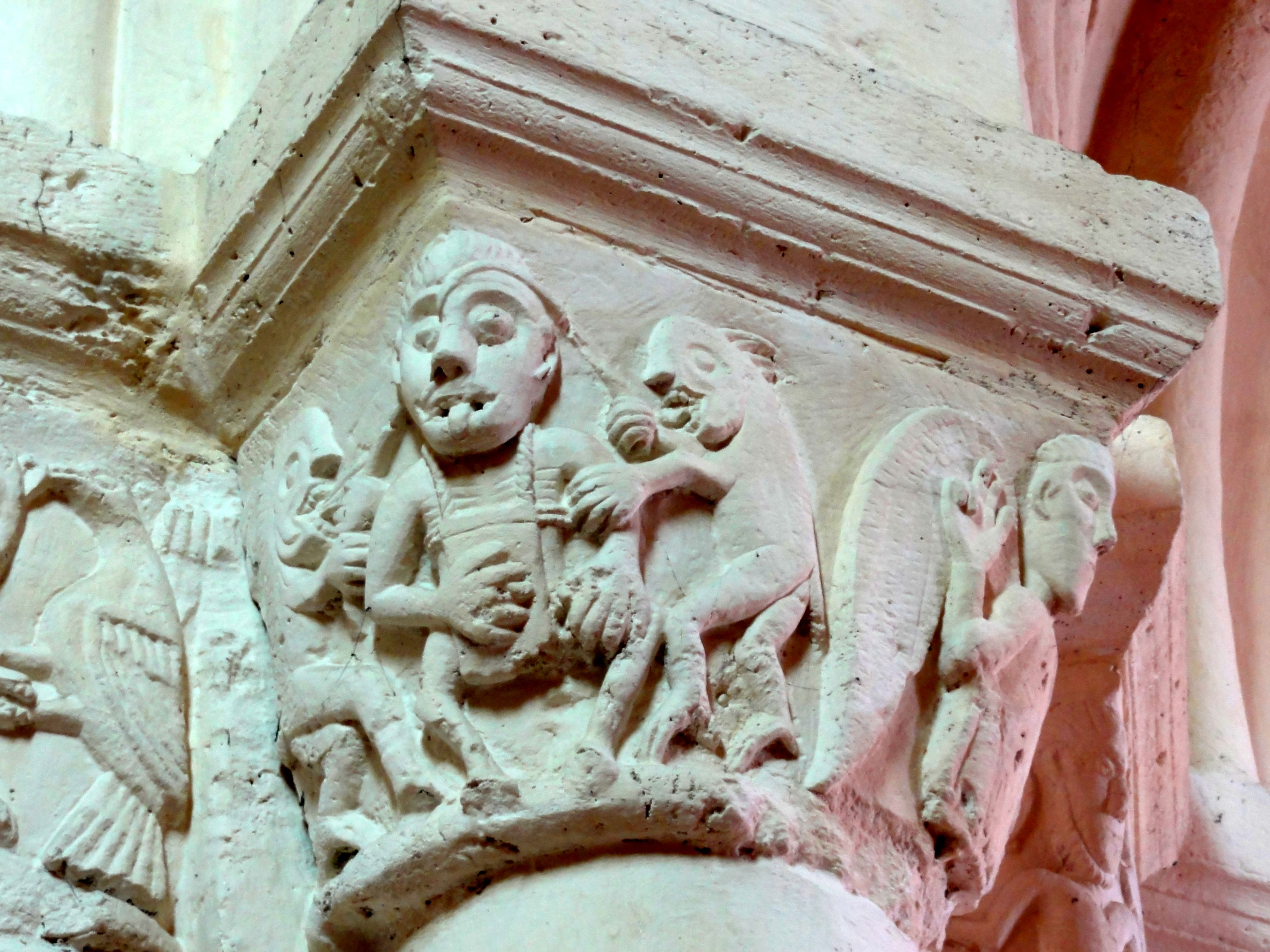
Pile nord-est, chapiteau de l'arcade septentrionale.
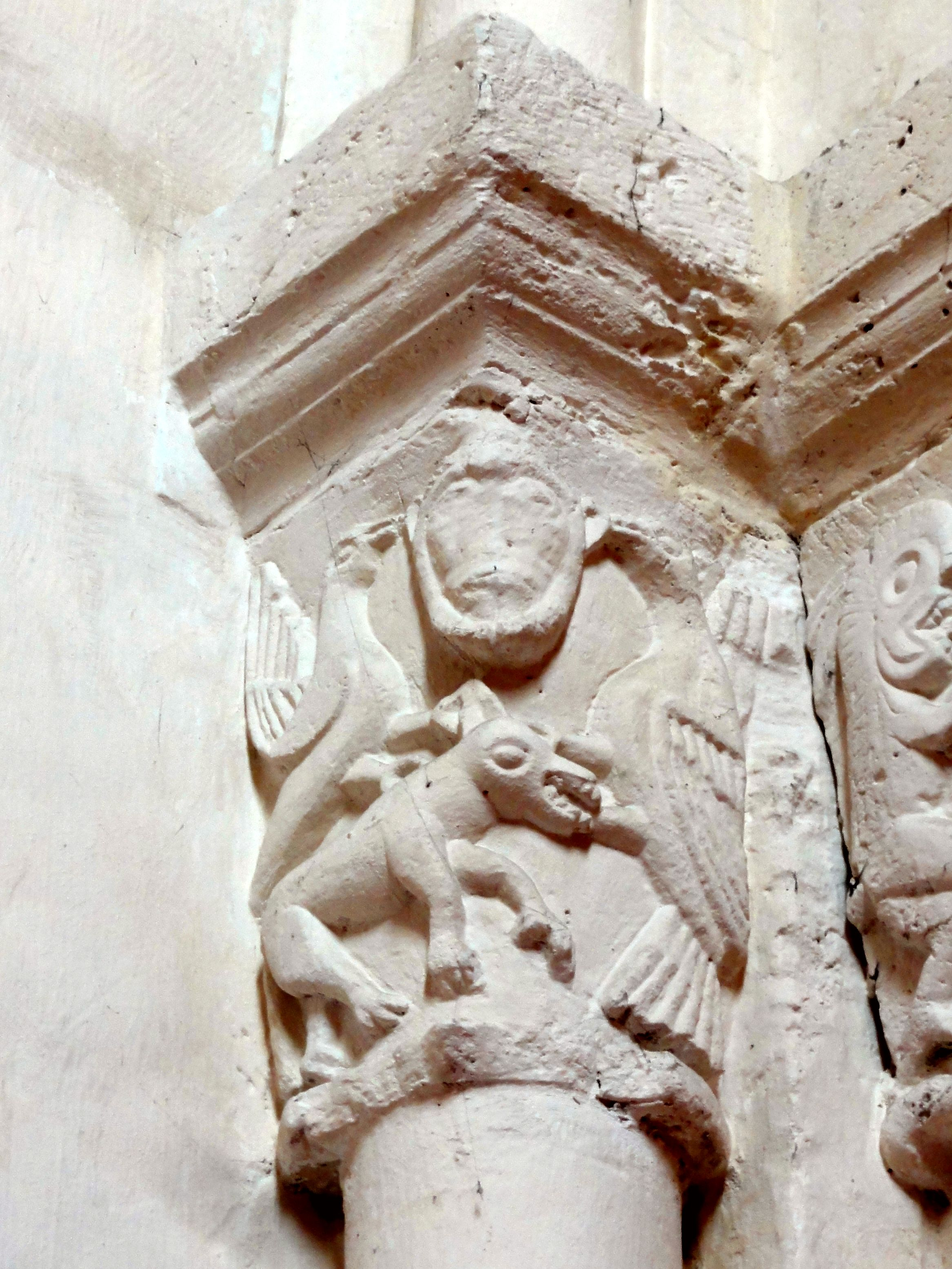
Pile nord-est, chapiteau vers le croisillon nord.

#### Anciens croisillons du transept

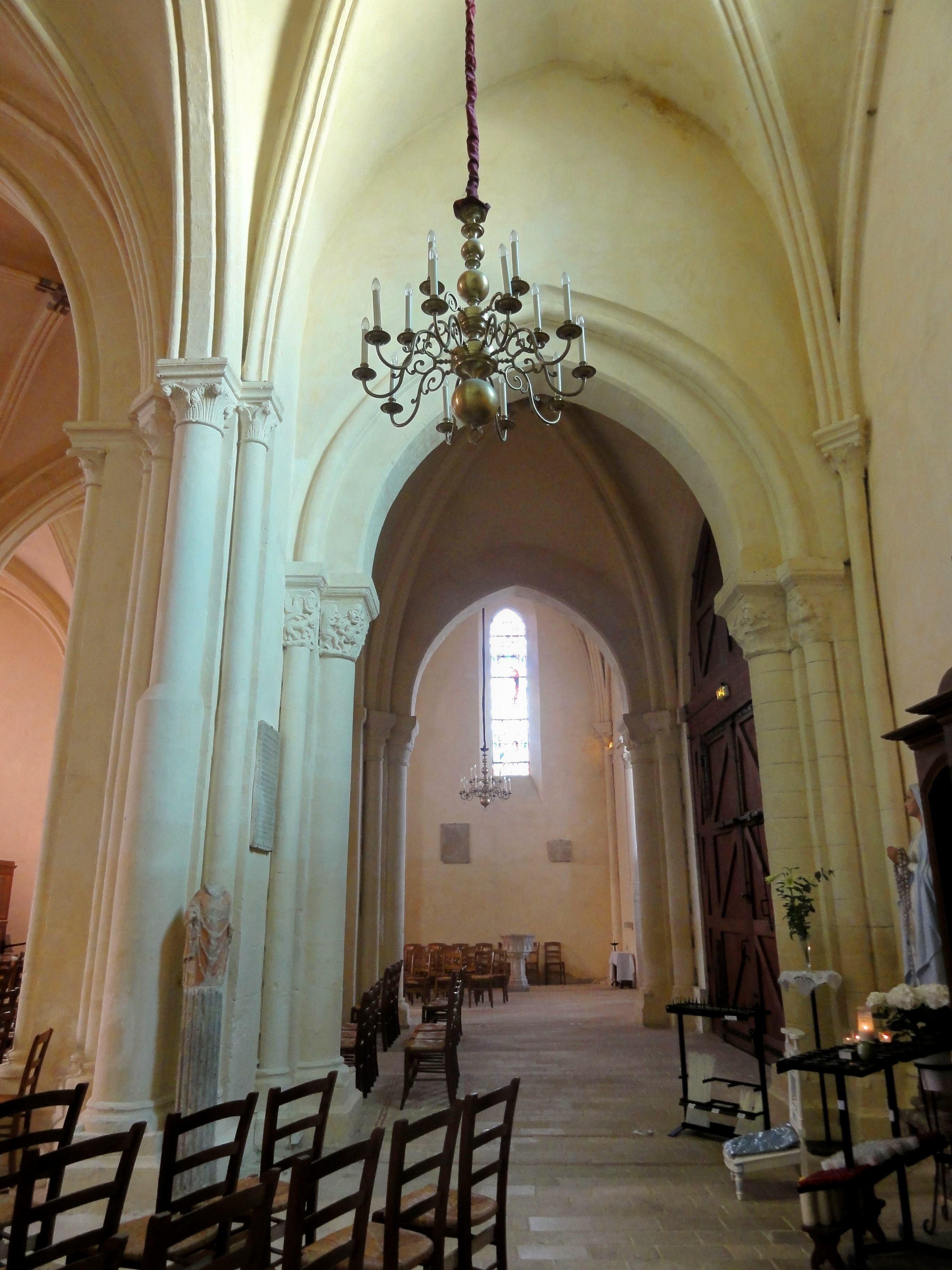
Transept, vue nord-sud.

La partie basse des extrémités des murs des deux croisillons, au nord et au sud, datent sans doute de la seconde église romane, mais les élévations proviennent en majeure partie de la transformation gothique. Le second chœur roman ou gothique primitif de 1150 environ n'a encore laissé de traces que sur la base du clocher, à l'instar de la première abside romane, et avant les fouilles, ces traces constituaient en même temps l'unique preuve de ce chœur. La pile nord-est du clocher est précédée au nord par une colonne qui subsiste de l'arcade séparant le croisillon nord de l'absidiole nord des années 1130/1140. La base est semblable à celles des arcades de la croisée du transept. Le fût se rajeunit à mi-hauteur : la base et la partie inférieure dateraient des années 1130/1140, la partie supérieure du début du XIIIe siècle, et le chapiteau de nouveau des années 1130/1140. Il a donc été porté plus haut. Le chapiteau voisin supportant l'ogive de l'ancien croisillon nord date également du milieu du XIIe siècle mais sa colonnette est entièrement du XIIIe siècle ; un troisième chapiteau de ce type se trouve au sud de la même pile, du côté de l'arcade orientale du carré du transept ; et un quatrième toujours sur la même pile près du précédent, aujourd'hui sans emploi et ayant perdu sa colonnette. Avec son homologue sur la pile sud-est du clocher, ce chapiteau ou plutôt cul-de-lampe apporte quant à lui l'unique preuve que le chœur de 1150 a bien été voûté dès l'origine, car son existence ne peut s'expliquer autrement. Les quatre chapiteaux de 1150 sont sculptés de feuilles superposées et de légers crochets. Le mur méridional du croisillon sud est percé d'une fenêtre en tiers-point à lancette unique, sans remplage, et son mur occidental a été ouvert sur le nouveau bas-côté sud jamais utilisé comme tel. Le mur septentrional du croisillon nord comporte le portail du XIIIe siècle flanqué de deux groupes de trois colonnettes, dont seuls les chapiteaux sont d'origine. L'archivolte est en partie authentique, mais la frise de feuillages est moderne. Le bas-relief ornant le tympan et la Vierge à l'Enfant sur le trumeau sont des œuvres de l'abbé Bourcier. Le mur occidental comporte une fenêtre identique à celle du sud.

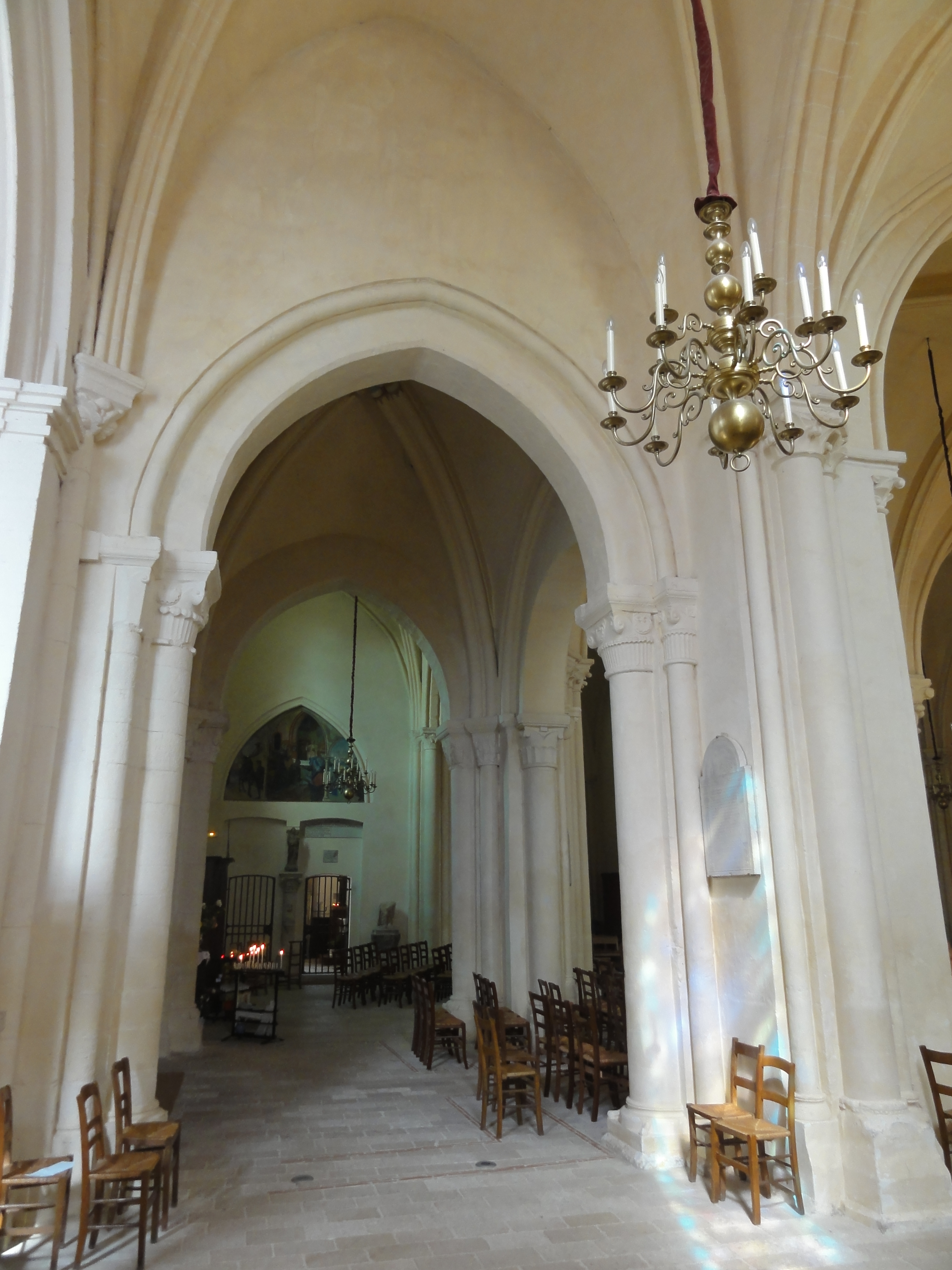
Transept, vue sud-nord.
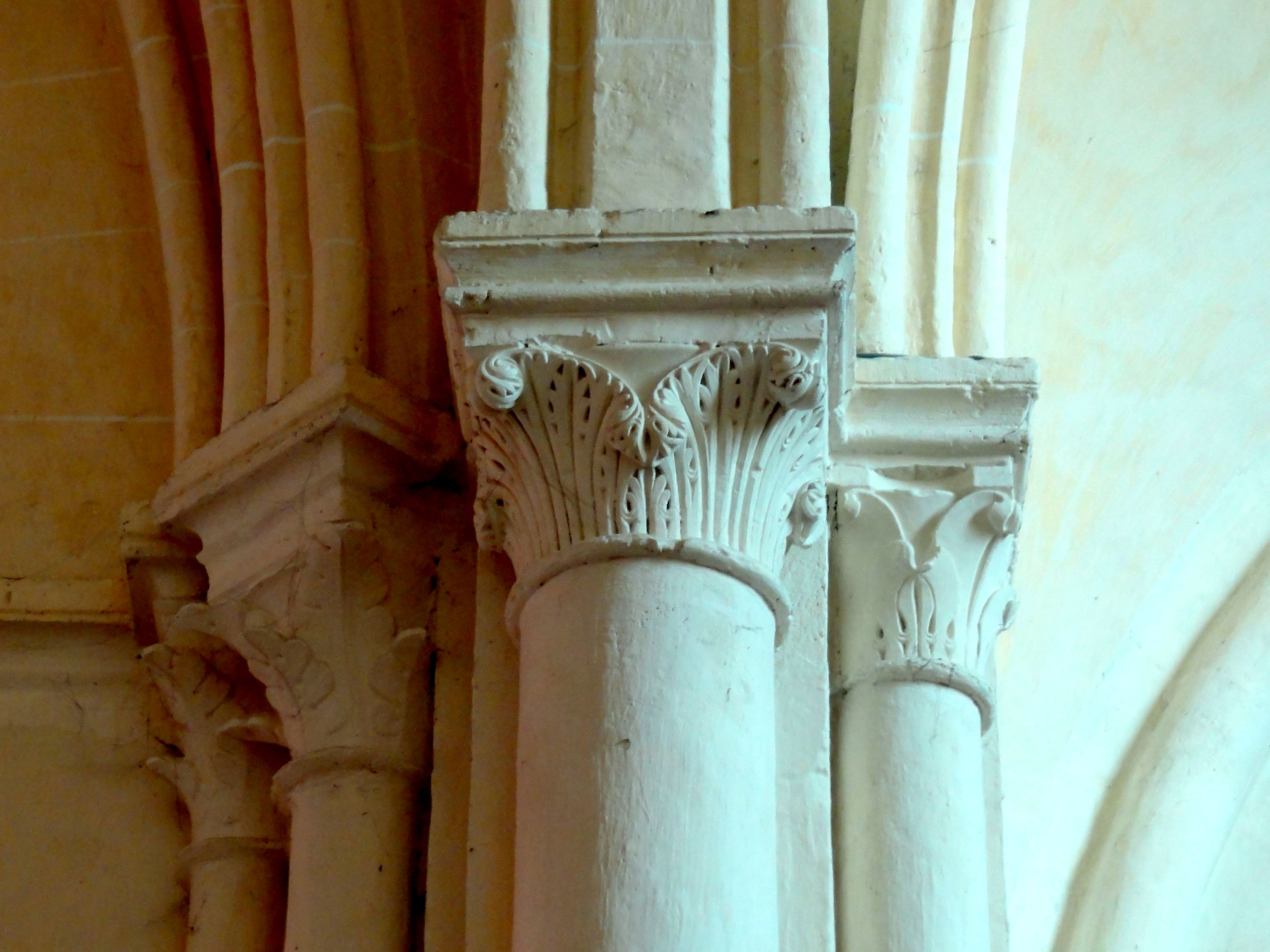
Croisillon sud, arcade orientale, chapiteaux côté nord réemployés du chœur de 1150.
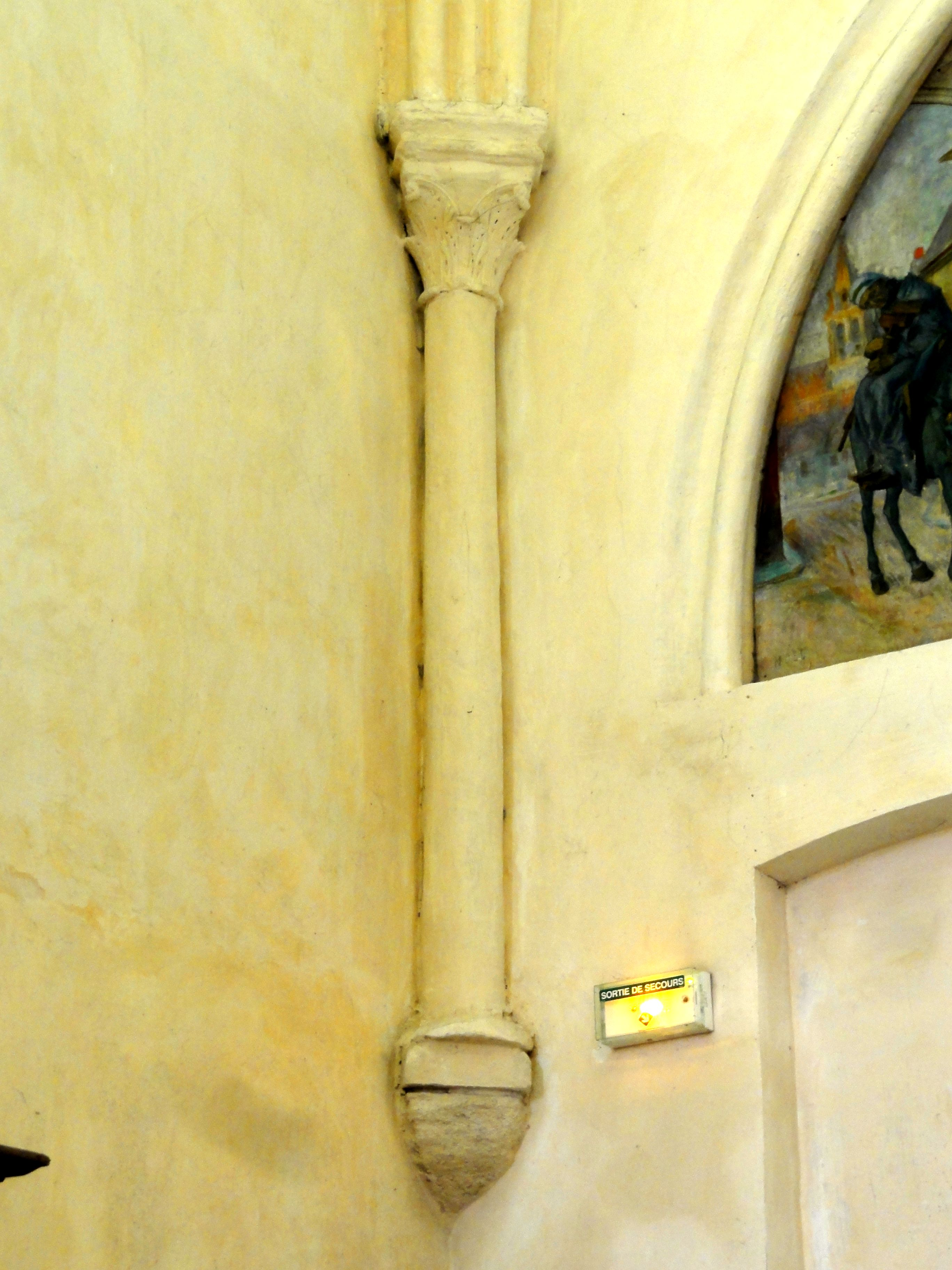
Colonne en encorbellement dans l'angle nord-ouest, réemployée du chœur de 1150.
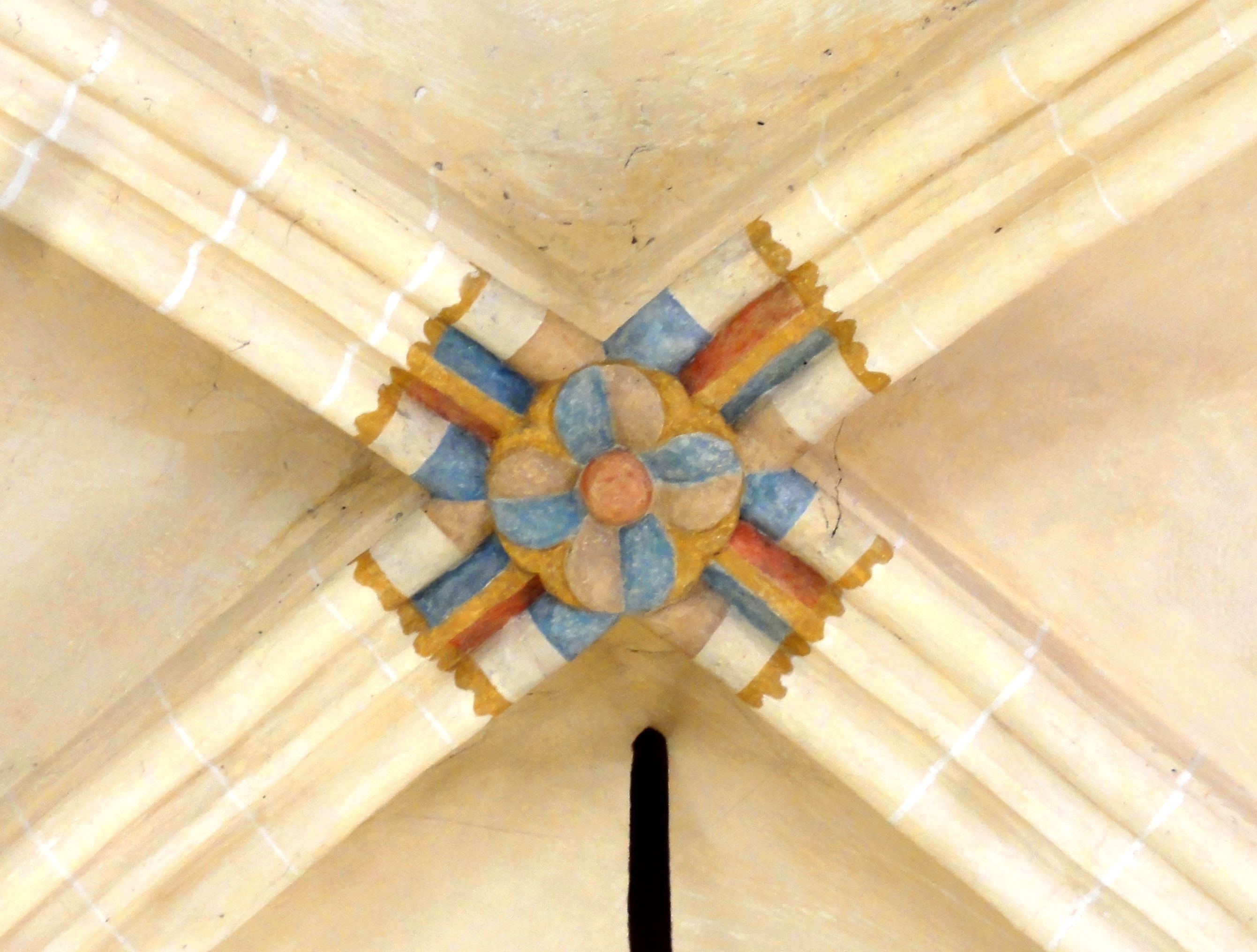
Clé de voûte de l'ancien croisillon sud, du début du XIIIe siècle.
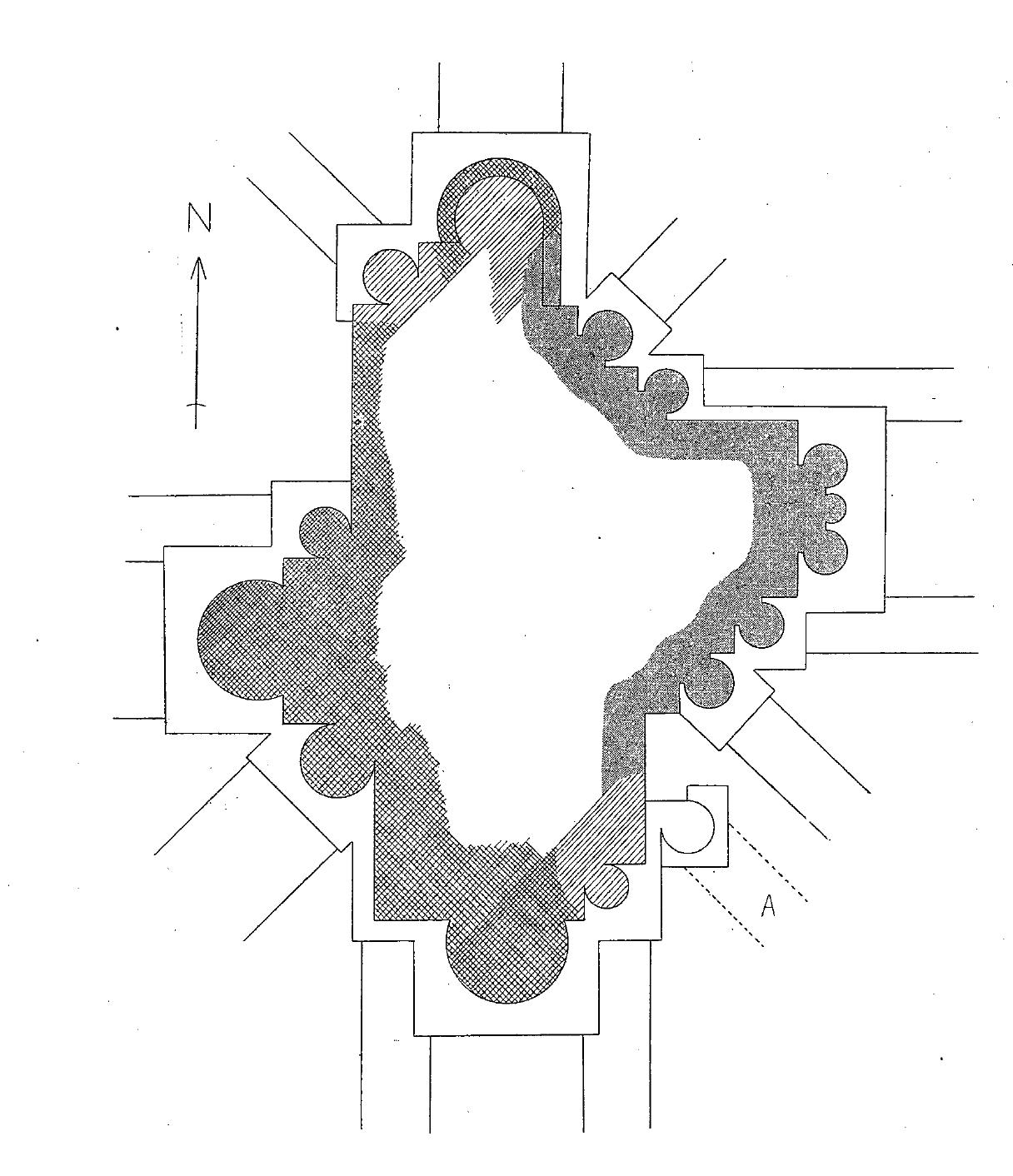
Plan en coupe de la pile nord-est du clocher : la base du clocher est en bas à gauche.

#### Chœur et collatéraux

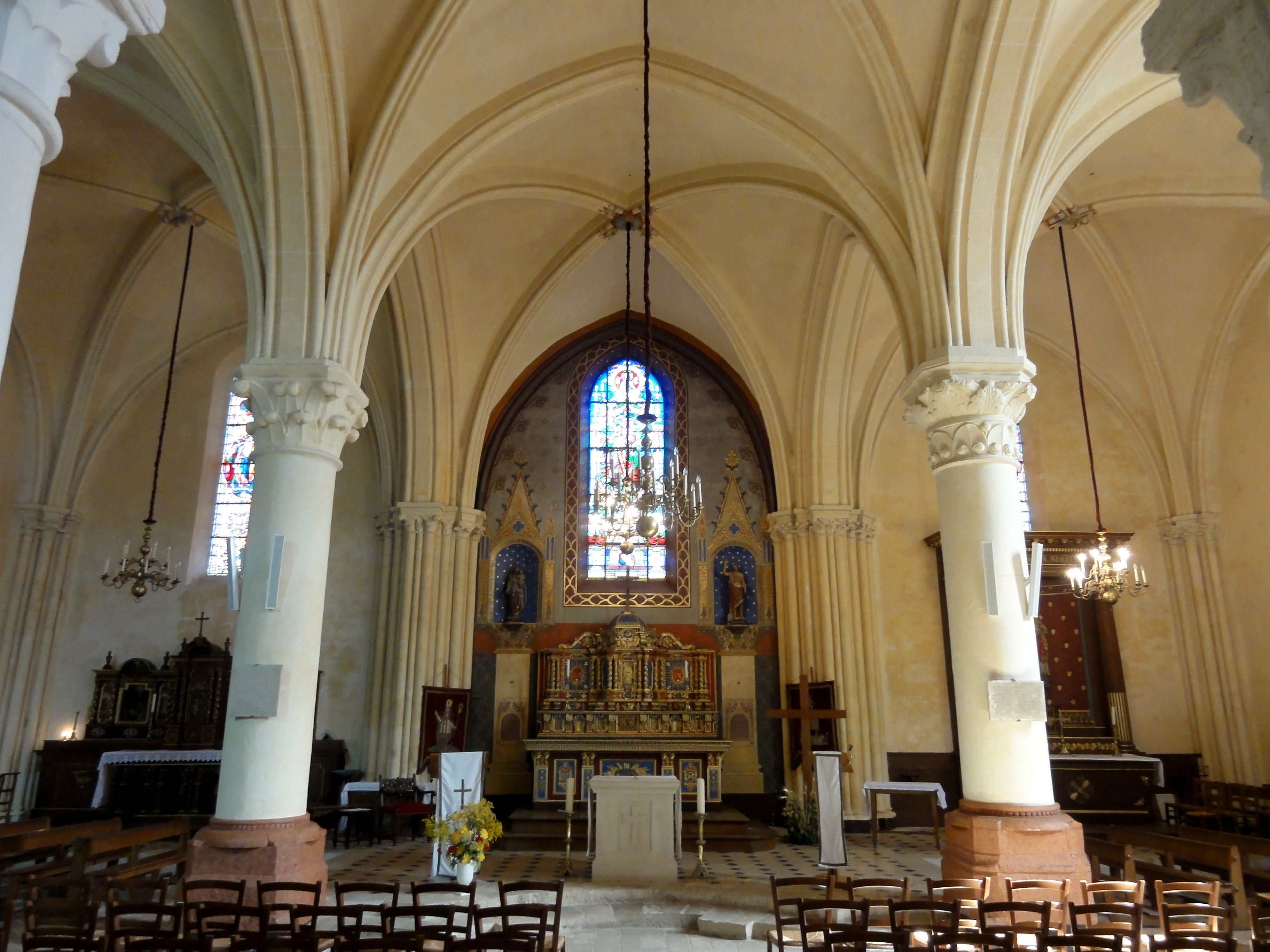
Vue générale intérieure.

L'édification du nouveau chœur est sans doute motivée par l'augmentation de la population, les collatéraux permettant d'agrandir la capacité d'accueil de l'église. Le complexe homogène formé par le vaisseau central du chœur et ses deux collatéraux se compose de six travées qui ne sont non seulement carrées, mais en plus aussi hautes que larges, ce qui est extrêmement rare : 6,68 m en moyenne. C'est une hauteur très modeste pour les constructions du XIIIe siècle, même pour une église villageoise. Les voûtes des six travées reposent en leur centre sur deux colonnes cylindriques isolées de 78 cm de diamètre, et au revers des murs extérieurs sur des faisceaux de colonnettes, avec autant de supports que de nervures. Toutes les six voûtes ont des formerets, et puisque les doubleaux longitudinaux séparant le vaisseau central des collatéraux sont plus larges que les autres afin de résister à la poussée du clocher, l'architecte a choisi de faire retomber ces arcades sur trois colonnettes de part et d'autre du chevet. L'on obtient ainsi des faisceaux de trois colonnettes, ce qui est un chiffre inhabituellement élevé pour les supports le long des murs.
Le profil des doubleaux est également inhabituel : leurs claveaux sont gravés de deux cavets délimitant un large méplat, et des baguettes occupent les angles. Les clés de voûte montrent des rosaces de feuillage sans finesse. Louis Régnier déplore la lourdeur de toute l'ornementation végétale des chapiteaux du chœur : les crochets des petits chapiteaux sont monotones, trop saillants et trop nombreux ; les feuilles d'arum du chapiteau du gros pilier isolé sont d'une sculpture maladroite ; et sur le chapiteau de l'autre gros pilier au sud, « les feuilles de nénuphar de la partie inférieure, accompagnées de leurs gros fruits ronds, rivalisent de sécheresse et d'insignifiance décorative avec la chélidoine très stylisée ou plutôt très alourdie qui tapisse le vase supérieur ». Au centre des murs du nord et du sud, des simplifications ont par ailleurs été introduites : à partir d'un mètre de hauteur, les colonnettes sont remplacées par de simples pilastres (constitués de pierres de taille plus facilement réalisables que des blocs sculptés). — Restent à mentionner les deux doubleaux à l'intersection entre les collatéraux et les anciens croisillons : ils ont été construits ou reconstruits au moment de la construction du nouveau chœur, peut-être en récupérant les anciens claveaux. Au sud, aucun chapiteau du milieu du XIIe siècle ne subsiste hormis le cul-de-lampe déjà mentionné. Les voûtes des anciens croisillons sont contemporaines de celles du chœur actuel et montrent les mêmes caractéristiques, sauf qu'elles sont dépourvues de formerets.

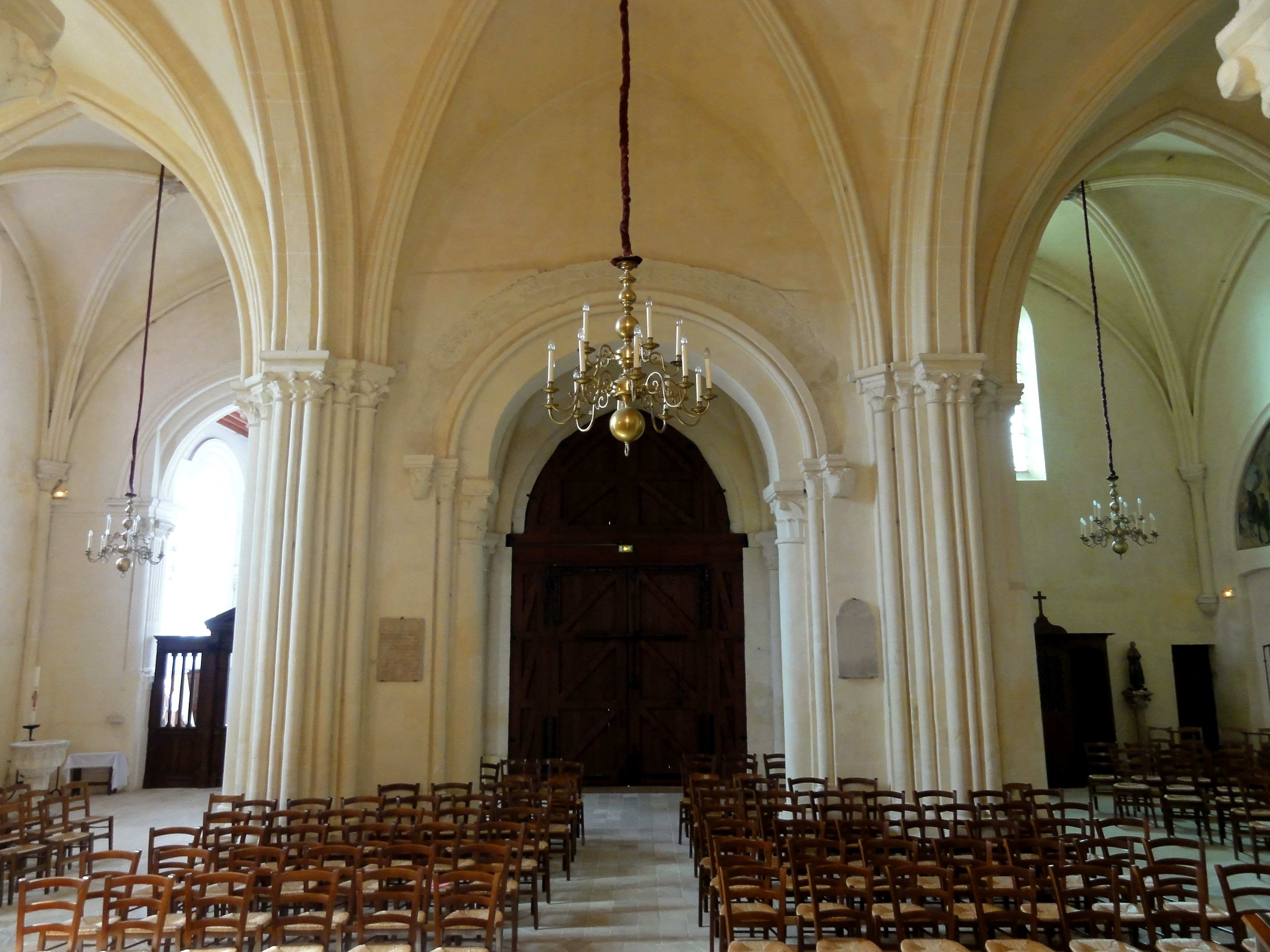
Vue générale intérieure depuis le chevet.
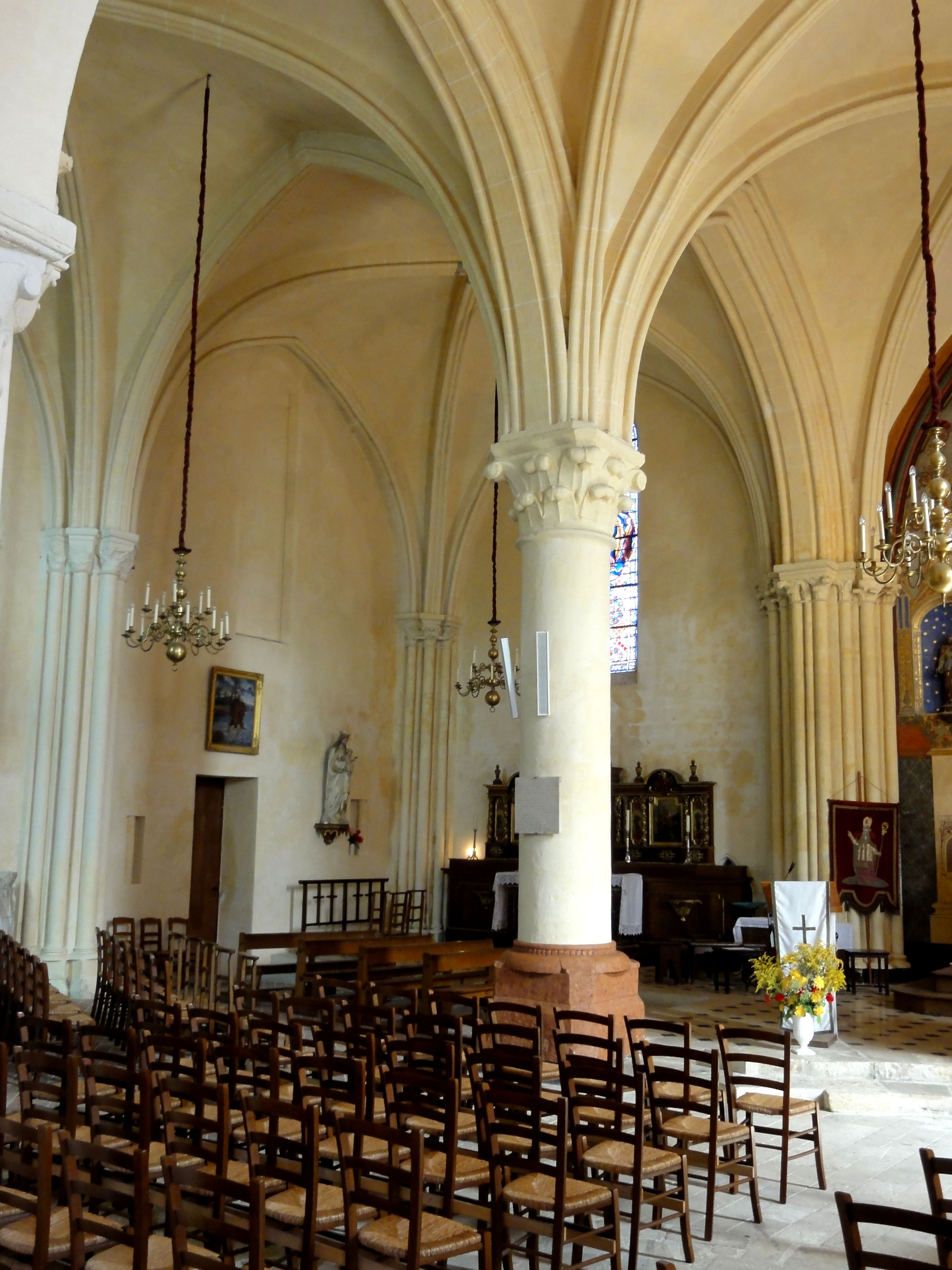
Vue diagonale vers le nord-est depuis l'oratoire.
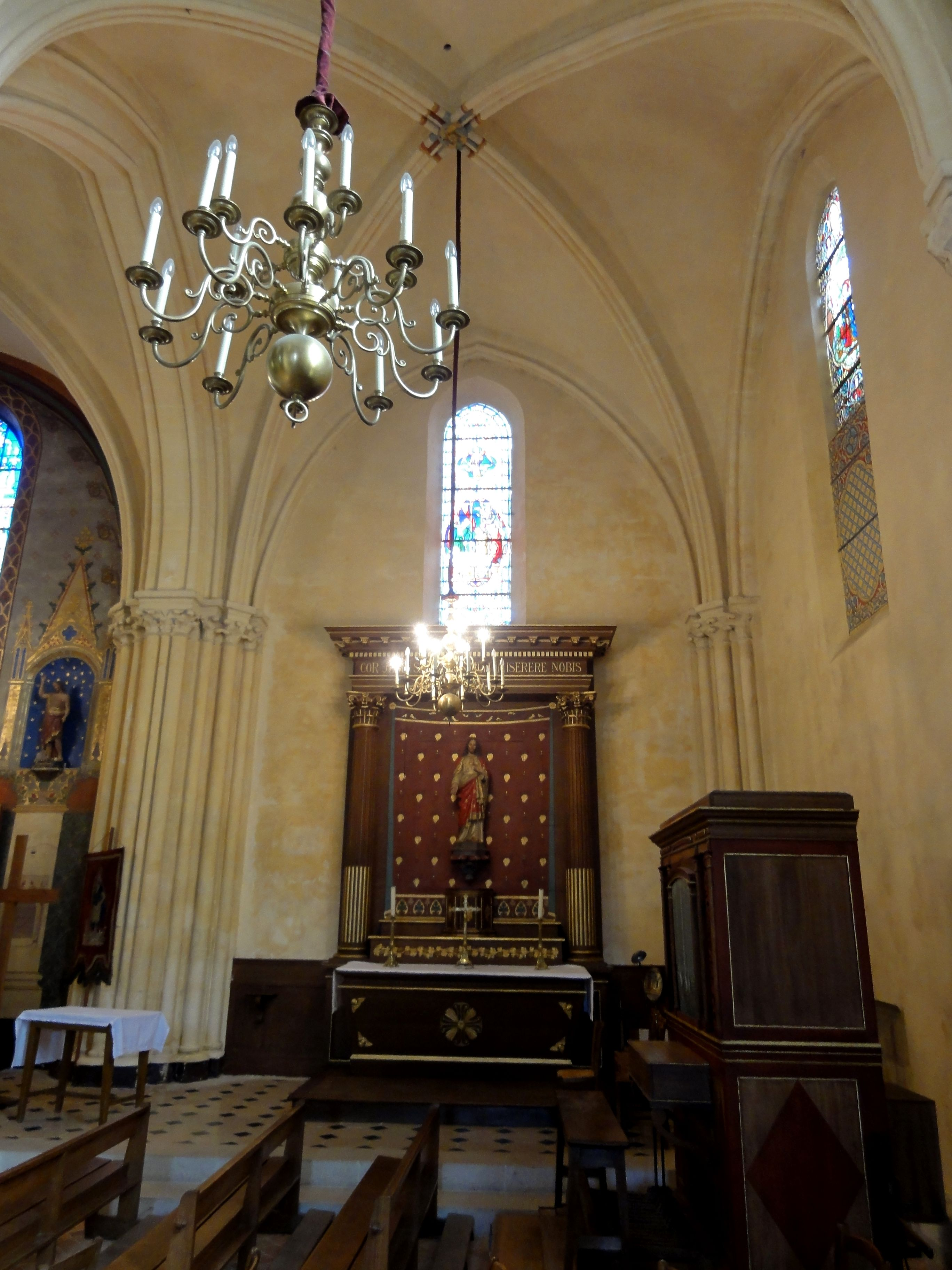
Chevet du vaisseau sud et autel du Sacré-Cœur.
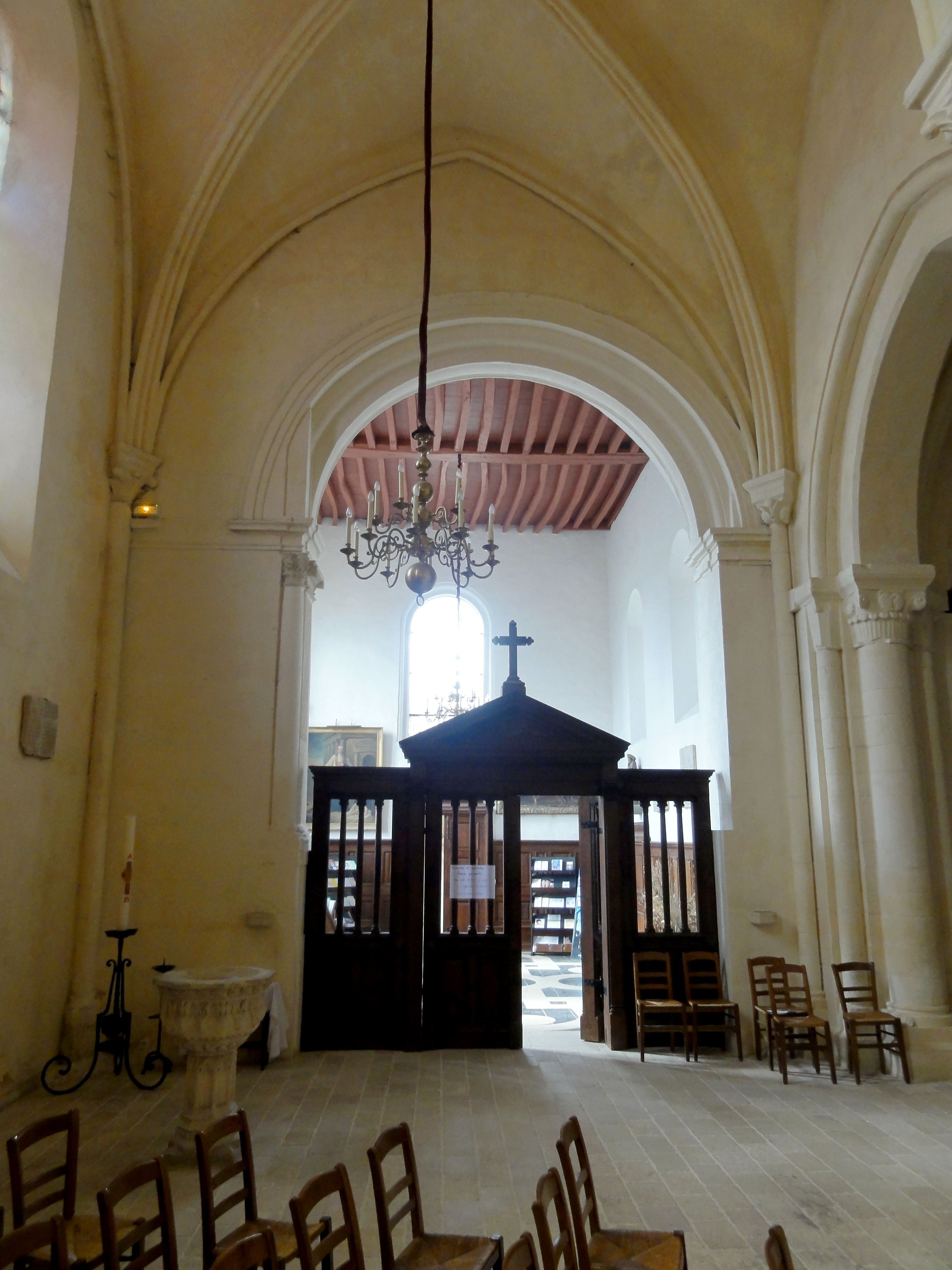
Vaisseau sud, vue vers le bas-côté sud Renaissance.
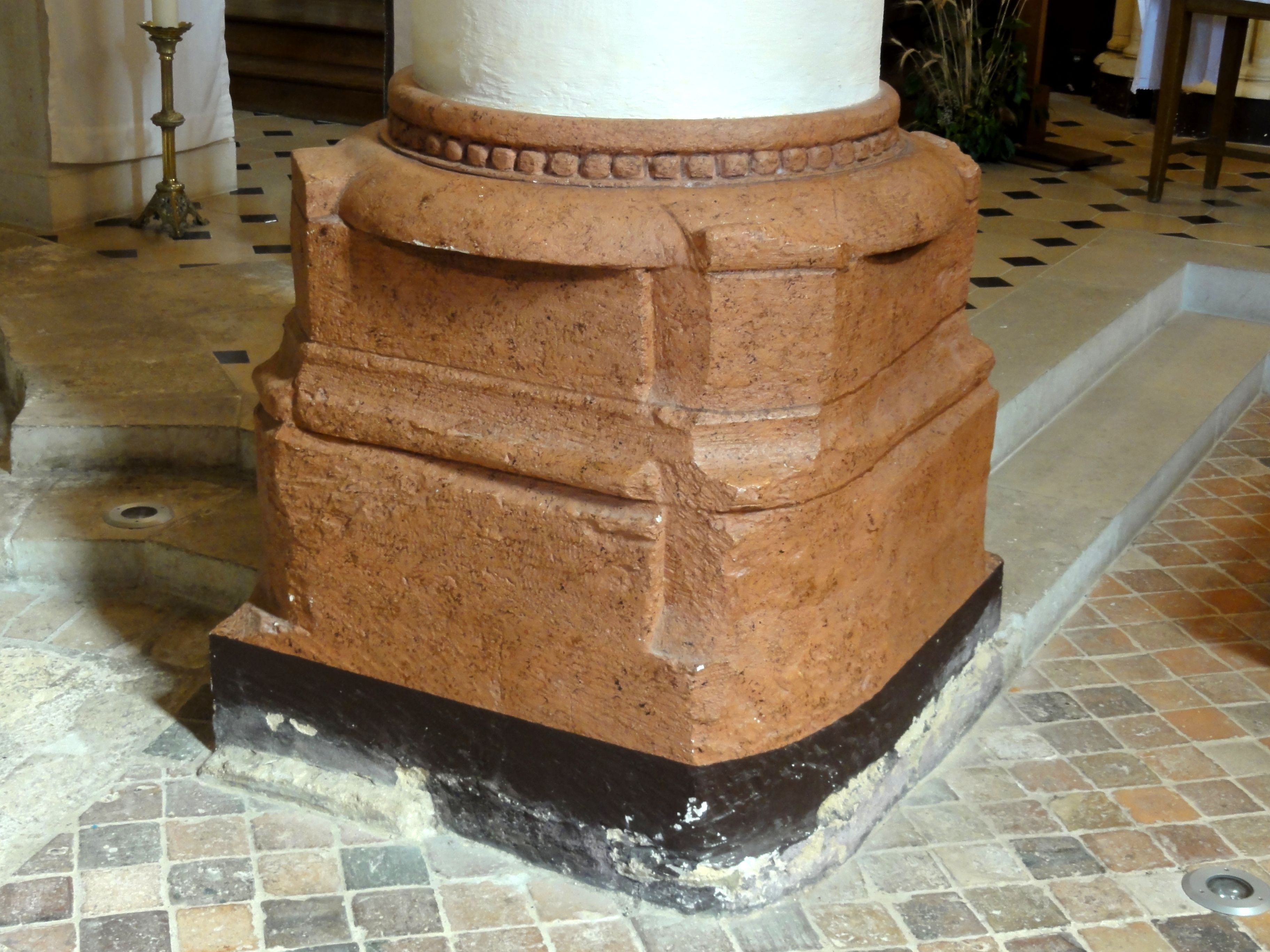
Base du pilier isolé sud, celle du nord étant identique.
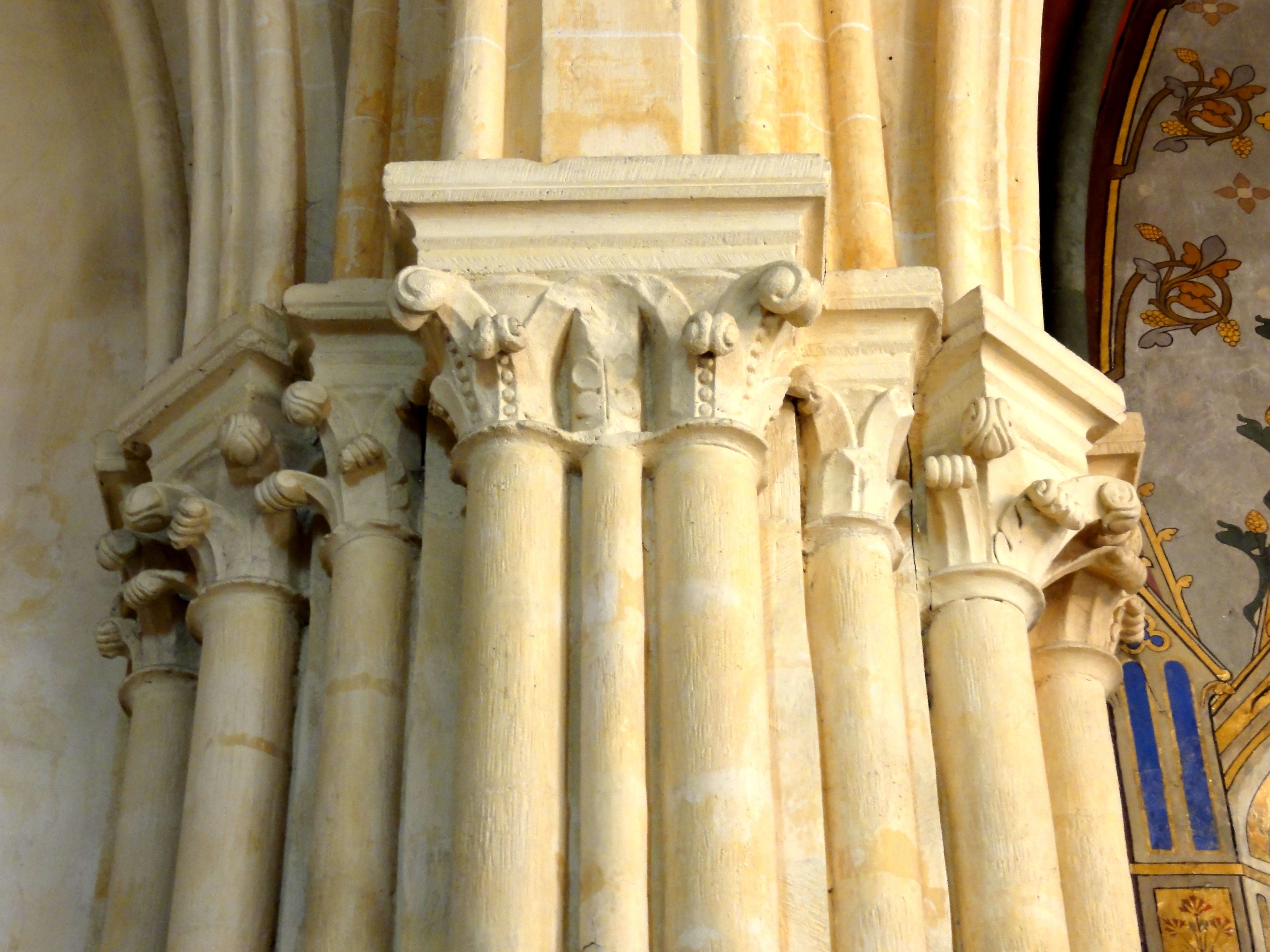
Chapiteaux à gauche du chevet.

#### Chapelle duXIVesiècle, oratoire et bas-côté sud

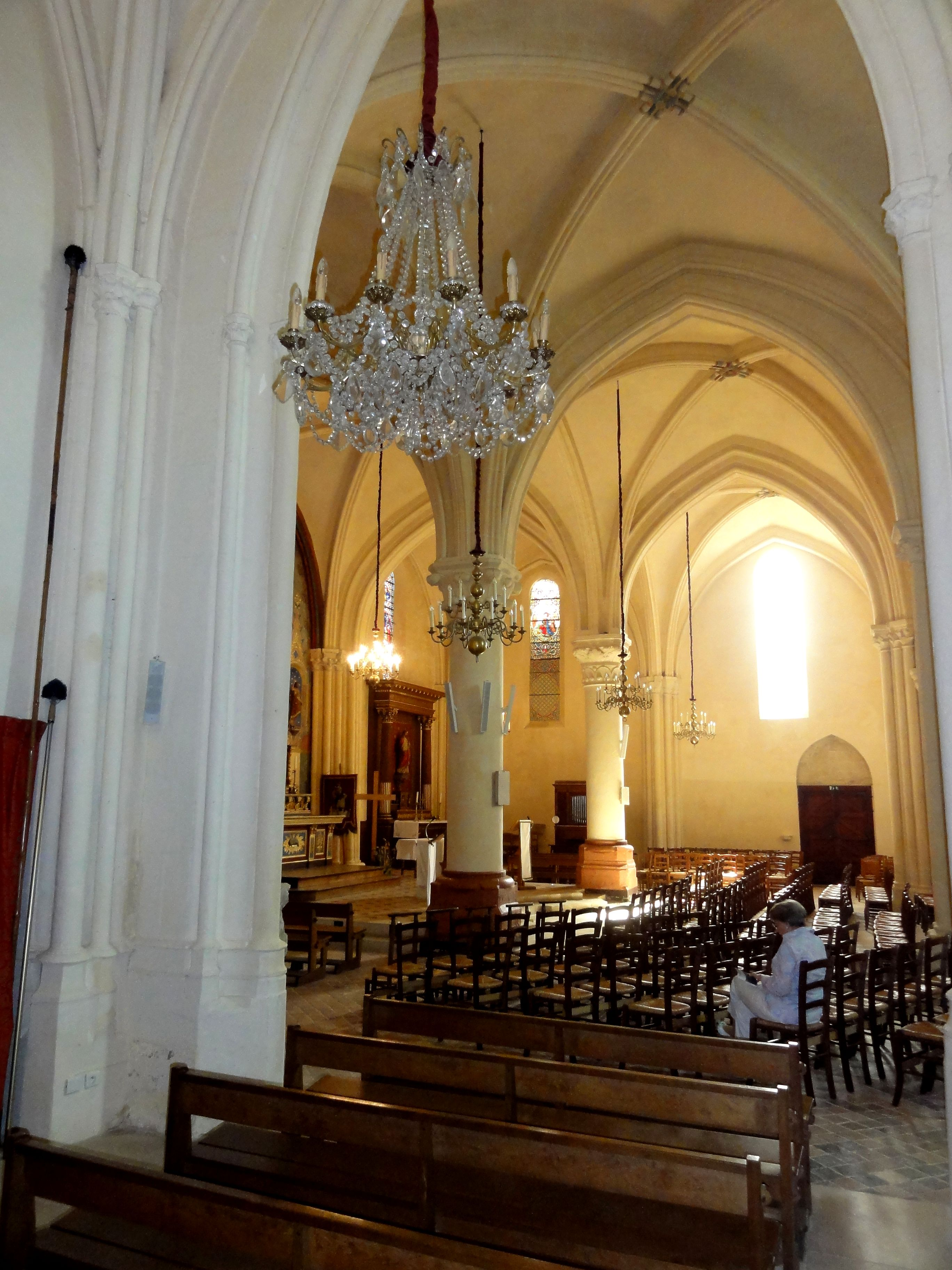
Vue depuis la chapelle vers le sud ; l'on voit le portail sud.

La chapelle bâtie avant le milieu du XIVe siècle au nord du collatéral nord devait comporter initialement deux travées, mais seulement la travée occidentale en subsiste, située devant la première travée du collatéral, ou autrement dit au milieu de la façade septentrionale. De plan carré, la chapelle ne communique qu'avec le collatéral, et pas avec l'oratoire qui la flanque à l'ouest. Son unique voûte d'ogives, dont le profil se compose d'un tore en amande entre deux baguettes, possède à son sommet une clé ornée de feuilles régulières. Les ogives, les formerets et le doubleau de l'arcade ouvrant dans le collatéral retombent sur les minces tailloirs polygonaux de chapiteaux d'un aspect trapu, portés par de fines colonnettes logées dans les angles. Les chapiteaux sont décorés de feuilles isolées d'un aspect fantaisiste, dont certaines enveloppent les tailloirs. La sculpture reste proche de celle du siècle précédent, et la chapelle n'est sans doute pas postérieure à 1330. Toutes les bases des colonnes ont été refaites lors d'une restauration au XIXe siècle. — Dans le mur septentrional de la seconde travée du collatéral nord, la trace d'une arcade devant ouvrir dans l'autre travée de la chapelle reste encore visible. Derrière ce mur, dans la sacristie s'étant substituée à l'autre travée, un groupe de fûts de colonnes coupés à quatre ou cinq mètres de hauteur ressemble aux colonnes dans la travée existante de la chapelle. Ici les bases restent intacts et confirment la datation. Il reste à remarquer que rien ne prouve que l'autre travée ait réellement été achevée (bien que le contraire serait étonnant en vue d'un autre projet d'extension entrepris 230 ans plus tard).
La chapelle n'est guère plus utilisée. Elle n'est pas aménagée comme un petit sanctuaire indépendant comme cela se fait souvent dans de telles chapelles, et n'abrite donc pas d'autel latéral. Depuis ses vieux bancs qu'elle contient, l'on ne bénéficie pas d'une vue sur le maître-autel. L'éclairage naturel est insuffisant. Directement à côté, mais sans intercommunication directe, l'oratoire-porche aménagé dans sa forme actuelle par l'abbé Bourcier est surtout remarquable pour le mobilier qu'elle contient, dont une grande pierre tombale à effigie gravée (voir ci-dessus). Même si le tympan n'est qu'une création de la fin du XIXe siècle, la prolifération des personnages et le soin apporté aux détails en font une œuvre saisissante. Ce tympan, qui n'a jamais été exposé aux intempéries, permet aussi d'imaginer comment se pourraient présenter les nombreux tympans gothiques et Renaissance bûchés et mutilés à la Révolution française, ou rongés par le salpêtre. L'oratoire est aujourd'hui la seule partie de l'église ouverte au public quotidiennement. Une grille permet de contempler l'intérieur de l'église. C'est le bas-côté sud Renaissance achevé de façon simplifié au début du XXe siècle et couvert par un simple plafond de bois qui sert aujourd'hui de porche, et la porte dans son mur occidental située sous un auvent est l'accès habituellement utilisé. Le mur sud du bas-côté est pourvue de deux fenêtres au remplage Renaissance standard, telles que l'on peut en voir sur le mur du bas-côté nord demeuré inachevé. Entre ces fenêtres et à gauche de la fenêtre près de l'ancien croisillon sud se trouvent des pilastres ioniques cantonnés de colonnes corinthiennes, et l'angle sud-ouest accueille une colonne semblable. Ces pilastres et colonnes s'arrêtent à mi-hauteur des fenêtres, l'architecte ayant sans doute prévu d'y superposé des éléments d'un ordre différent. Une remarquable grille en bois avec une porte sépare le bas-côté de l'ancien croisillon sud.

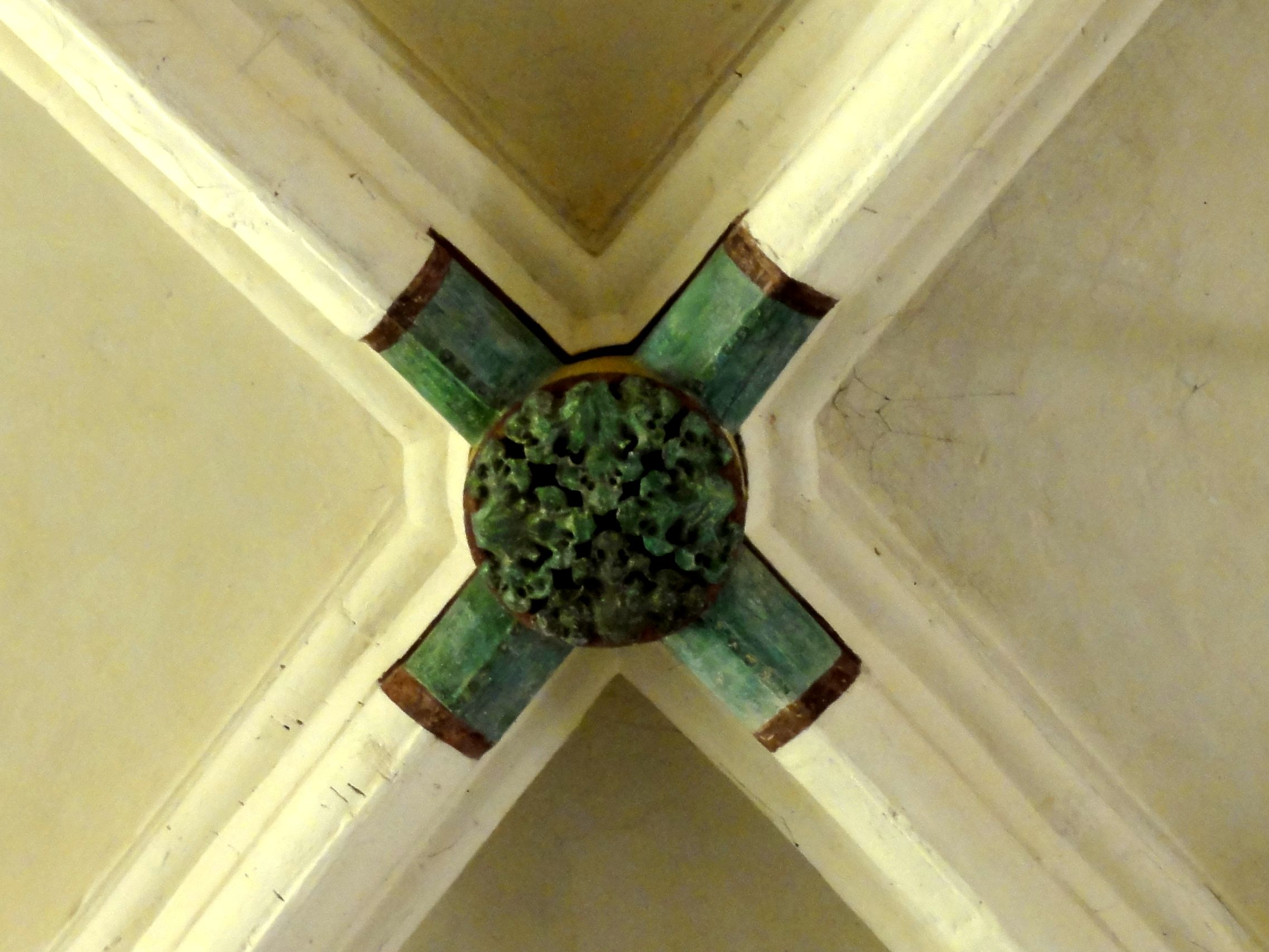
Clé de voûte de la chapelle du début du XIIIe siècle.
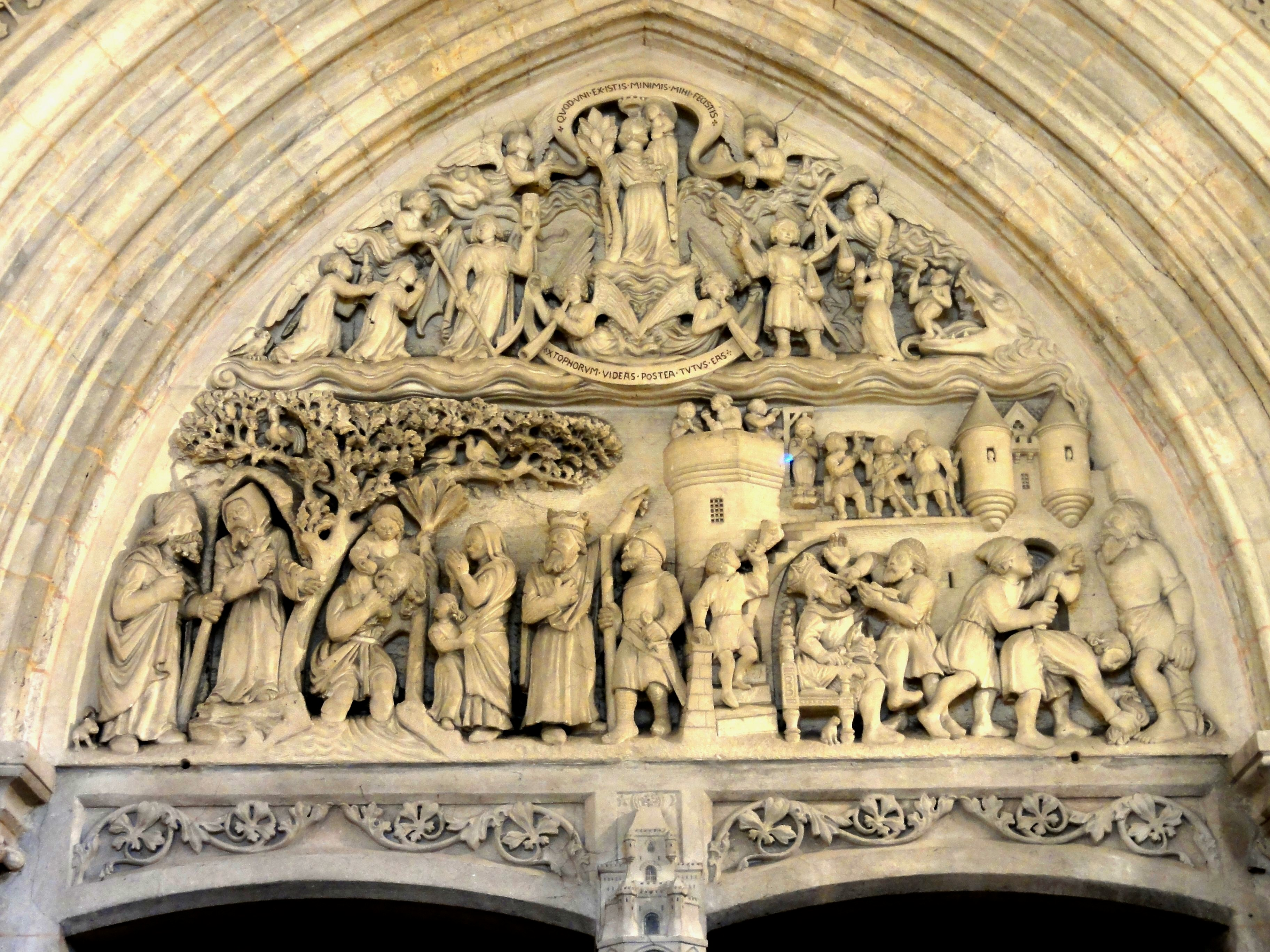
Tympan illustrant la légende de saint Christophe.
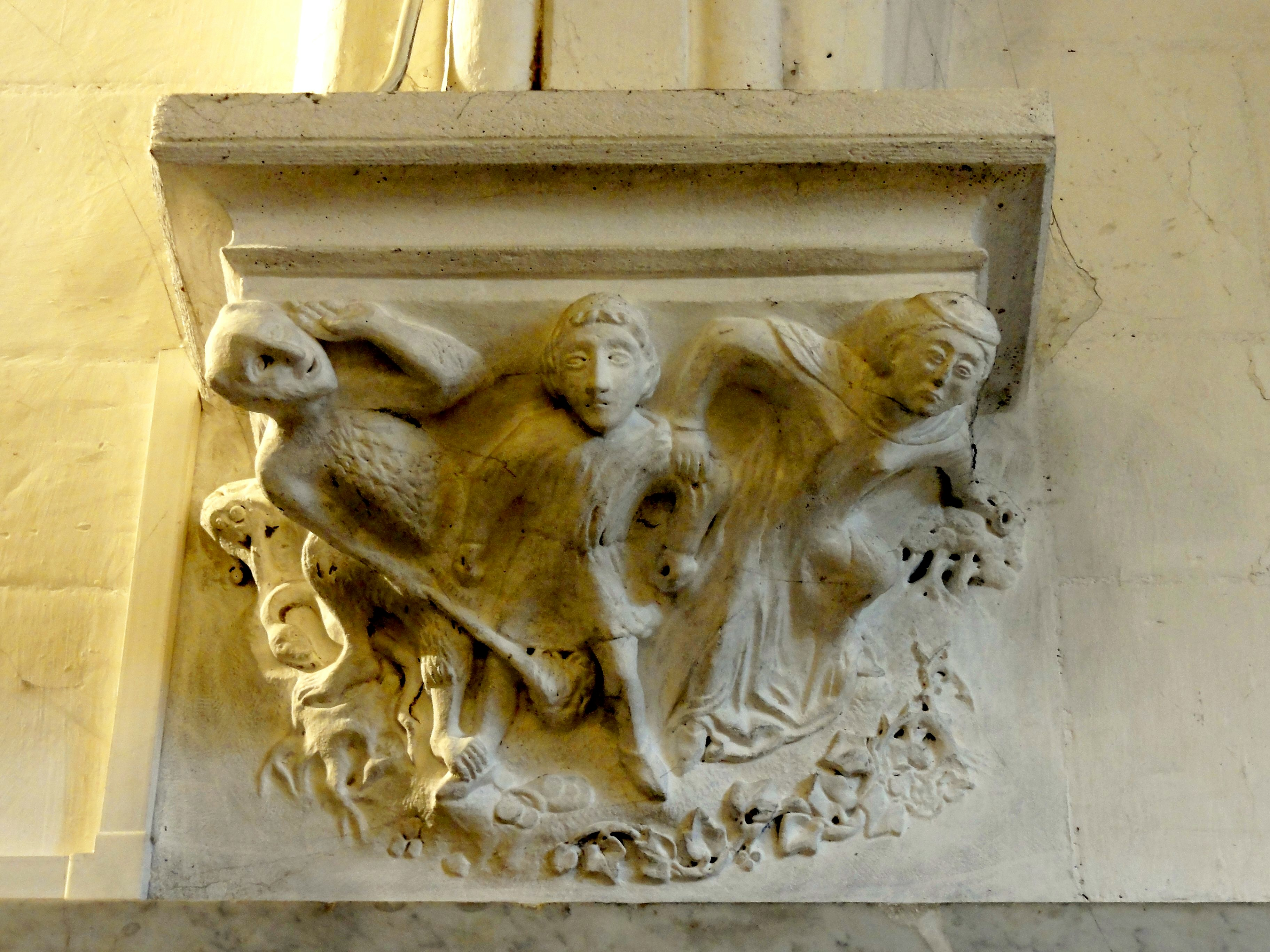
Cul-de-lampe dans l'oratoire.
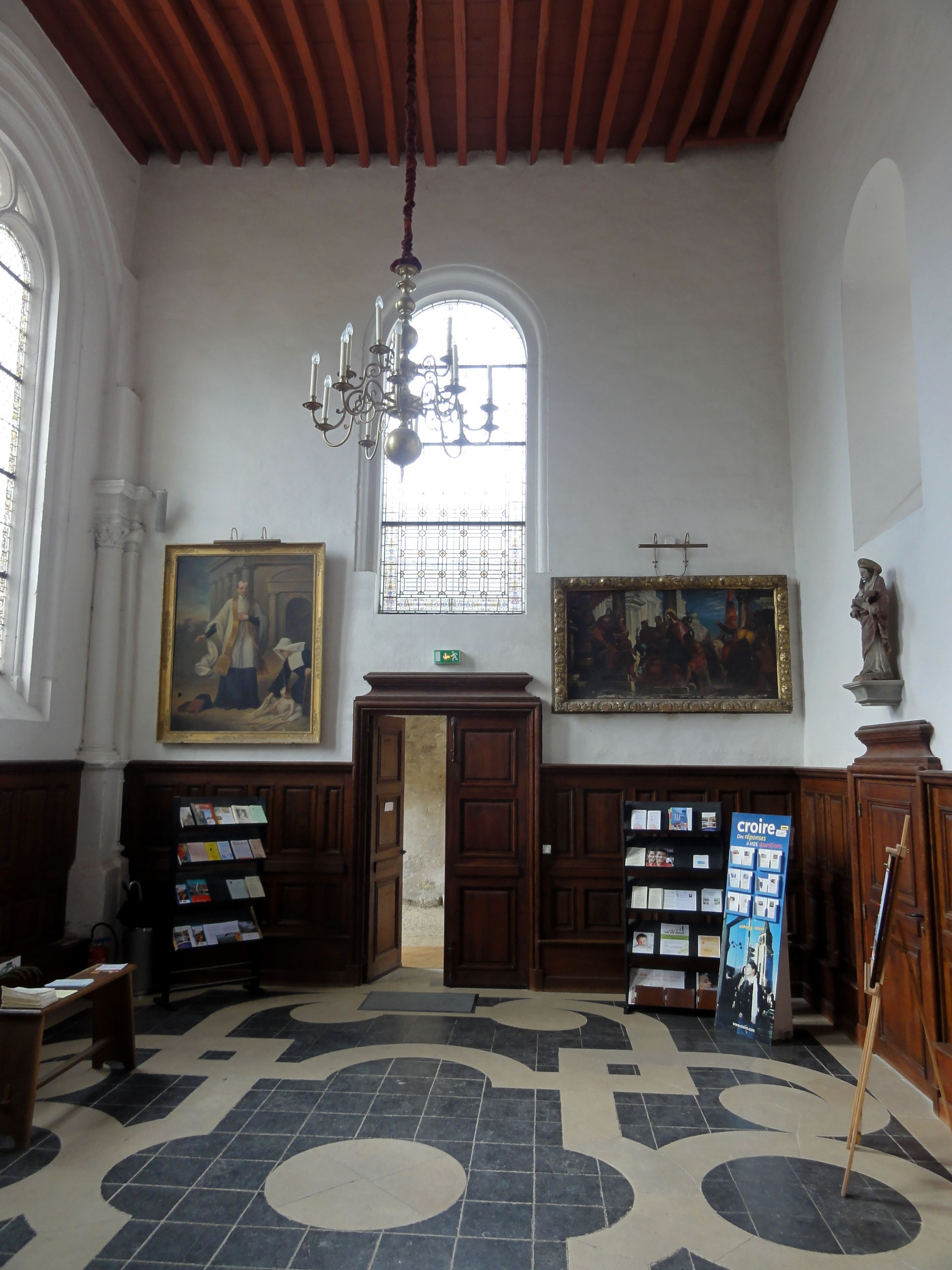
Bas-côté sud Renaissance, côté ouest et porte d'entrée.
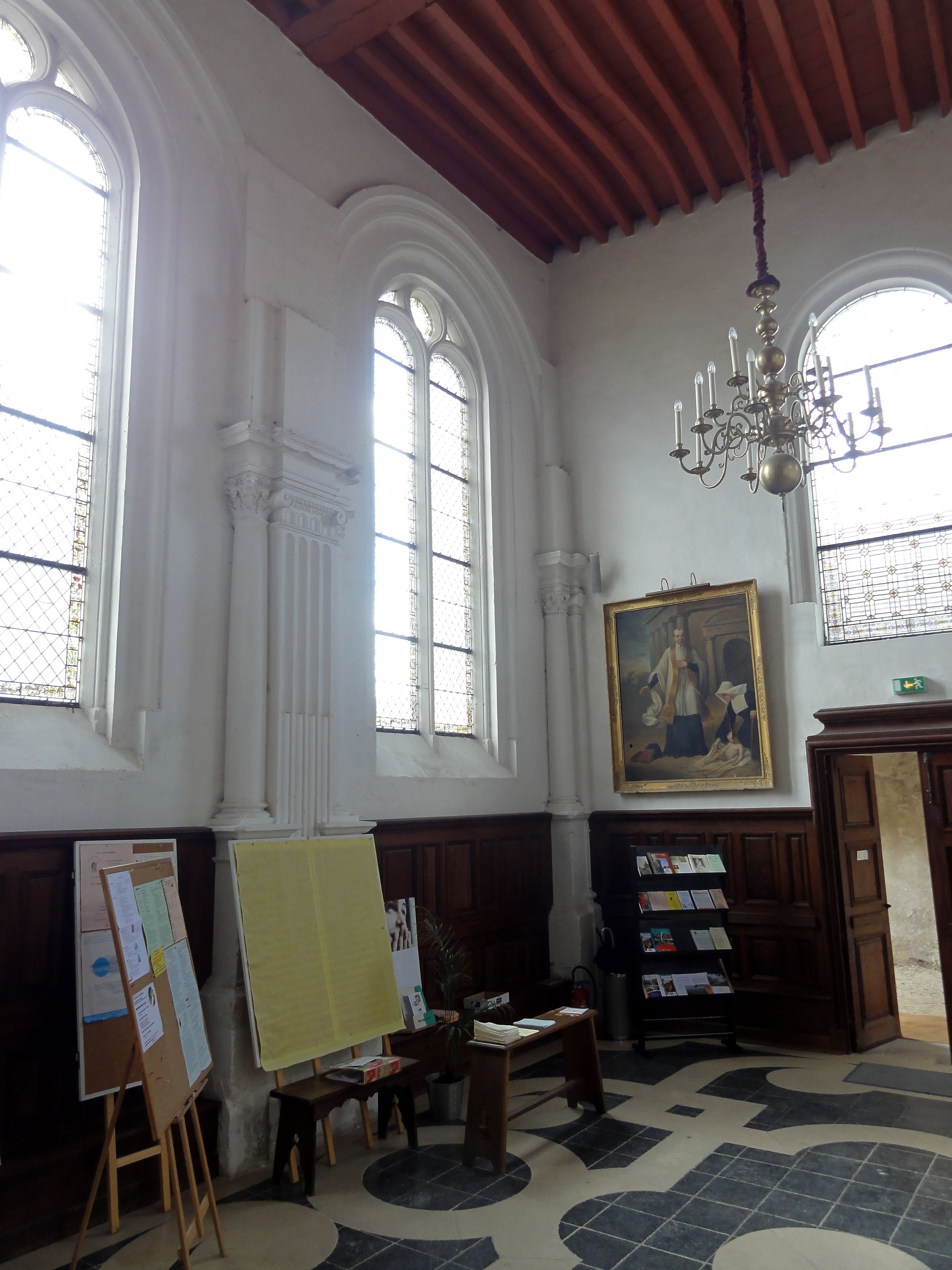
Bas-côté sud Renaissance, angle sud-ouest.
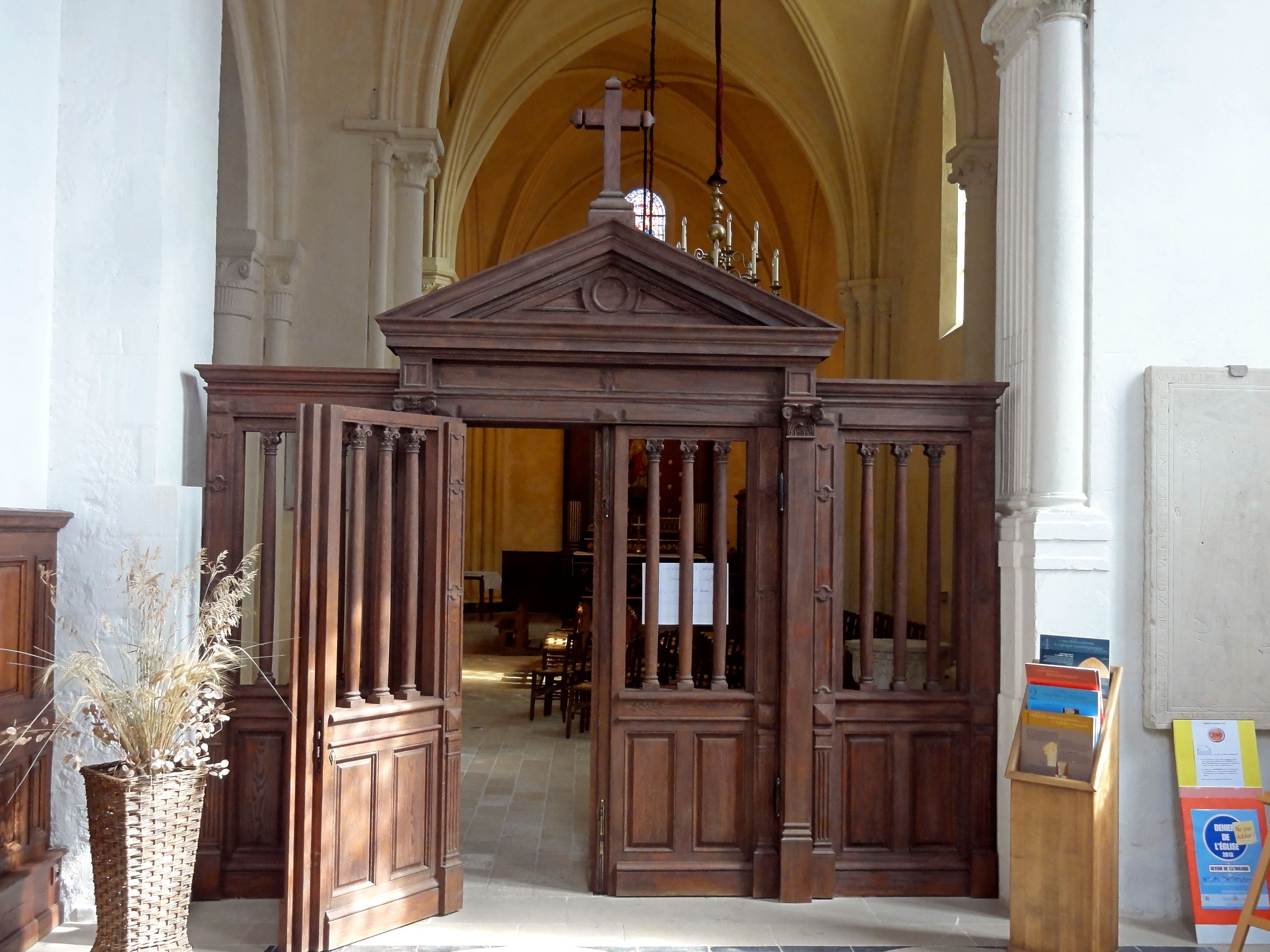
Grille en bois entre bas-côté sud et ancien croisillon sud.

## Mobilier

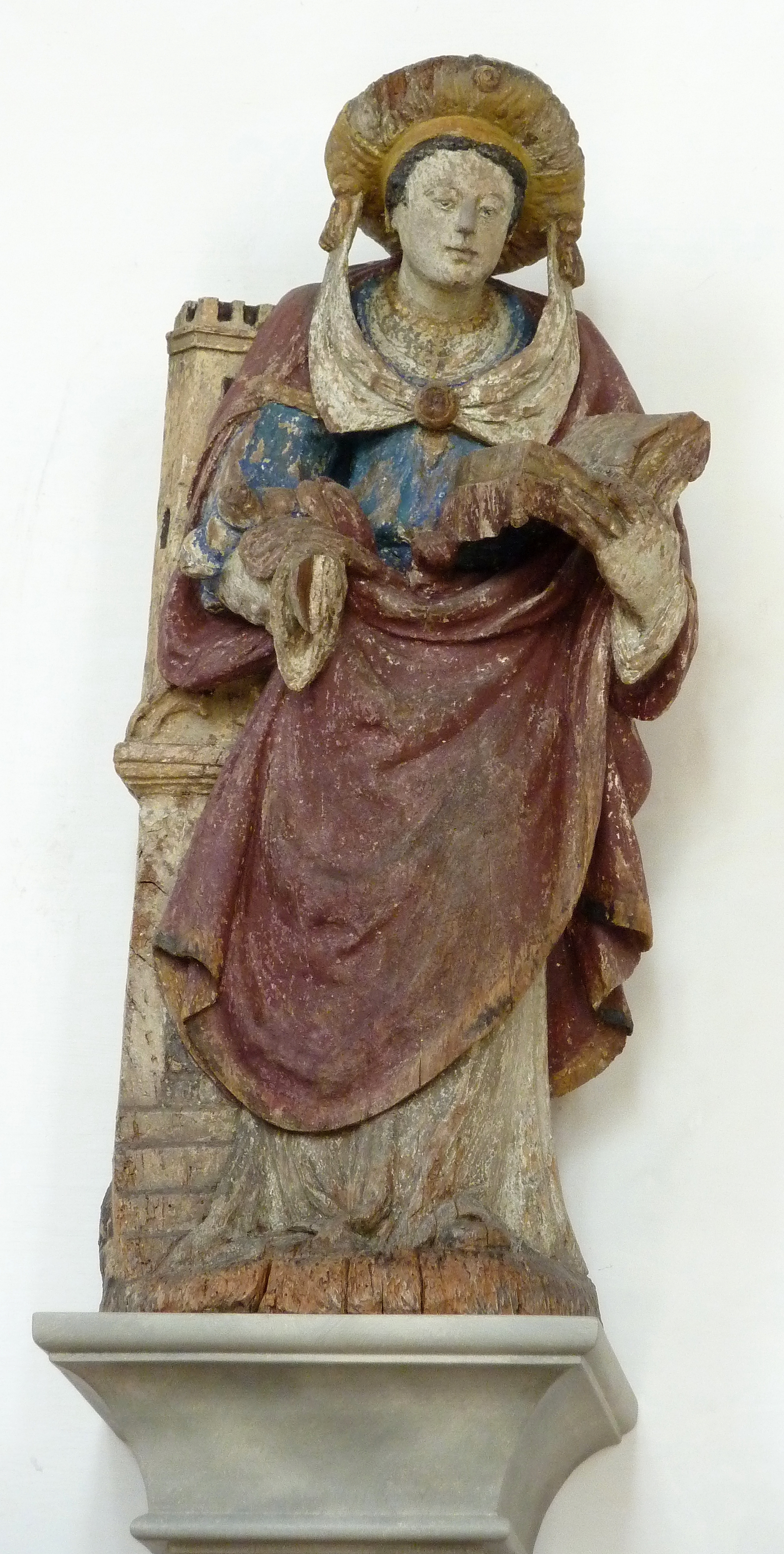
Statue de sainte Barbe du XVIe siècle.
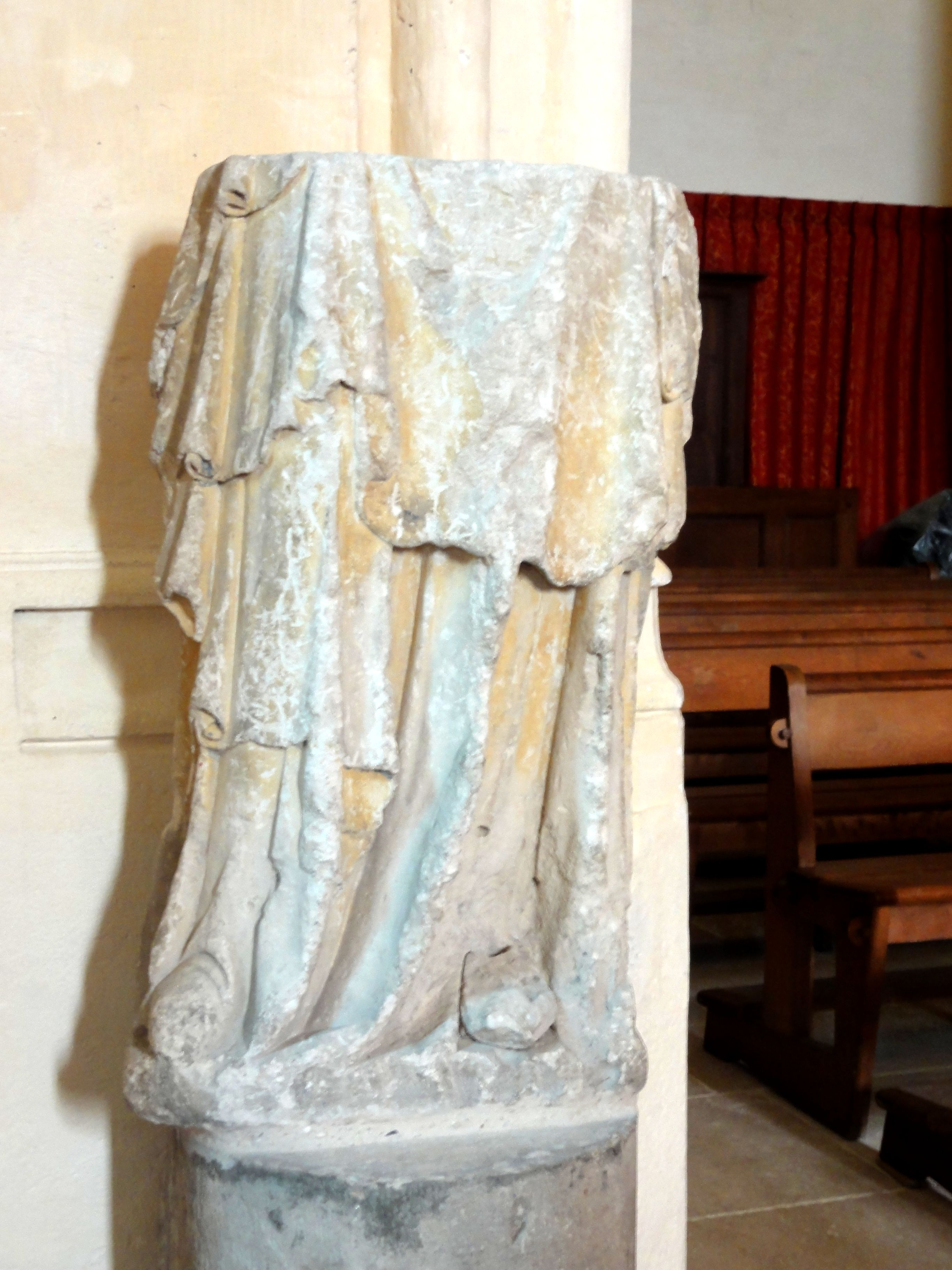
Torse de Vierge à l'Enfant.
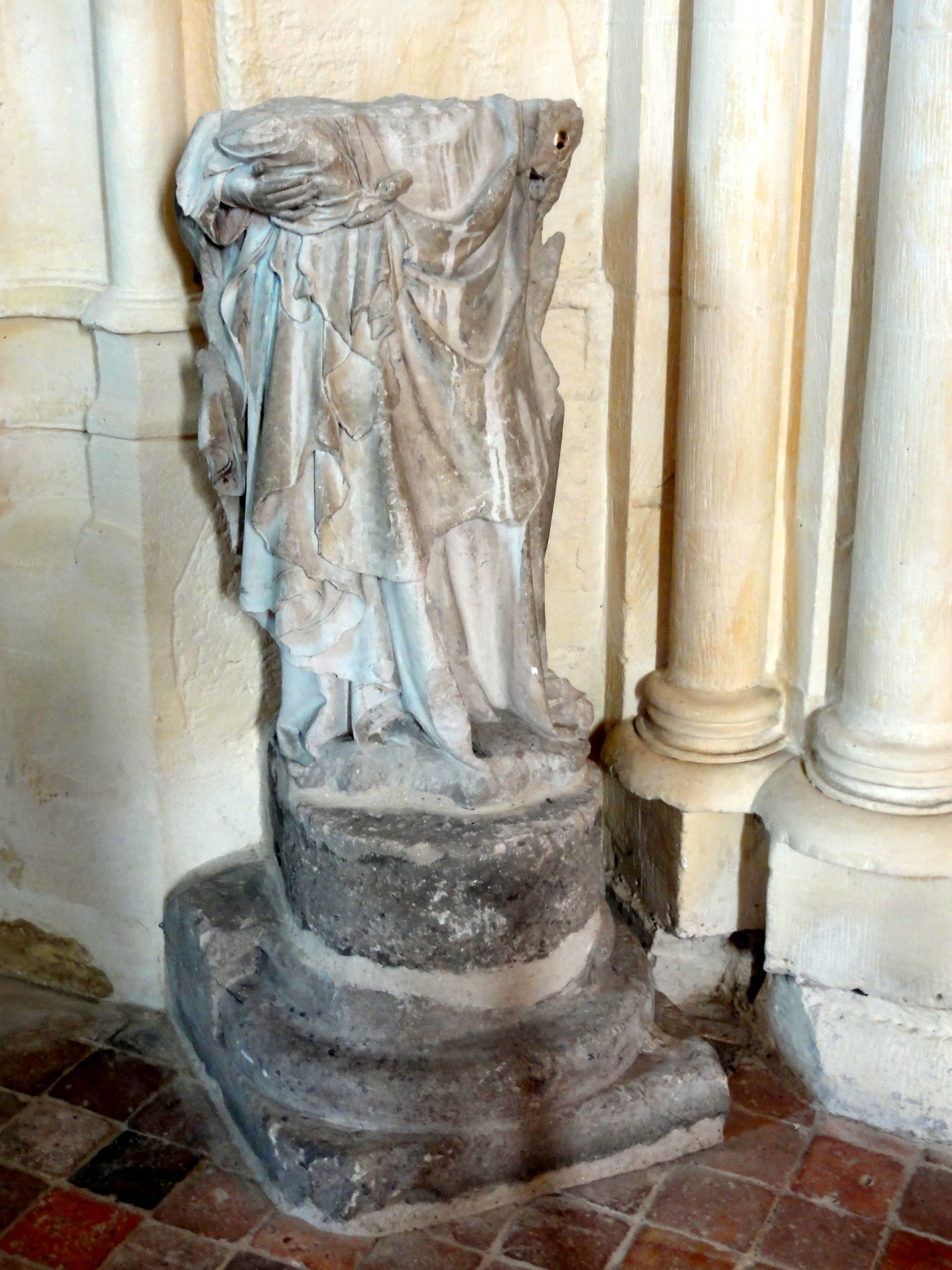
Torse de Vierge à l'Enfant.
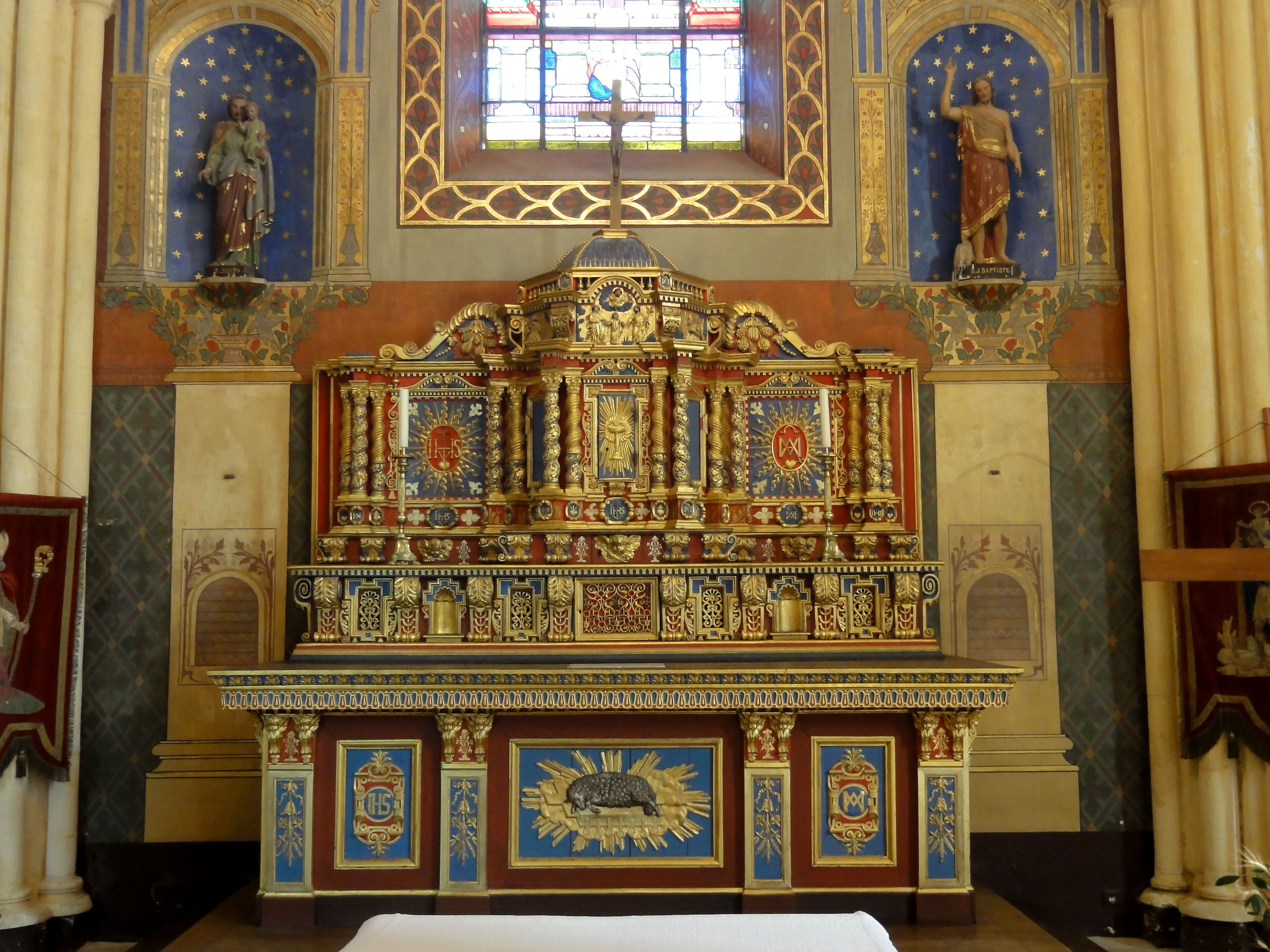
Tabernacle du maître-autel.
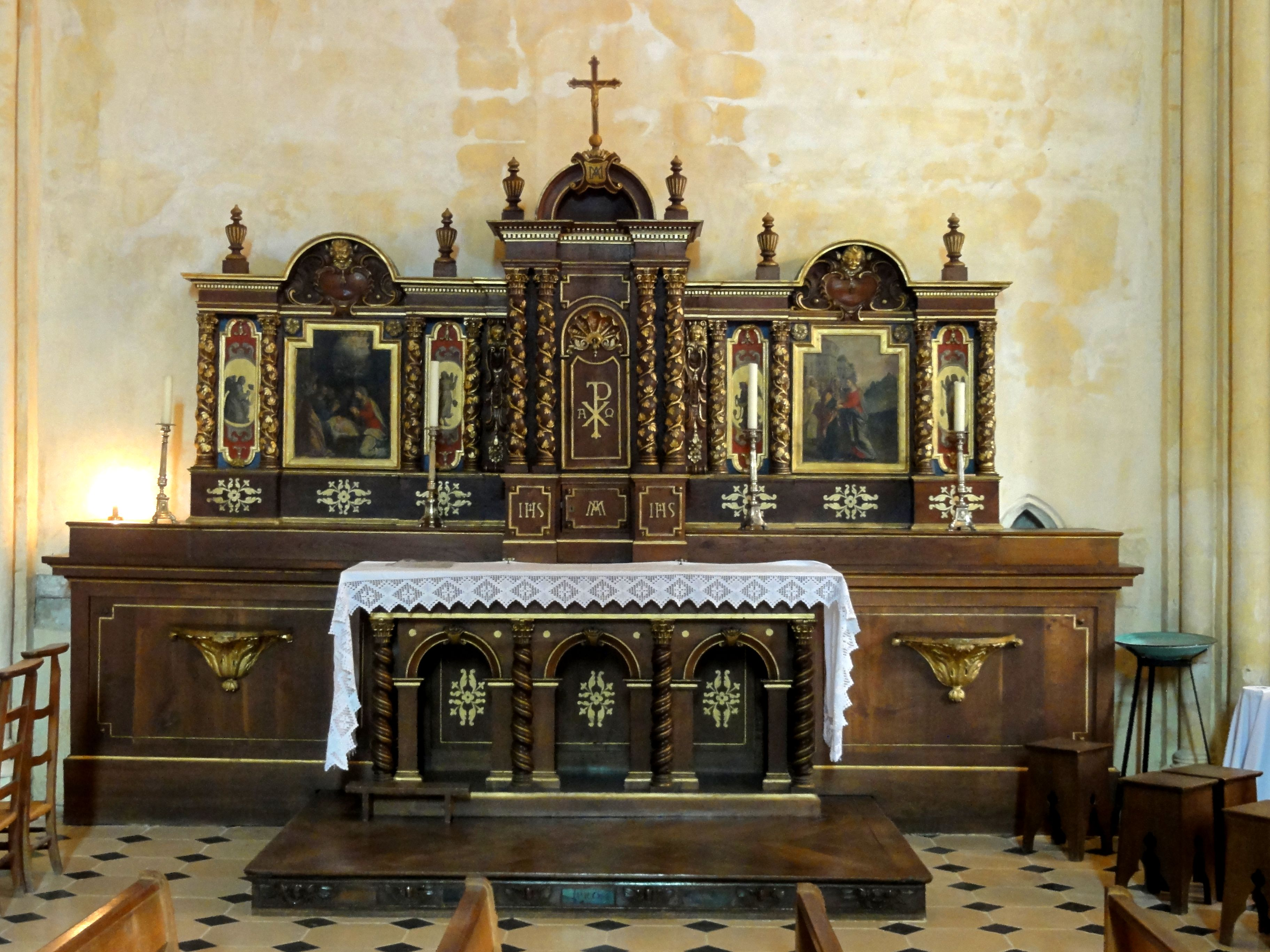
Autel de la Vierge.
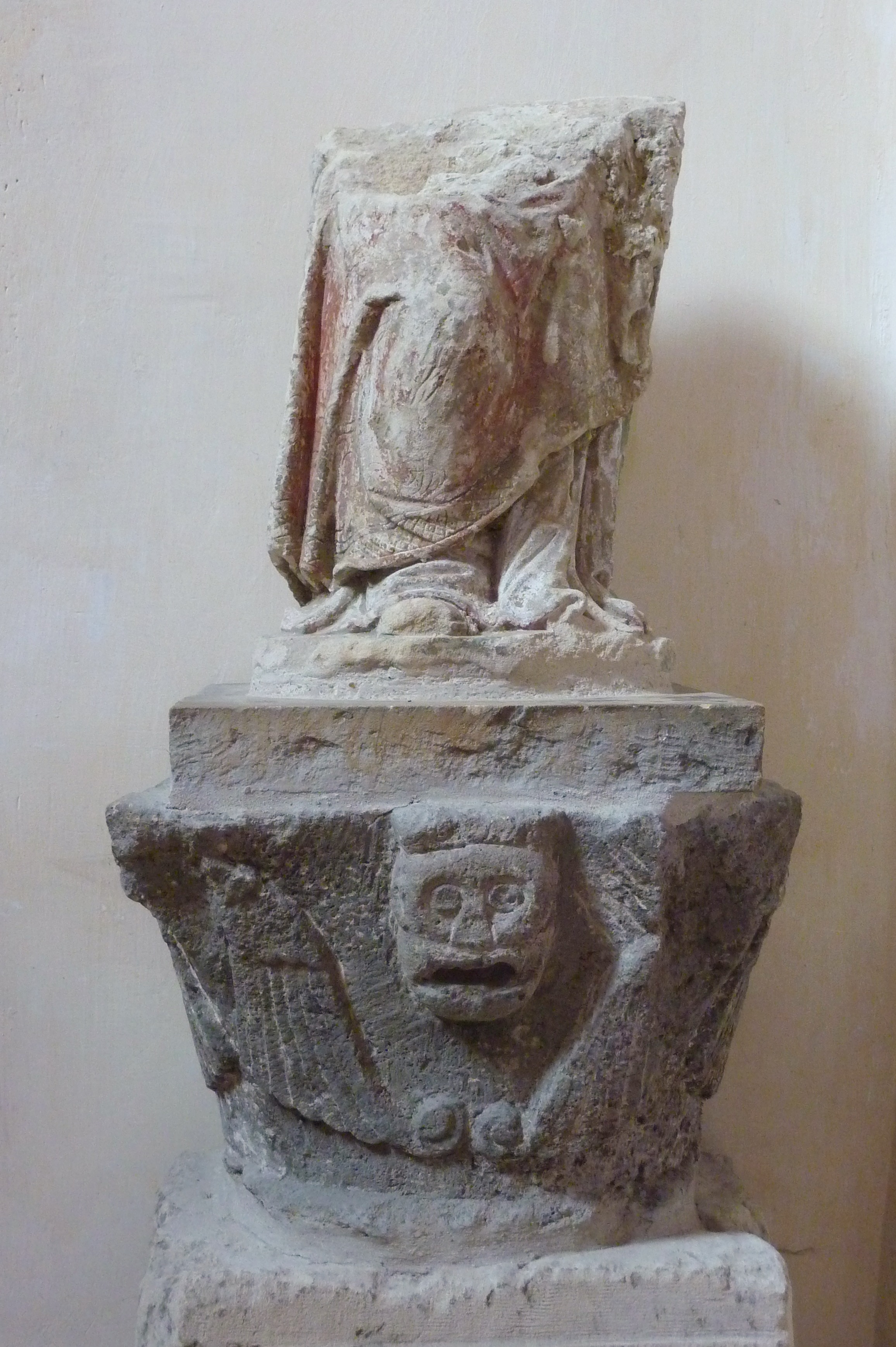
Chapiteau roman déposé.

L'église renferme huit d'éléments de mobilier classés monuments historiques au titre des objets, ainsi que dix pierres tombales ou plaque commémoratives et deux chapiteaux :
- Une statue de sainte Barbe du XVIe siècle[36] ;
- Une statue de saint Christophe de la première moitié du XVIIIe siècle, volée entre le 12 et le 13 novembre 1973[37], et restituée à la commune le 17 octobre 2018[38] (sans illustration) ;
- Deux statues de la Vierge à l'Enfant du XIVe siècle[39],[40] ;
- Le tabernacle de l'autel de la Vierge, encadré de panneaux peints, datant de 1619[41] ;
- Le tabernacle du maître-autel du premier quart du XVIIe siècle, acheté à Pontoise en 1802[42] ;
- Un coffre en bois du XVIe siècle[43] ;
- Un tableau « Saint Sébastien soigné par sainte Irène », œuvre de François-Henri-Alexandre Lafond offert par Napoléon III en 1857[44] ;
- Un chapiteau ionique avec colonne sur base à griffes, datant du XVIe siècle mais réutilisant des éléments de la fin du XIIe, début du XIIIe siècle[45] ;
- Un chapiteau roman orné d'une tête[46] ;
- La plaque funéraire d'une femme du XVe siècle[47] ;
- La plaque commémorative de la dédicace de l'église de 1479[48] ;
- La plaque funéraire de Jehan Cossart de 1557[49] ;
- La plaque funéraire de Pierre Cossart de 1482[50] ;
- La plaque funéraire de Denis Cossart et de Danielle de Gannes de 1540/1547[51] ;
- La plaque funéraire de Christophe Dubray et Marie Chouquet de 1605 environ[52] ;
- La plaque commémorative de la donation faite par Mathieu Heurtin de 1638[53] ;
- La plaque funéraire de Jehan Béranger de 1521[54] ;
- La plaque funéraire d'Antoine Béranger et d'Anne Nouvelon de 1651/1653[55] ;
- La dalle funéraire avec effigies gravées de trois hommes et d'une femme de la première moitié du XIVe siècle[56].

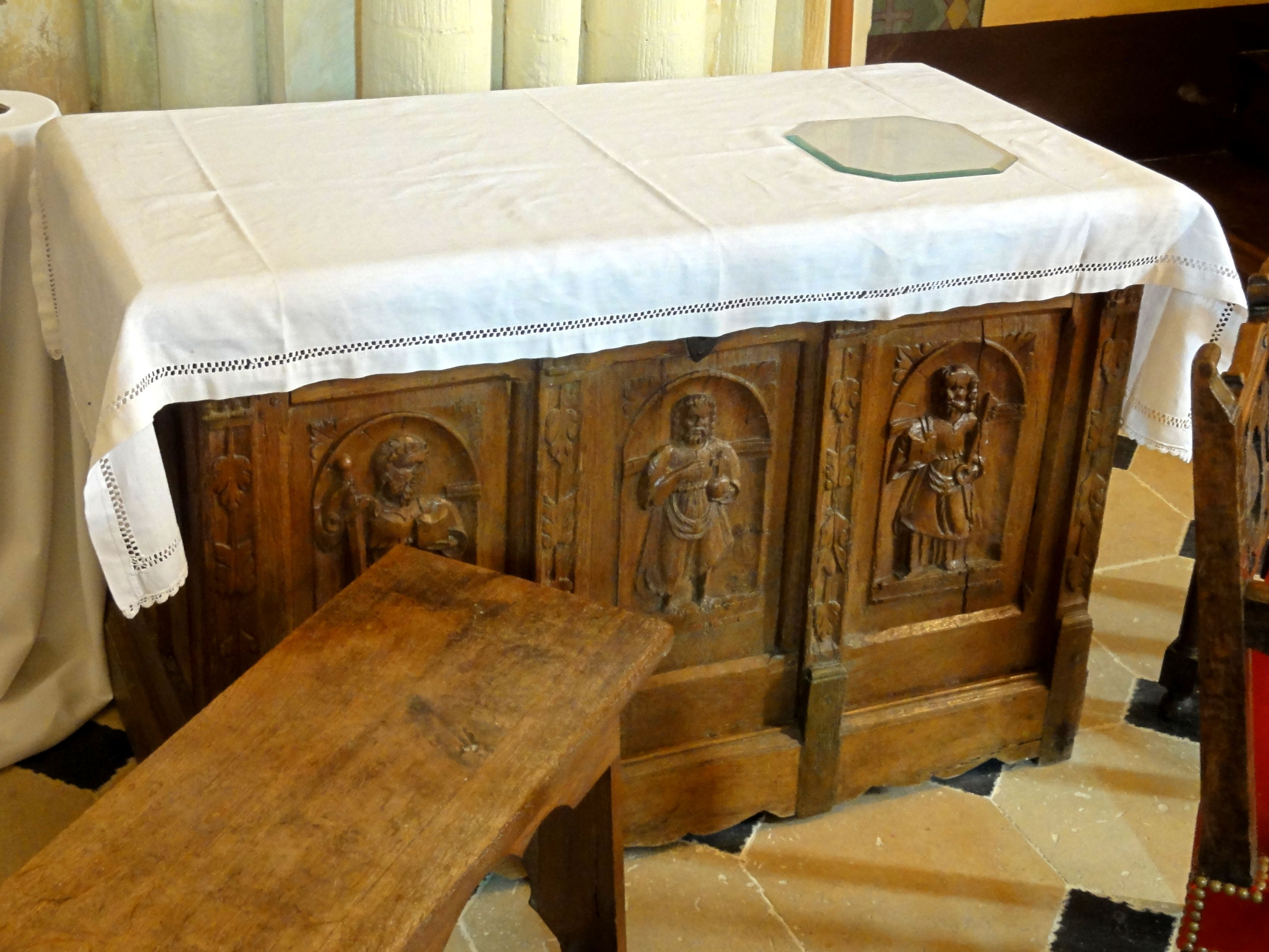
Coffre en bois.
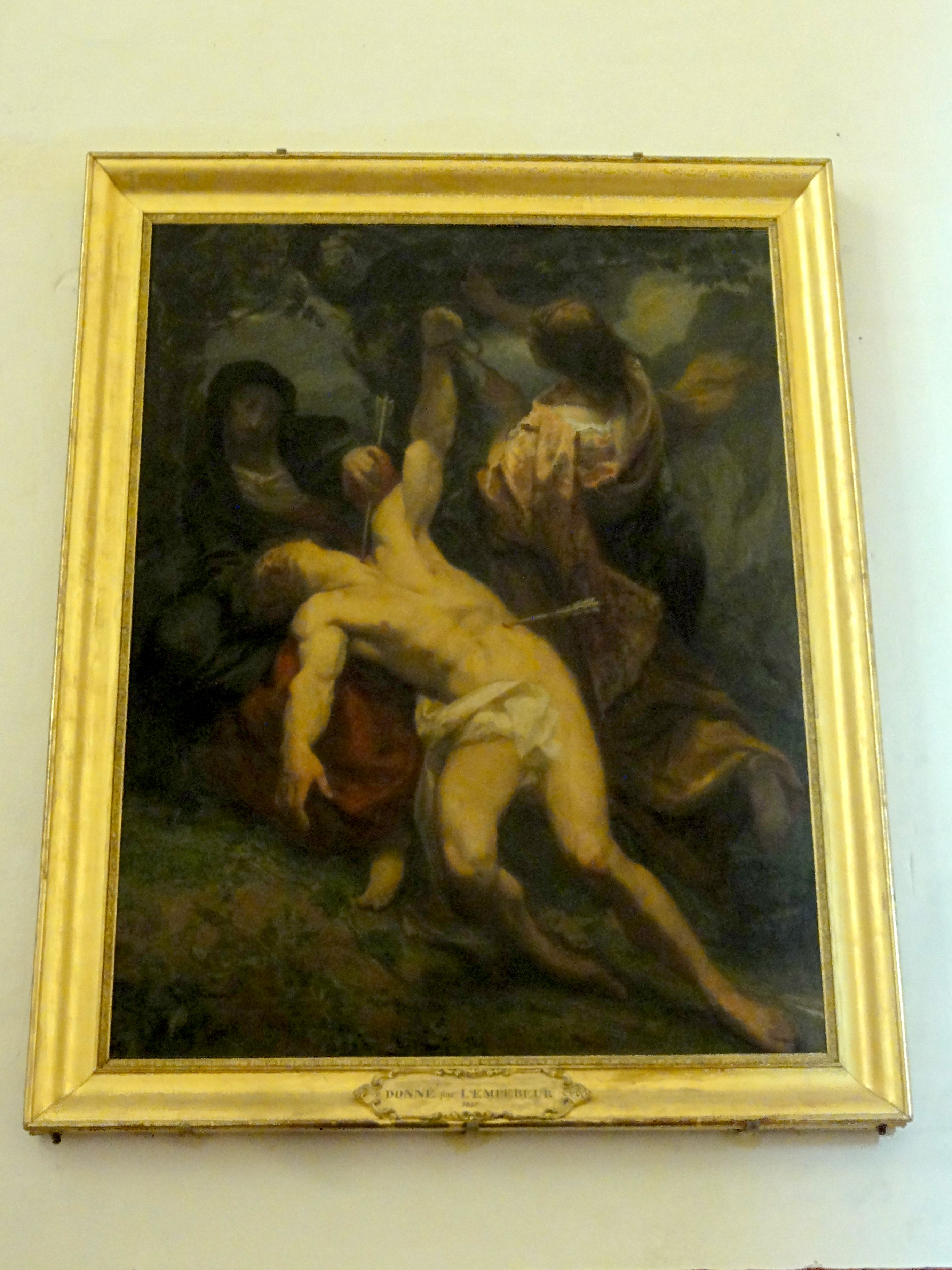
Tableau - saint Sébastien soigné par sainte Irène.
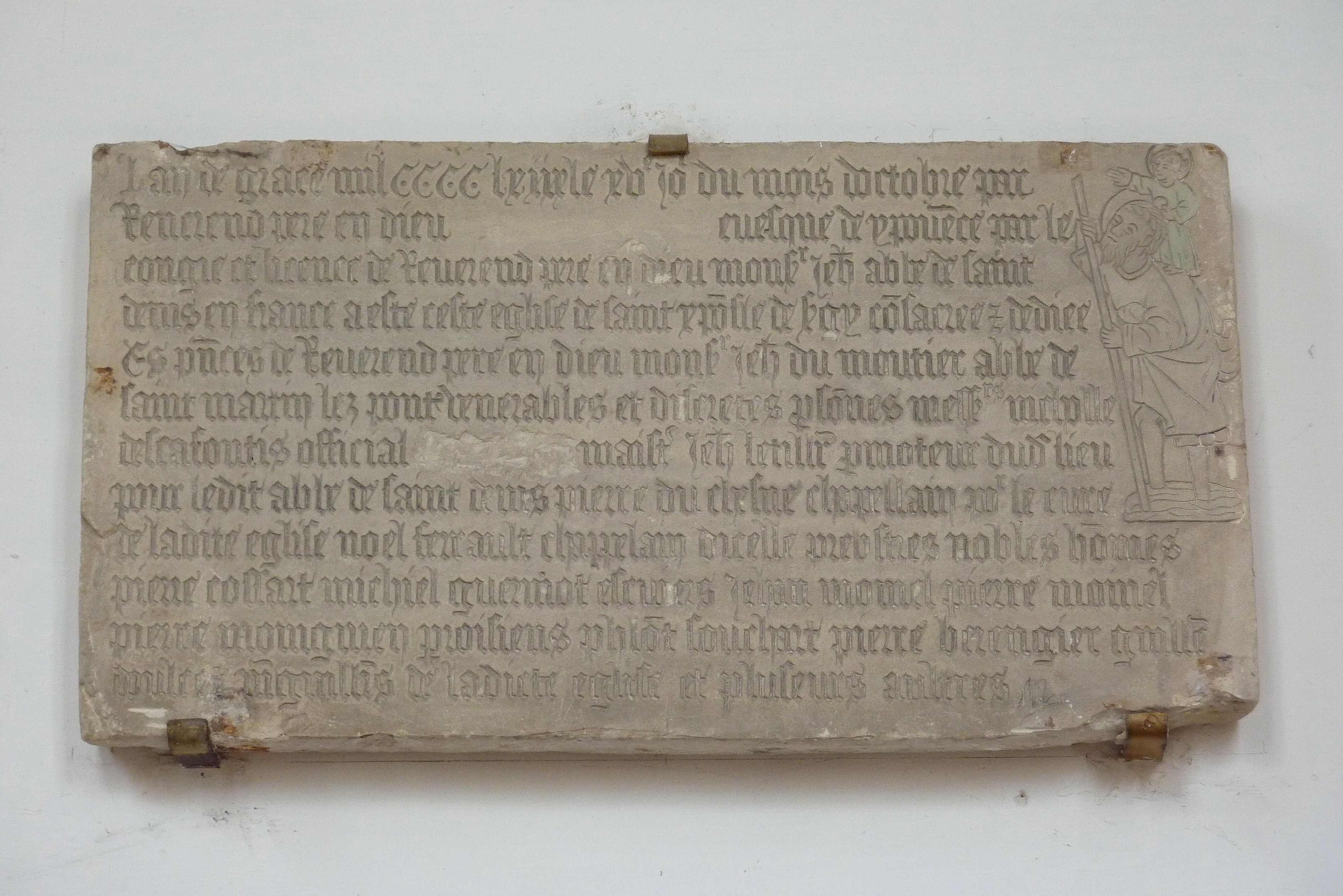
Plaque commémorative de la dédicace.
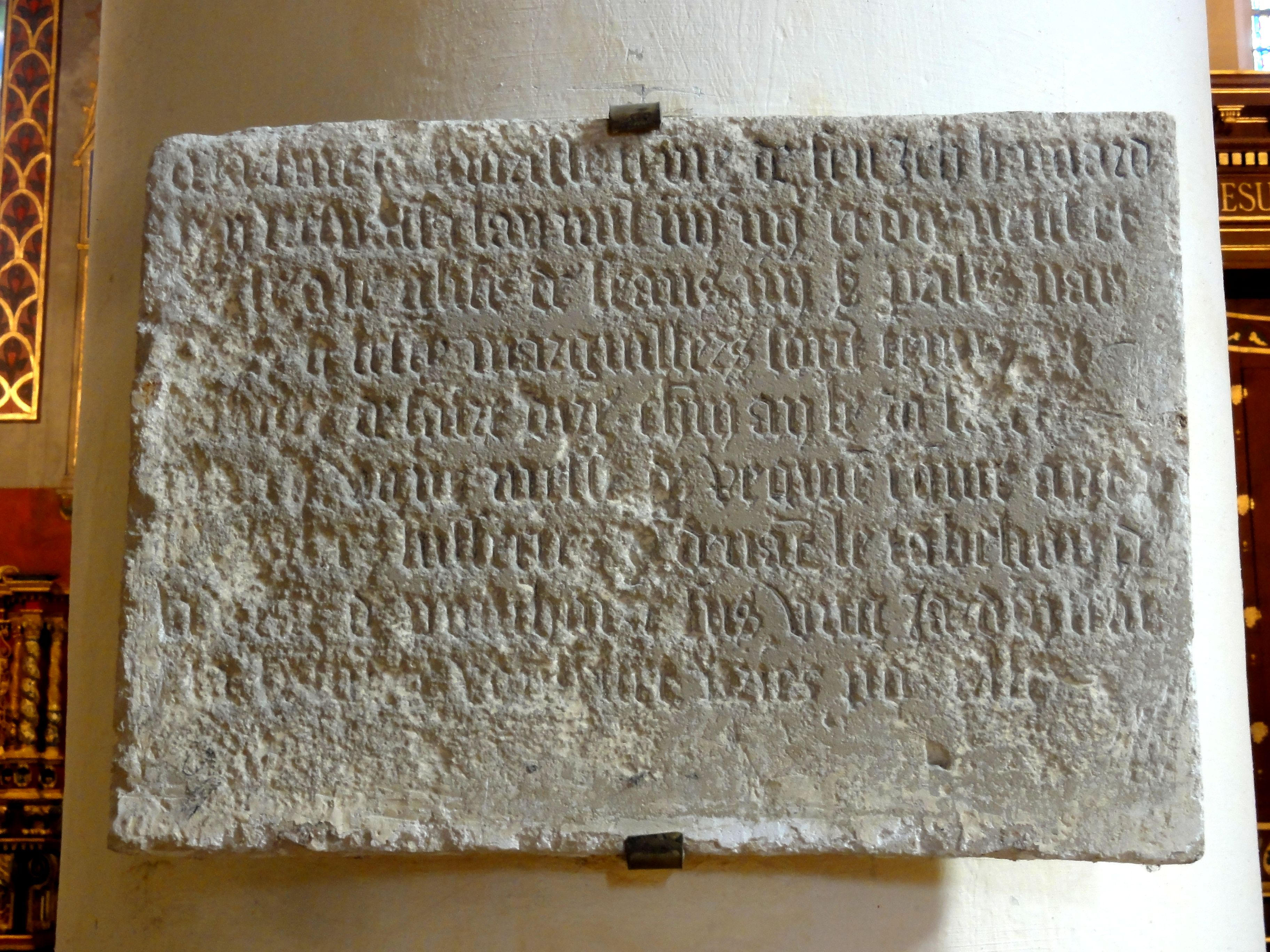
Plaque funéraire d'une femme, de 1499.
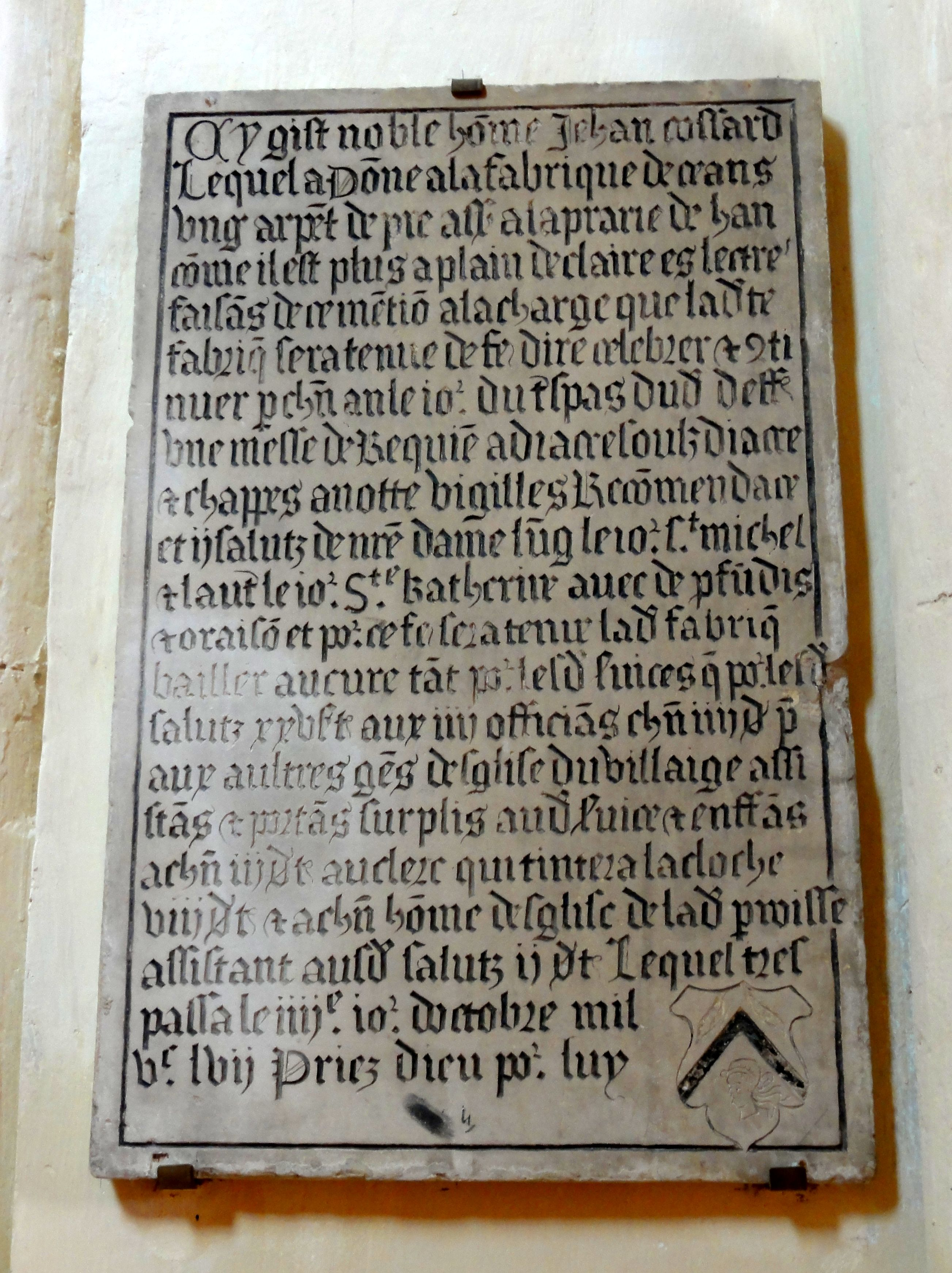
Plaque funéraire de Jehan Cossard.
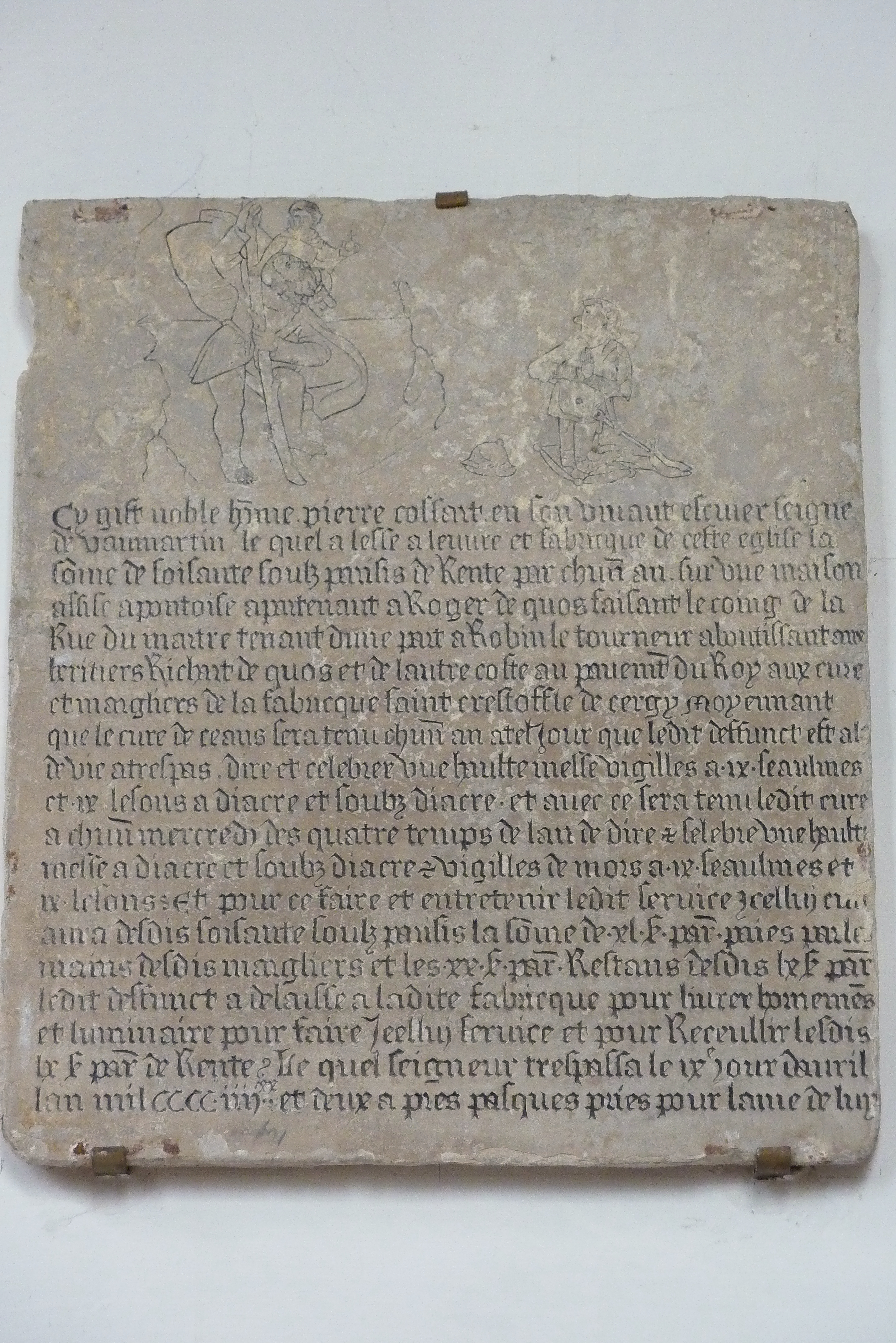
Plaque funéraire de Pierre Cossart.
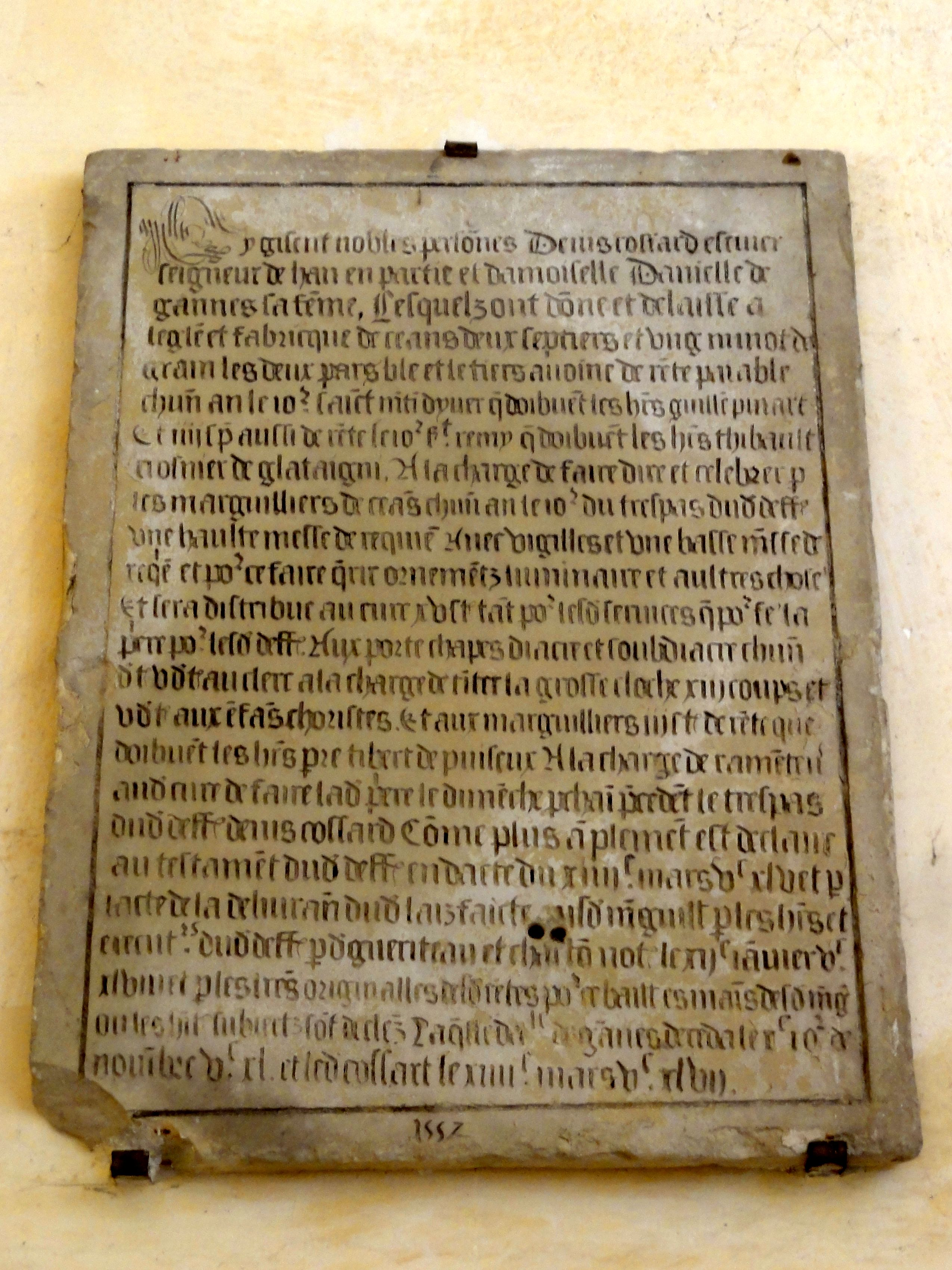
Plaque funéraire de Denis Cossart et de Danielle de Gannes.
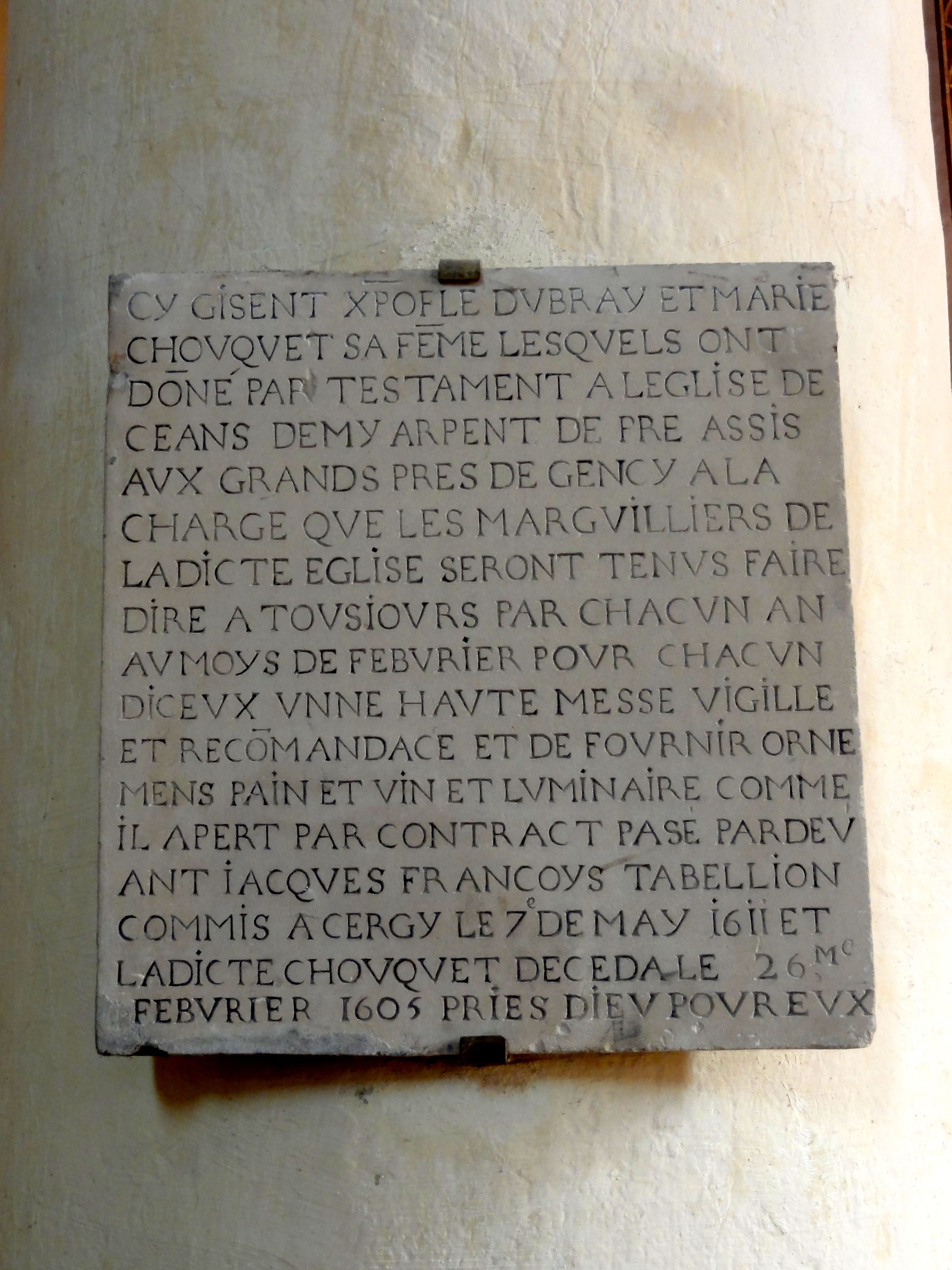
Plaque funéraire de Christophe Dubray et Marie Chouquet
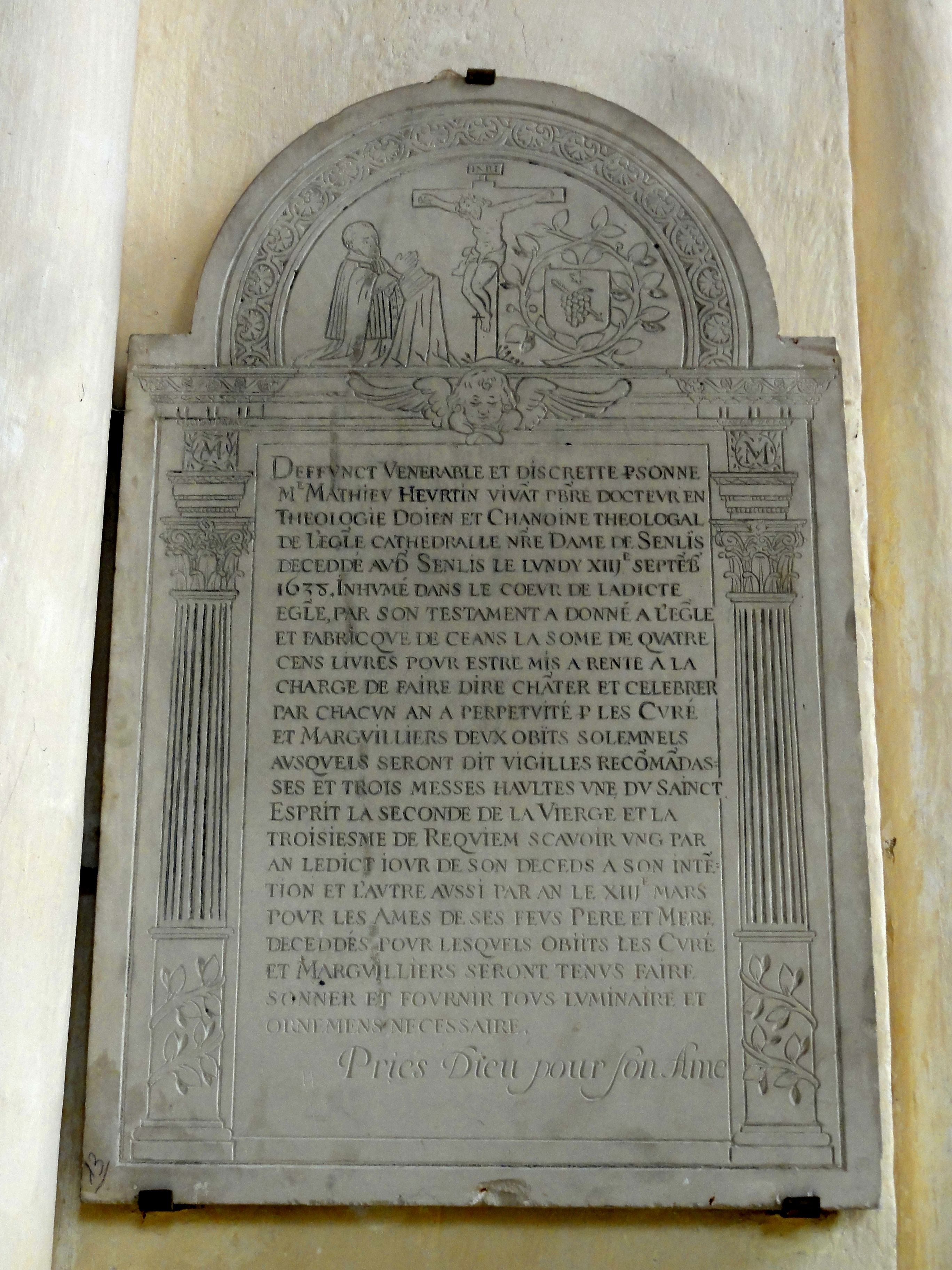
Plaque de donation de Mathieu Heutin de 1638.
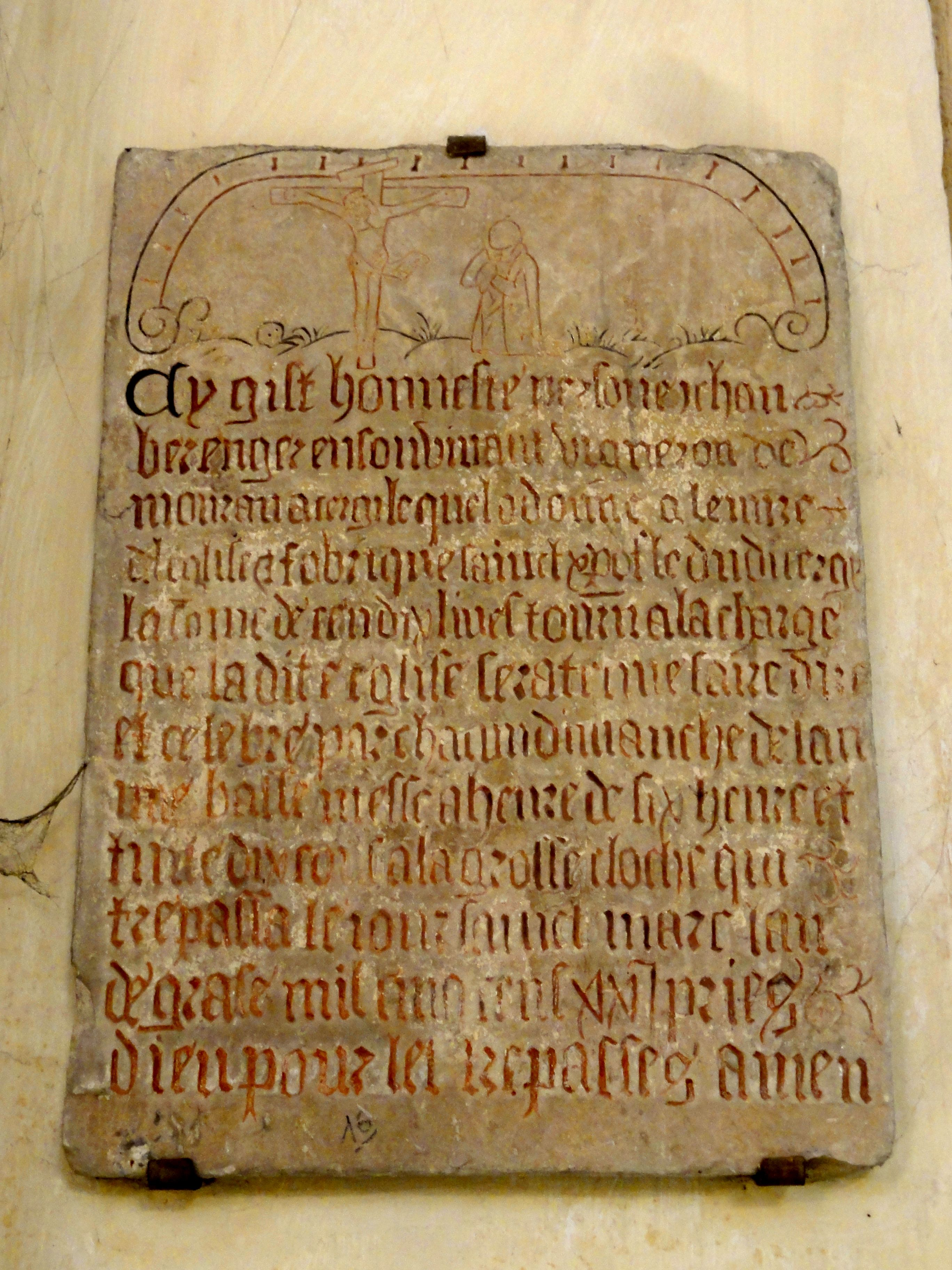
Plaque funéraire de Jehan Béranger de 1521.
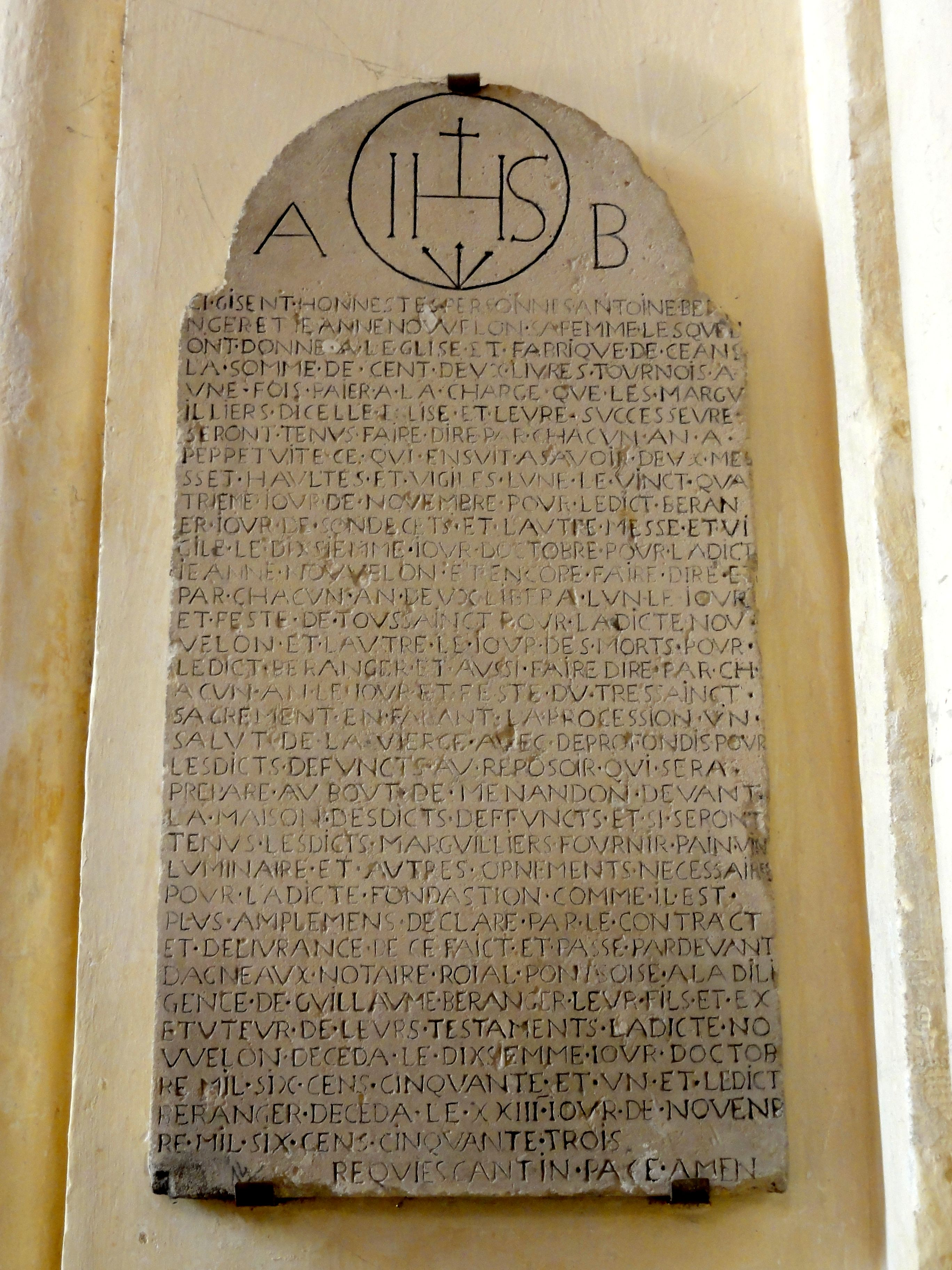
Plaque funéraire d'Antoine Bérenger et Anne Nouvelon.
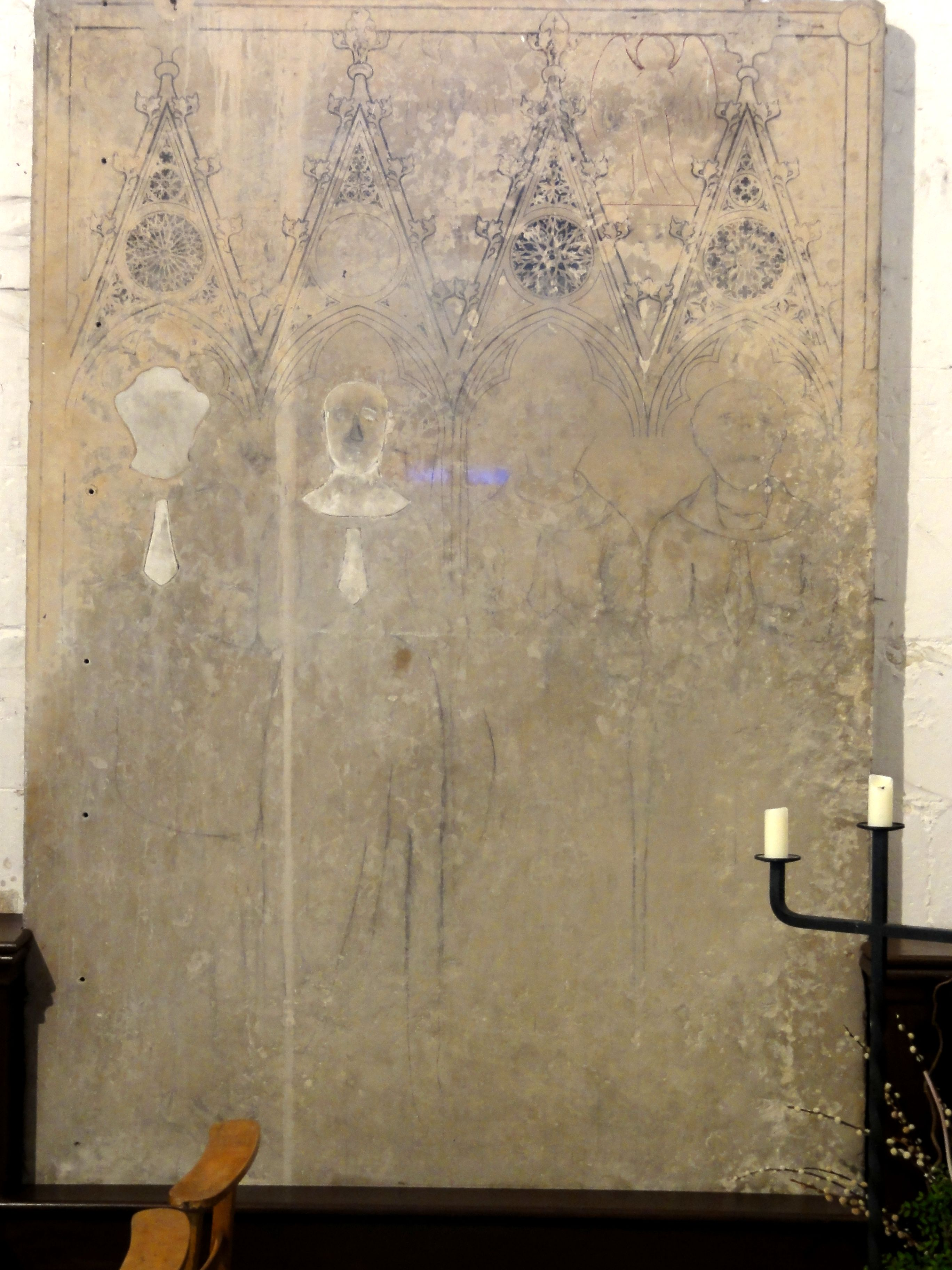
Dalle funéraire de trois hommes et d'une femme.